# The Walking Dead (Fernsehserie)
The Walking Dead (anhörenⓘ) (deutsch: Die wandelnden Toten) ist eine US-amerikanische Fernsehserie von Frank Darabont, die von 2010 bis 2022 ausgestrahlt wurde. Sie ist Teil des The Walking Dead Franchise. Die Handlung basiert auf der gleichnamigen Comicserie von Robert Kirkman und Tony Moore. Die Serie startete am 31. Oktober 2010 in den Vereinigten Staaten bei AMC mit einer 68-minütigen Pilotepisode im Rahmen des sogenannten „Fearfest“ des Senders.
Am 9. September 2020 gab AMC bekannt, dass die Serie mit der 11. Staffel enden werde, deren letzte Episode am 20. November 2022 ausgestrahlt wurde.
AMC veröffentlichte mit der Zeit neue Serien und fasste diese in ein Franchise zusammen. Der Sender kündigte kurz nach der Bekanntgabe der finalen Staffel die Spin-Offs Tales of the Walking Dead, The Walking Dead: Daryl Dixon, The Walking Dead: Dead City und The Walking Dead: The Ones Who Live an. Die Serie The Walking Dead: World Beyond lief von 2020 bis 2021, während Fear the Walking Dead mit einer 8. Staffel 2023 abgeschlossen wurde.

## Handlung
→ Hauptartikel: Staffel 1, 2, 3, 4, 5, 6, 7, 8, 9, 10, 11
The Walking Dead spielt zu Beginn hauptsächlich in der Metropolregion von Atlanta im US-Bundesstaat Georgia und erzählt die Geschichte einer kleinen Gruppe Überlebender nach einer weltweiten Zombie-Apokalypse. Unter der Führung des Deputy Sheriffs Rick Grimes ist die Gruppe auf der Suche nach einer dauerhaften und vor allem sicheren Unterkunft. Dabei stellen die fast überall präsenten Untoten, gruppenintern als Beißer oder Streuner (engl. „Biters“ und „Walkers“) bezeichnet, eine ständige Bedrohung dar, die jederzeit ohne Vorwarnung zuschlagen kann. Infolge diverser Todesfälle, Ab- und Neuzugänge verändern sich Größe und Konstellation der Gruppe kontinuierlich. Mit der Zeit wächst der stabilere Kern der Gruppe emotional stark zusammen und begreift sich als Familienverbund, in dem jeder notfalls auch sein eigenes Leben für das des anderen zu opfern bereit ist. Die Suche nach einem sicheren Ort führt die Überlebenden durch von Zombies überrannte Städte und Wälder, über Highways, zu Militäranlagen und geheimen Forschungseinrichtungen. Überall, wo die Gruppe hingelangt, hat die Seuche bereits gewütet und nahezu alle Menschen in Zombies verwandelt. Unterwegs trifft die Gruppe auf andere Überlebende, einzeln und in Gruppen, die ihr teils friedlich, teils neutral, aber auch feindlich gesinnt sind. Gegen Ende der fünften Staffel erreichen die Überlebenden die Gegend um Washington, D.C.
Aufgrund ihrer immer hoffnungsloser erscheinenden Situation und der wachsenden Skepsis gegenüber Fremden stellt sich bei einigen Mitgliedern eine merkliche seelische Veränderung ein. Beispielgebend für diese Veränderung ist Carol Peletier. Während sie in den ersten beiden Staffeln noch eher ängstlich, schüchtern und zurückhaltend wirkt, entwickelt sie sich im Laufe der Ereignisse zu einer eiskalten und berechnenden Kämpferin. Diese äußert sich durch emotionale Abstumpfung und wachsende Bereitschaft für hartherzige Entscheidungen zugunsten des eigenen Überlebens (oder dessen der Gruppe). Daryl Dixon, der anfangs eher die Rolle eines Außenseiters einnimmt, nicht zuletzt durch den Einfluss seines Bruders Merle, wandelt sich zu einem wertvollen und wichtigen Entscheidungsträger für die Gruppe um Rick Grimes. Die permanente Zombiebedrohung steht somit, wie in den Comics, eher im Hintergrund, da es neben dem Kämpfen gegen die Zombies auch noch die eigentliche Handlung gibt. Im Vordergrund stehen mehr die gruppeninternen Differenzen und Spannungen sowie Konflikte mit Außenstehenden. Die häufigsten Streitpunkte unter den Überlebenden sind Meinungsverschiedenheiten um weitere Vorgehensweisen, grundsätzliche Ansichten und moralische Werte, darunter Themen wie Suizid, Kannibalismus, Abtreibung, „Präventivtötung“ Infizierter und potentiell gefährlicher Gefangener sowie Rassismus. Der Schwerpunkt liegt somit einerseits auf der Frage, wie sich die Menschen verändern, wenn ihnen ihr gewohntes Leben weggenommen wird und sie plötzlich um Dinge, die sie für selbstverständlich hielten, kämpfen müssen. Mehr und mehr stellt sich jedoch heraus, dass die eigentliche Bedrohung nicht die Untoten sind, sondern die Überlebenden selbst, im Kampf um die verbleibenden Ressourcen. Zum anderen aber geht es um die Selbstdefinition von Menschen. Erstmals seit 30.000 Jahren konfrontiert mit einer Menschengruppe, die ihnen zwar äußerlich ähnelt, jedoch nicht derselben Spezies bzw. Reproduktionsgemeinschaft angehörig ist, ringen die Apokalypse-Überlebenden mit ihrer Vorstellung und Verteidigung dessen, was sie „Mensch“ nennen wollen. Der Autor Wayne Yuen erörtert daher in der Zeitform des Indikativ Futur („will it be …?“):

„'The Walking Dead' ist philosophisch spannend, weil wir, anders als in einem zweistündigen Zombiefilm, wirklich herausfinden, wie es sich in einer Welt lebt, die von Zombies überlaufen ist. Wie sollen wir uns gegenseitig verhalten? Wie sollten wir die Arbeit aufteilen? Ohne Unterstützung von Regierung, Gesetzeshütern und einer fest vorgegebenen Moralvorstellung, sind wir dann wirklich alle gleich? Können wir uns nehmen, was wir wollen? Gibt es immer noch privaten Besitz? Wird das Leben tatsächlich 'übel, brutal und kurz' (Hobbes) oder wird es einfach anders sein, mit eigenen Problemen und Mühen, gekoppelt mit Mühen und Triumphen?“

## Besetzung und Synchronisation

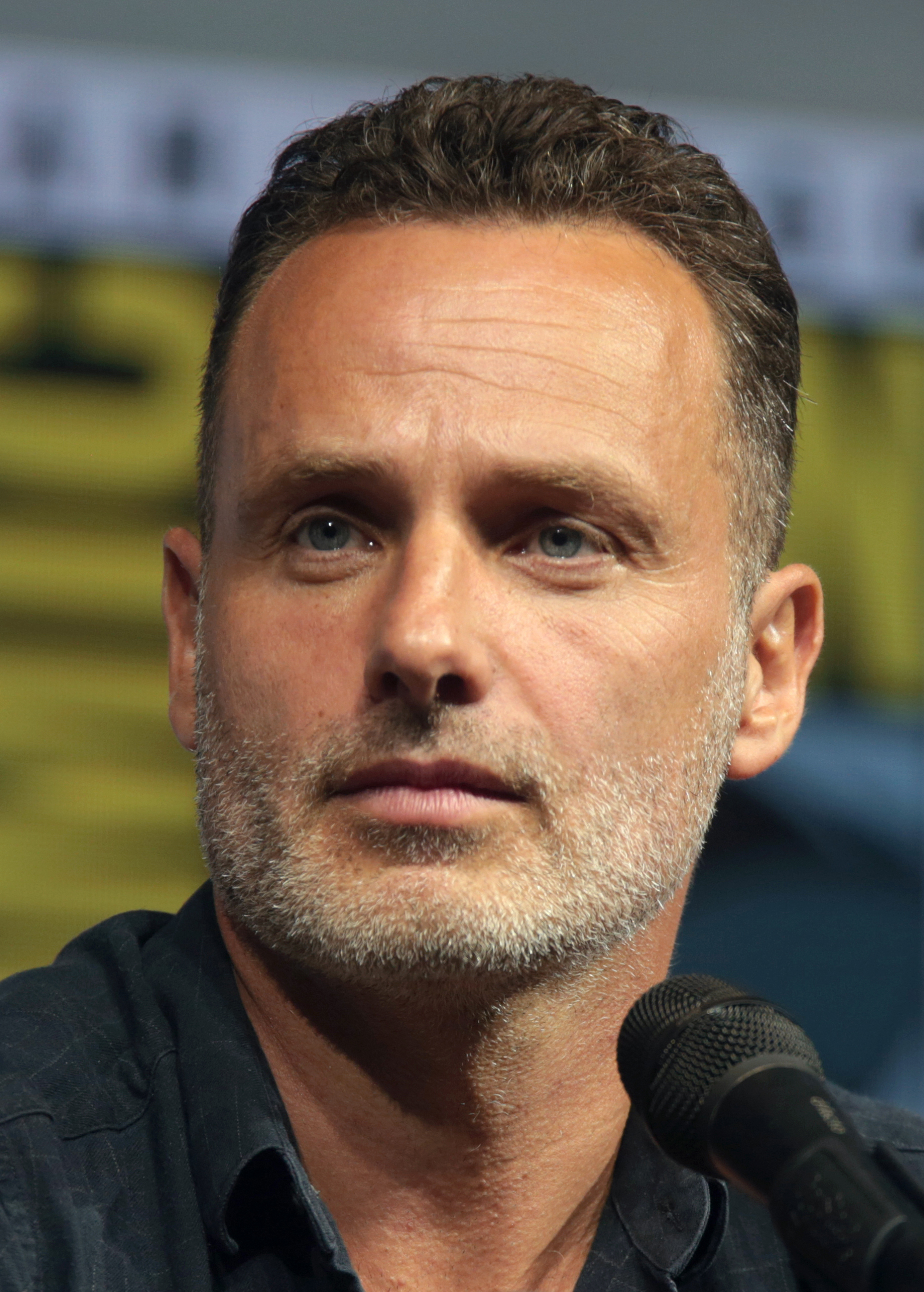
Andrew Lincoln (2018)
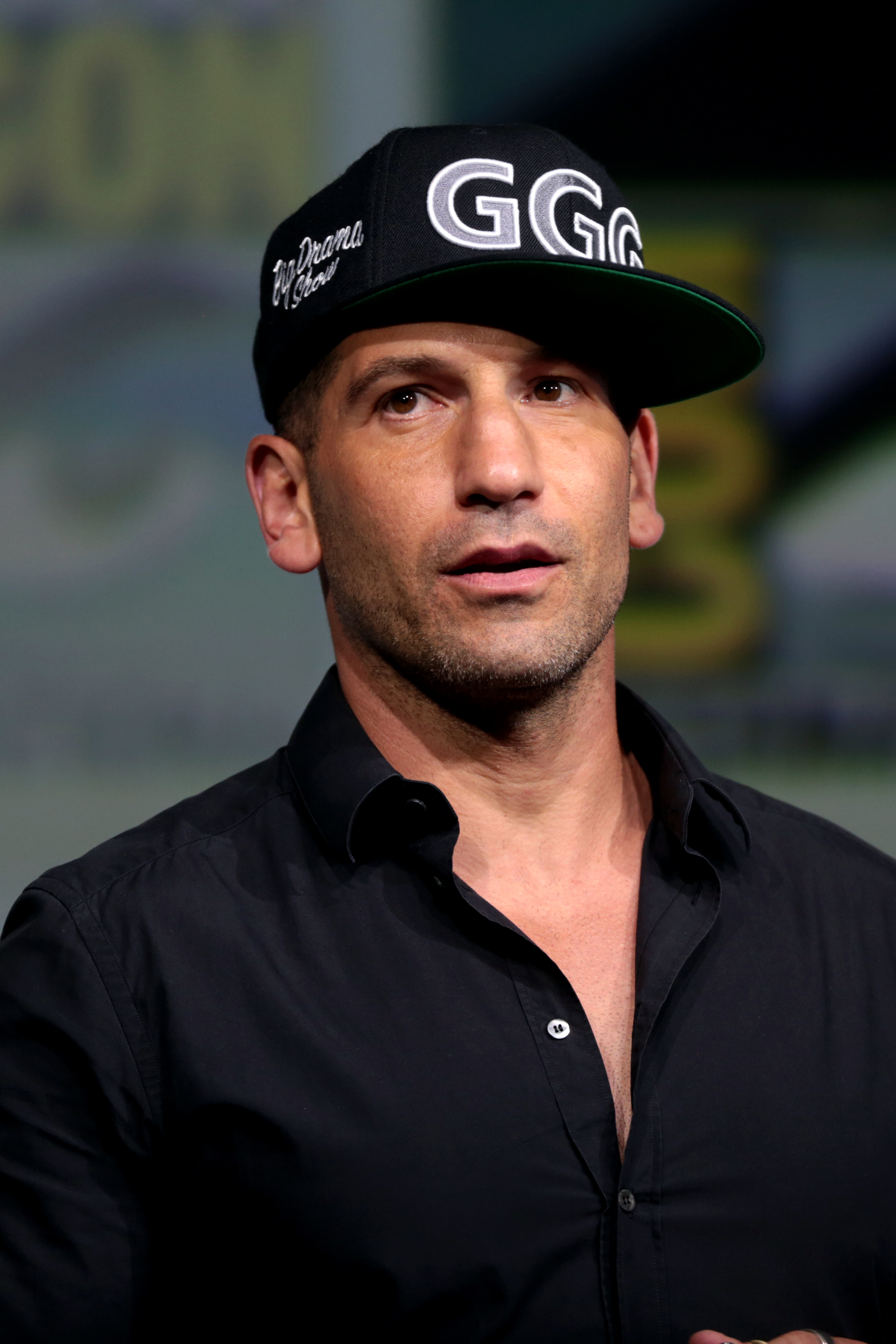
Jon Bernthal (2017)
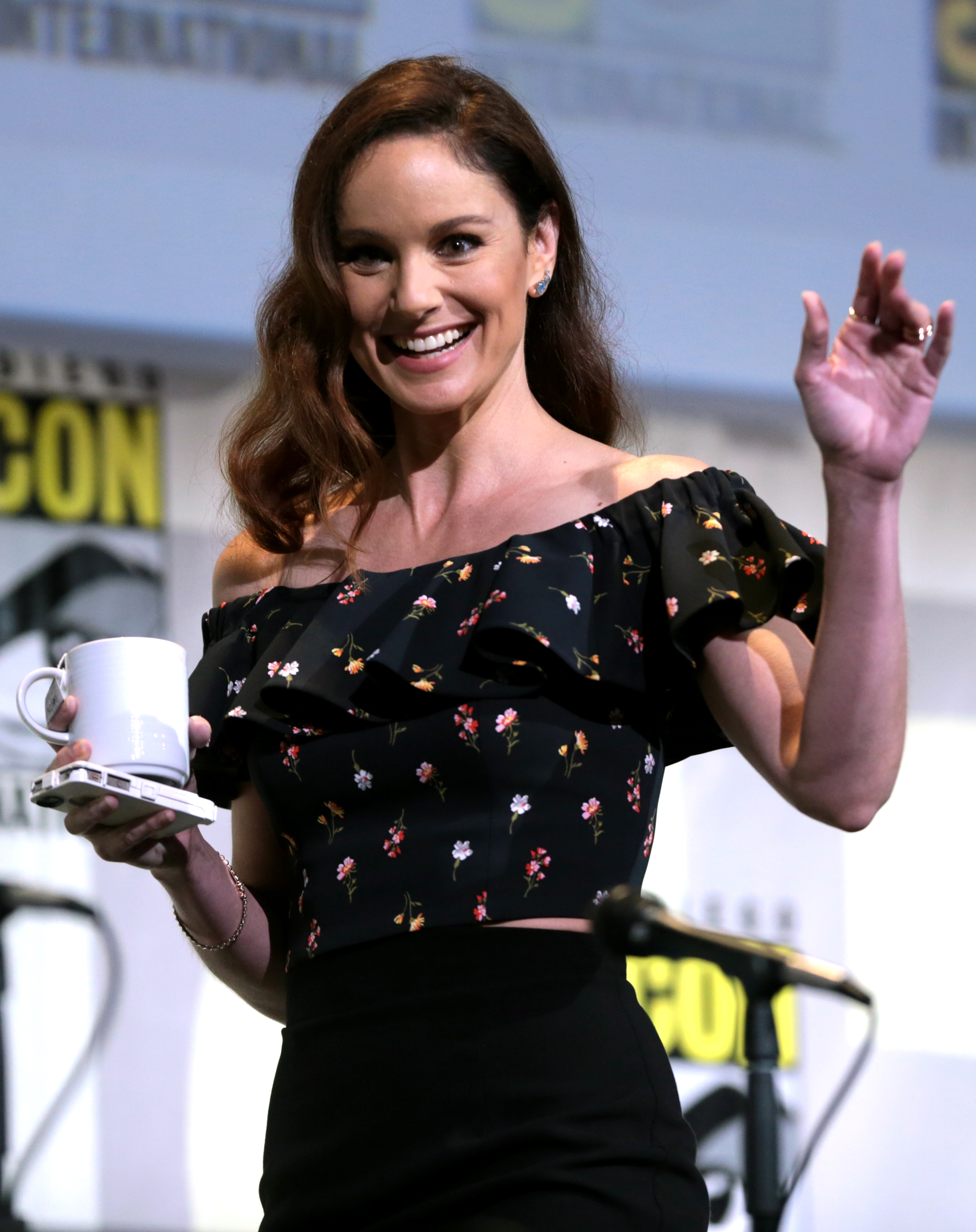
Sarah Wayne Callies (2016)
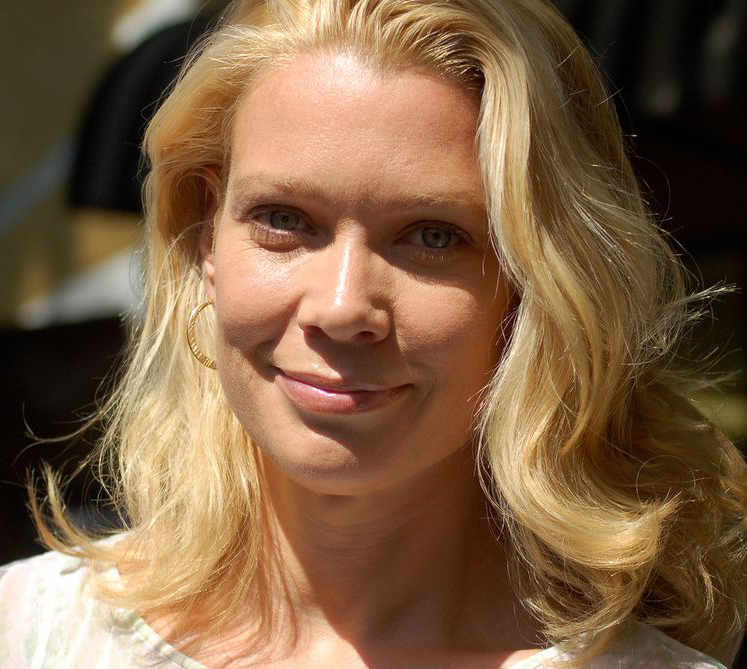
Laurie Holden (2017)
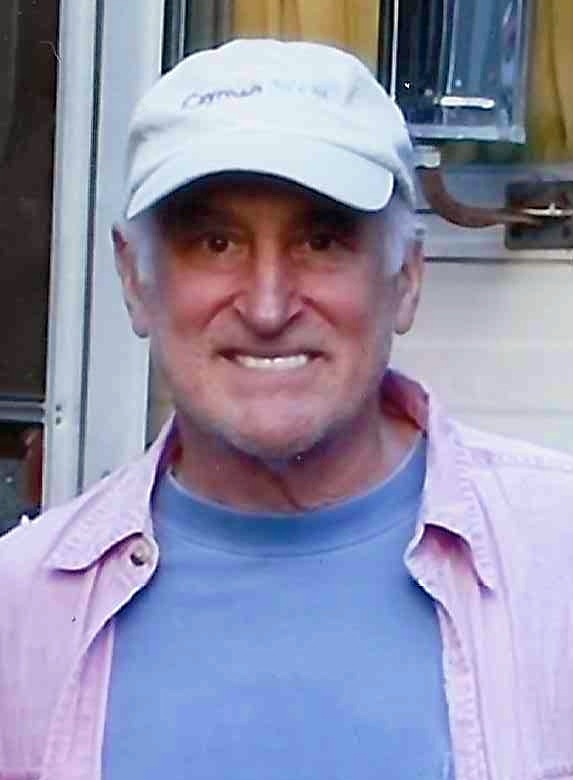
Jeffrey DeMunn (2014)
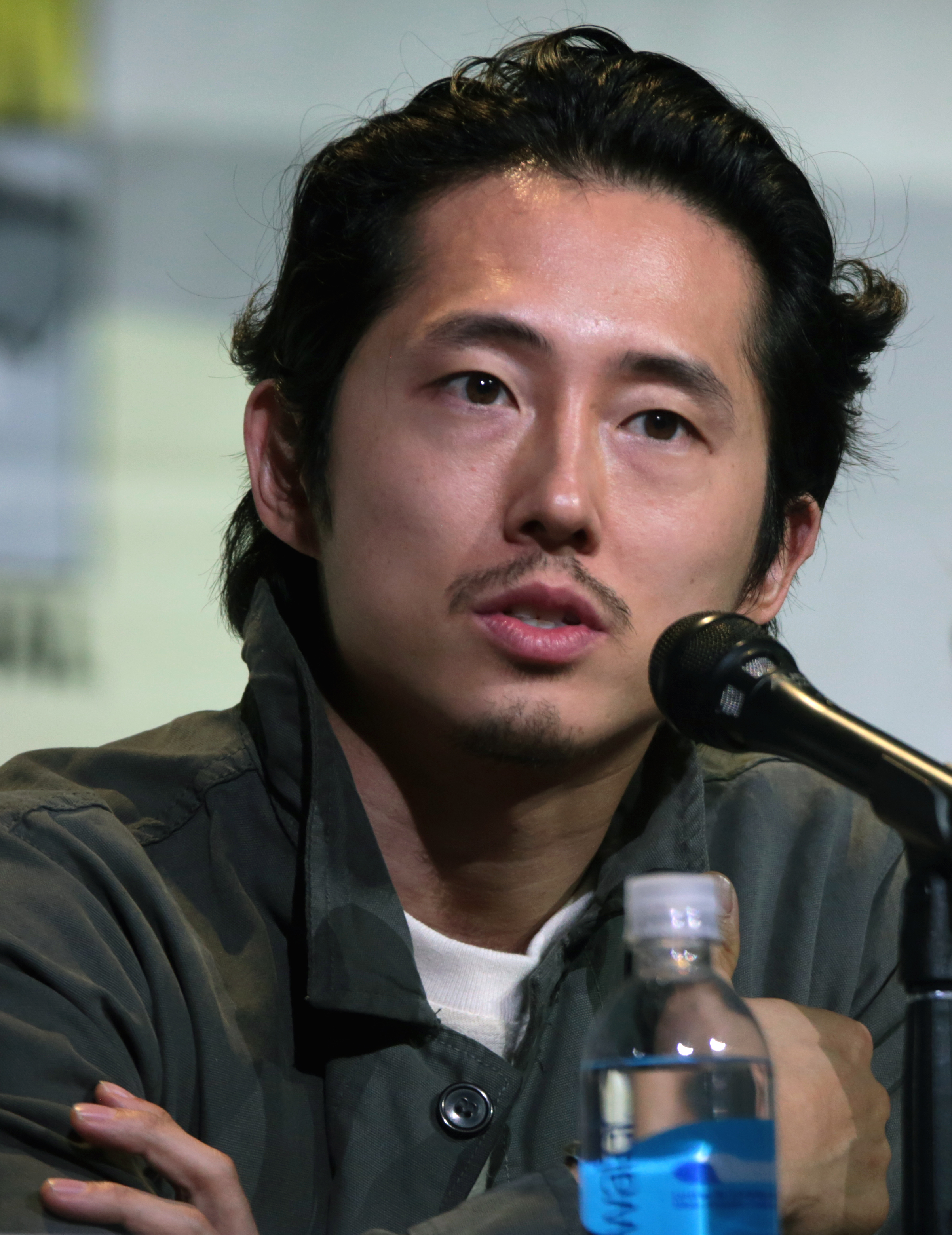
Steven Yeun (2016)
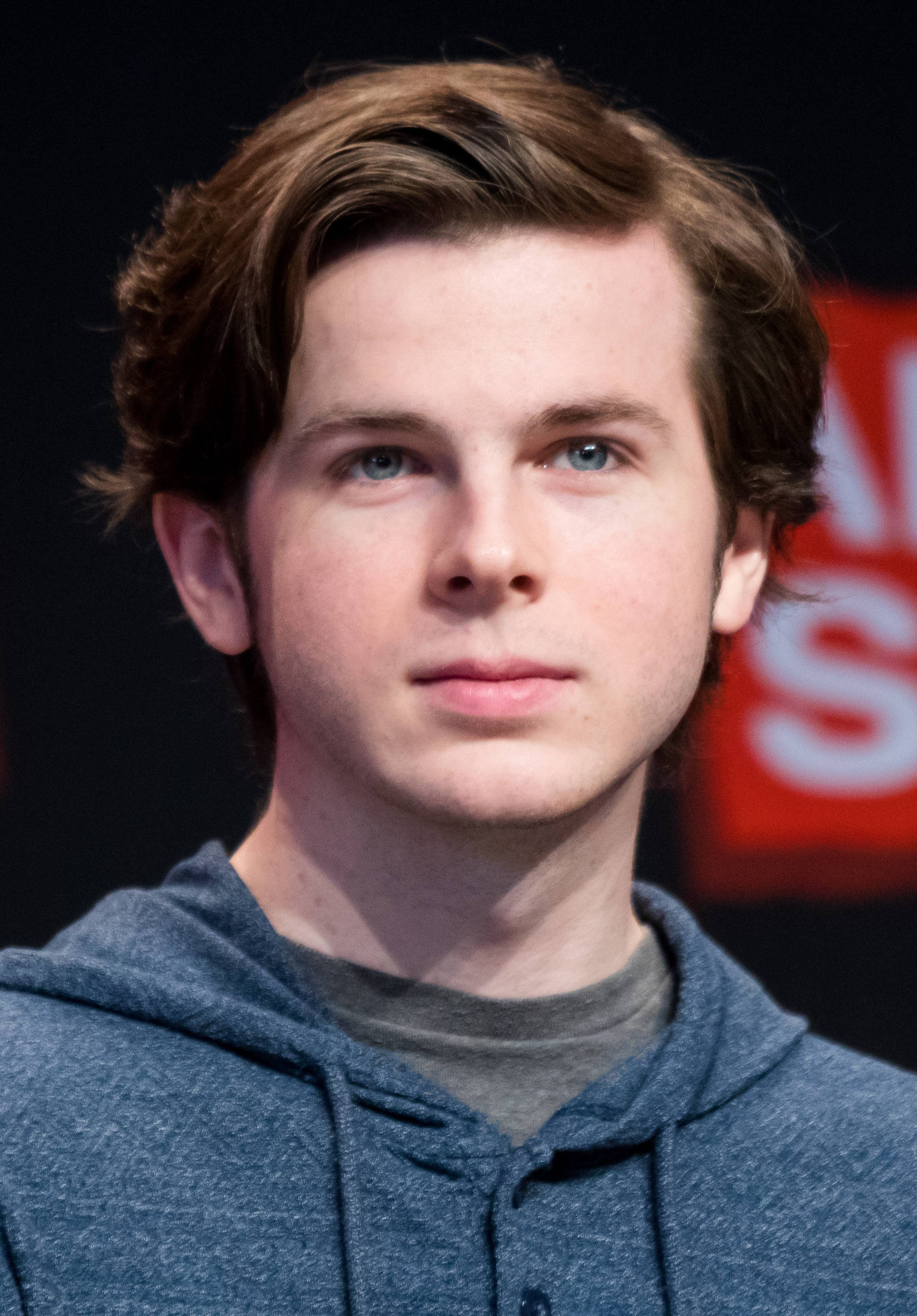
Chandler Riggs (2018)
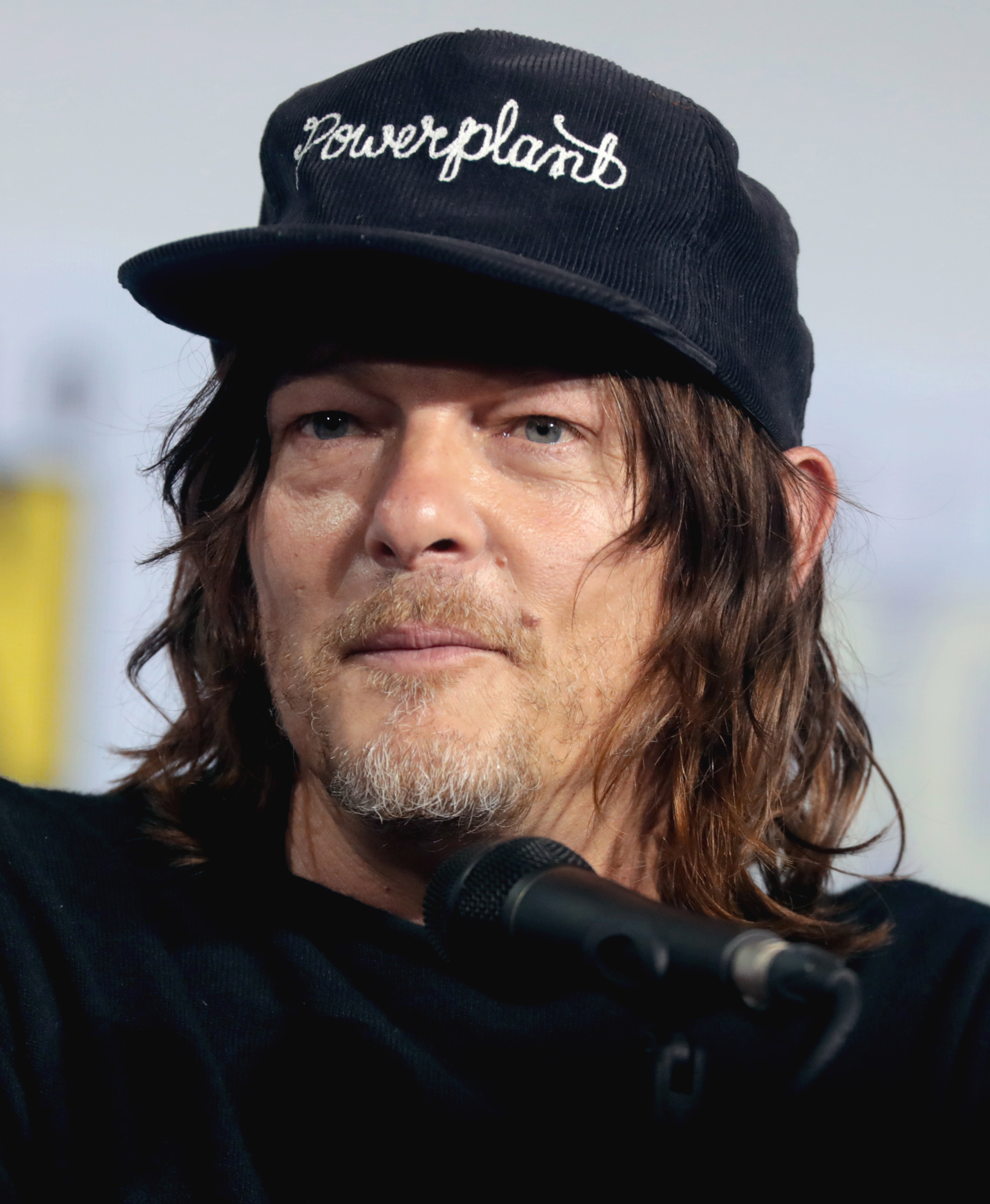
Norman Reedus (2019)
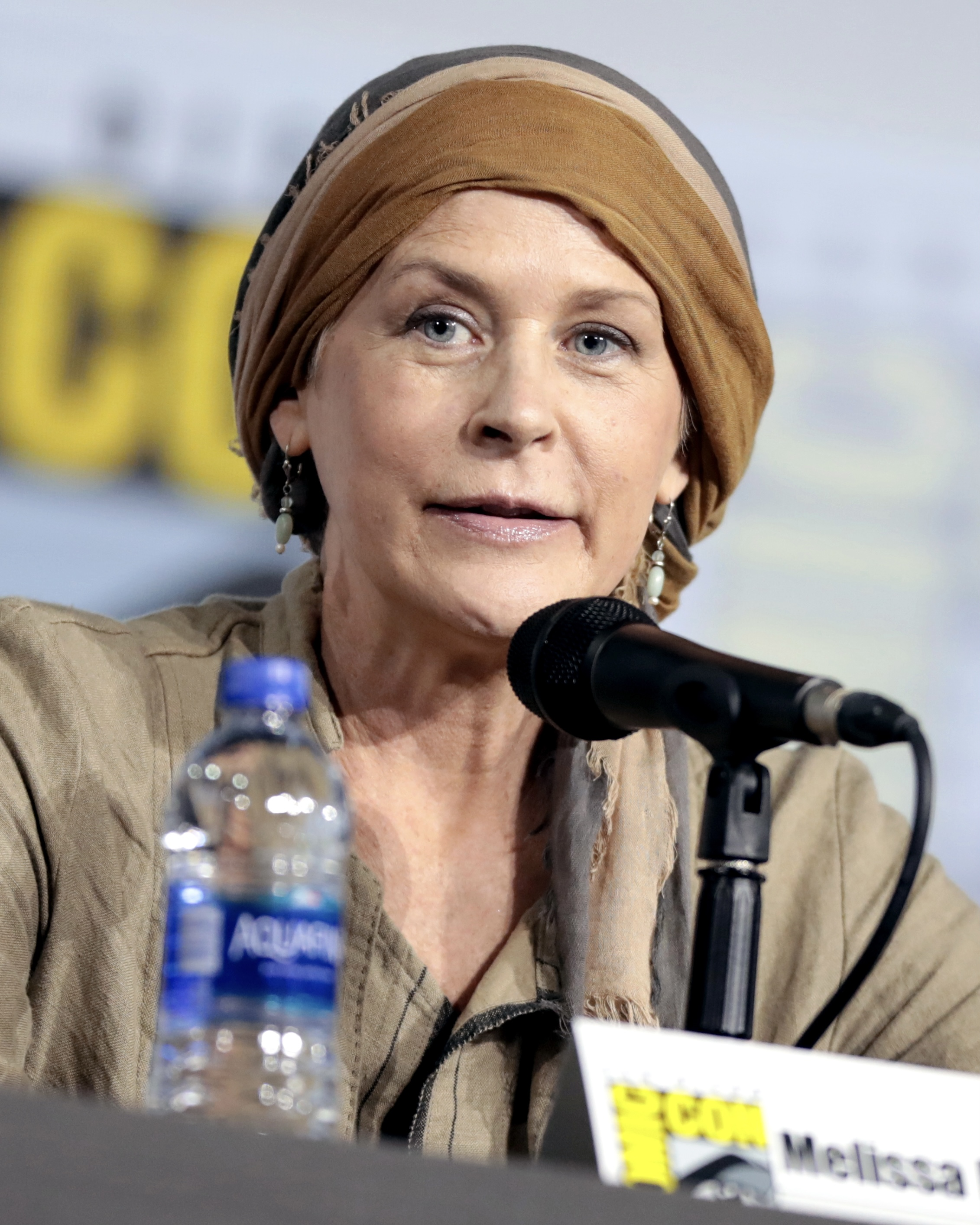
Melissa McBride (2019)
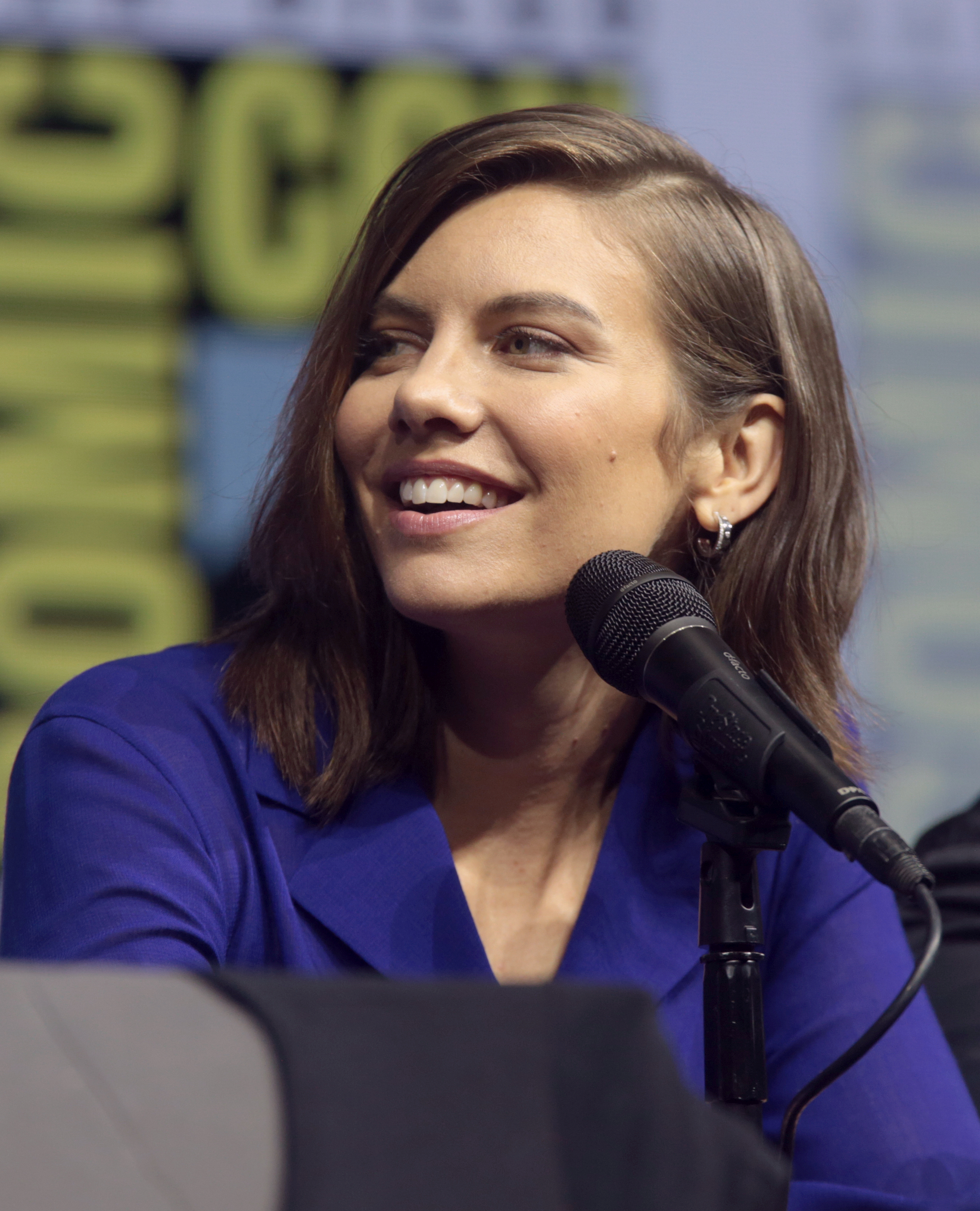
Lauren Cohan (2018)
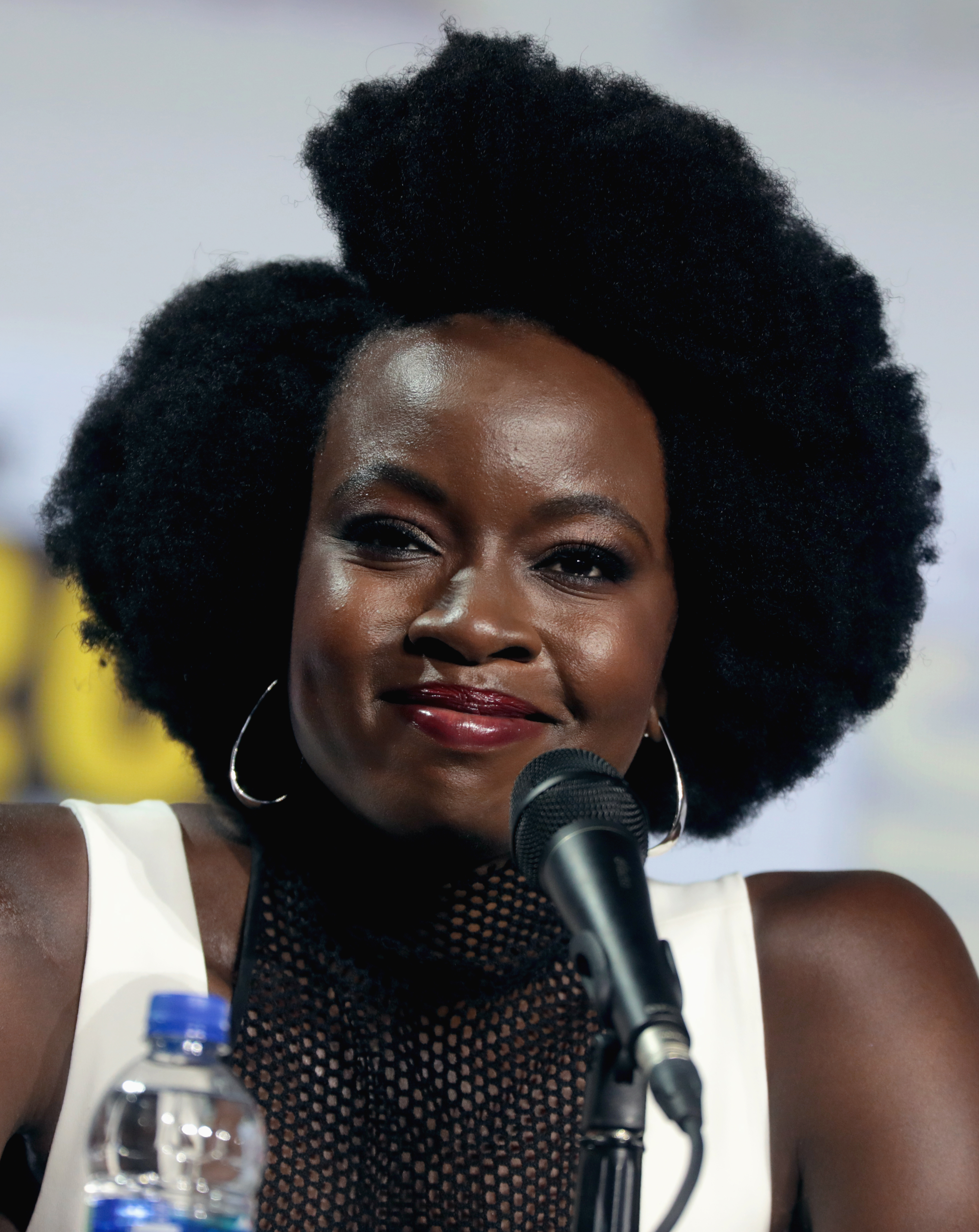
Danai Gurira (2019)
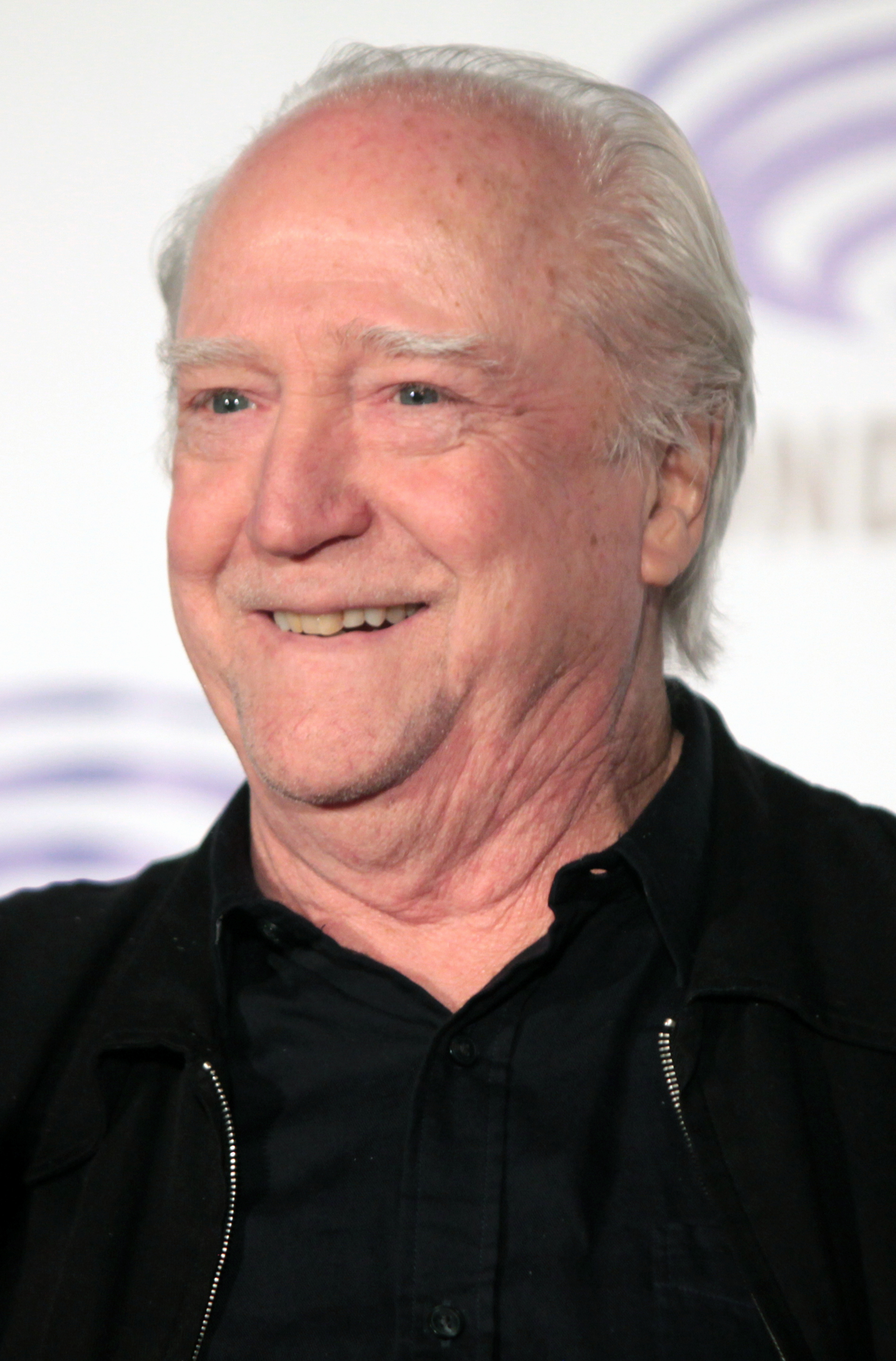
Scott Wilson (2016)
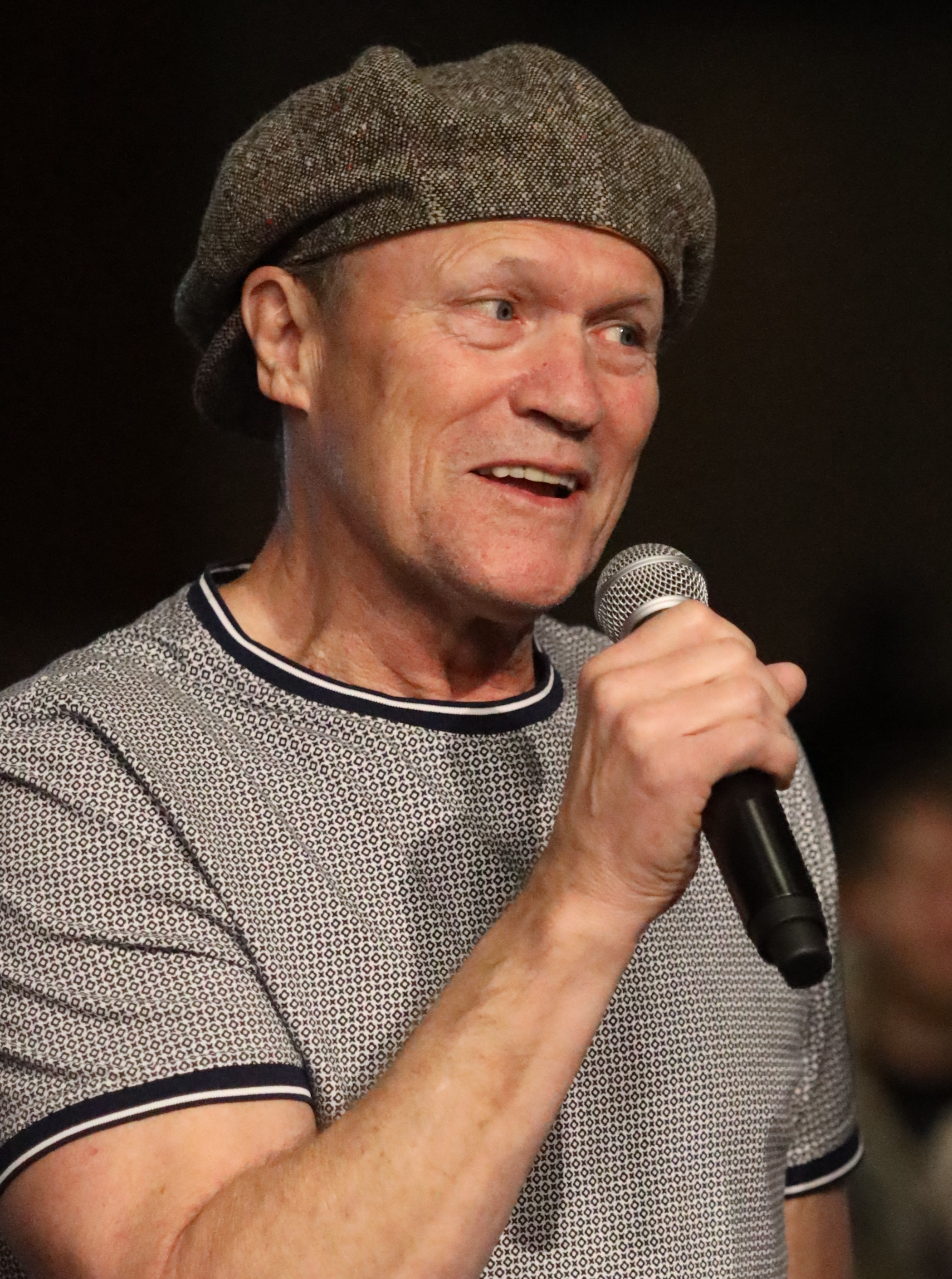
Michael Rooker (2019)
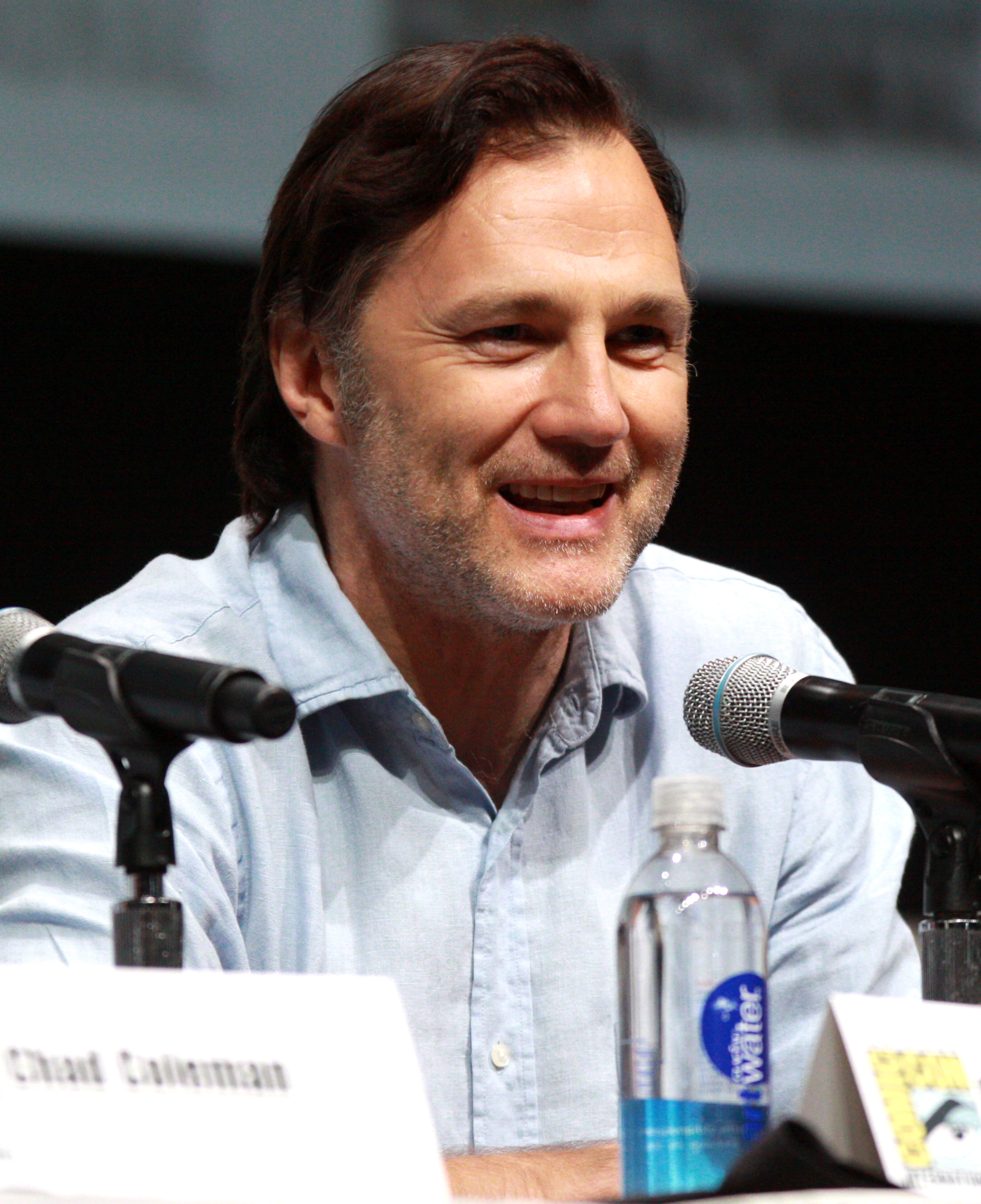
David Morrissey (2013)
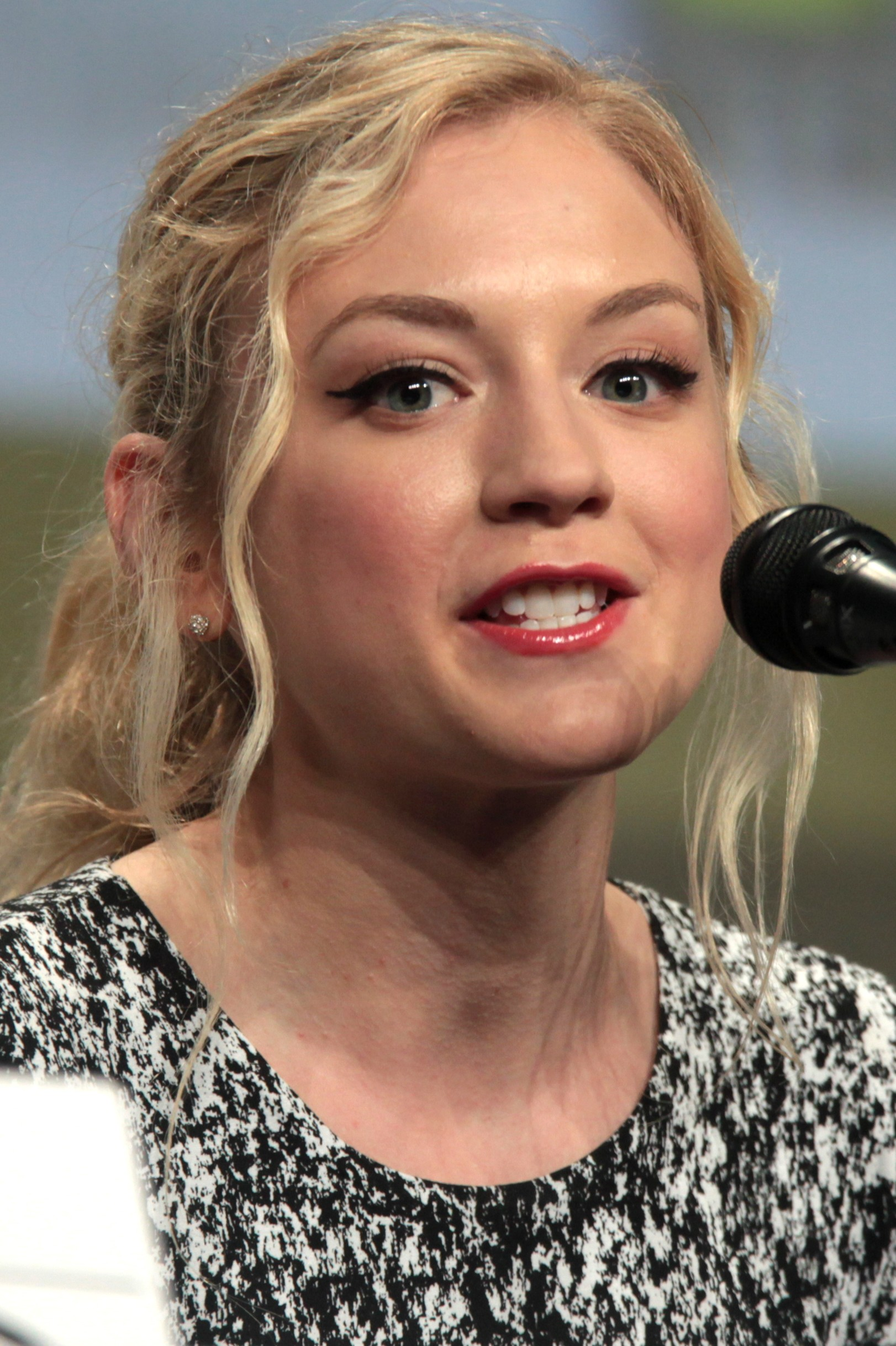
Emily Kinney (2014)
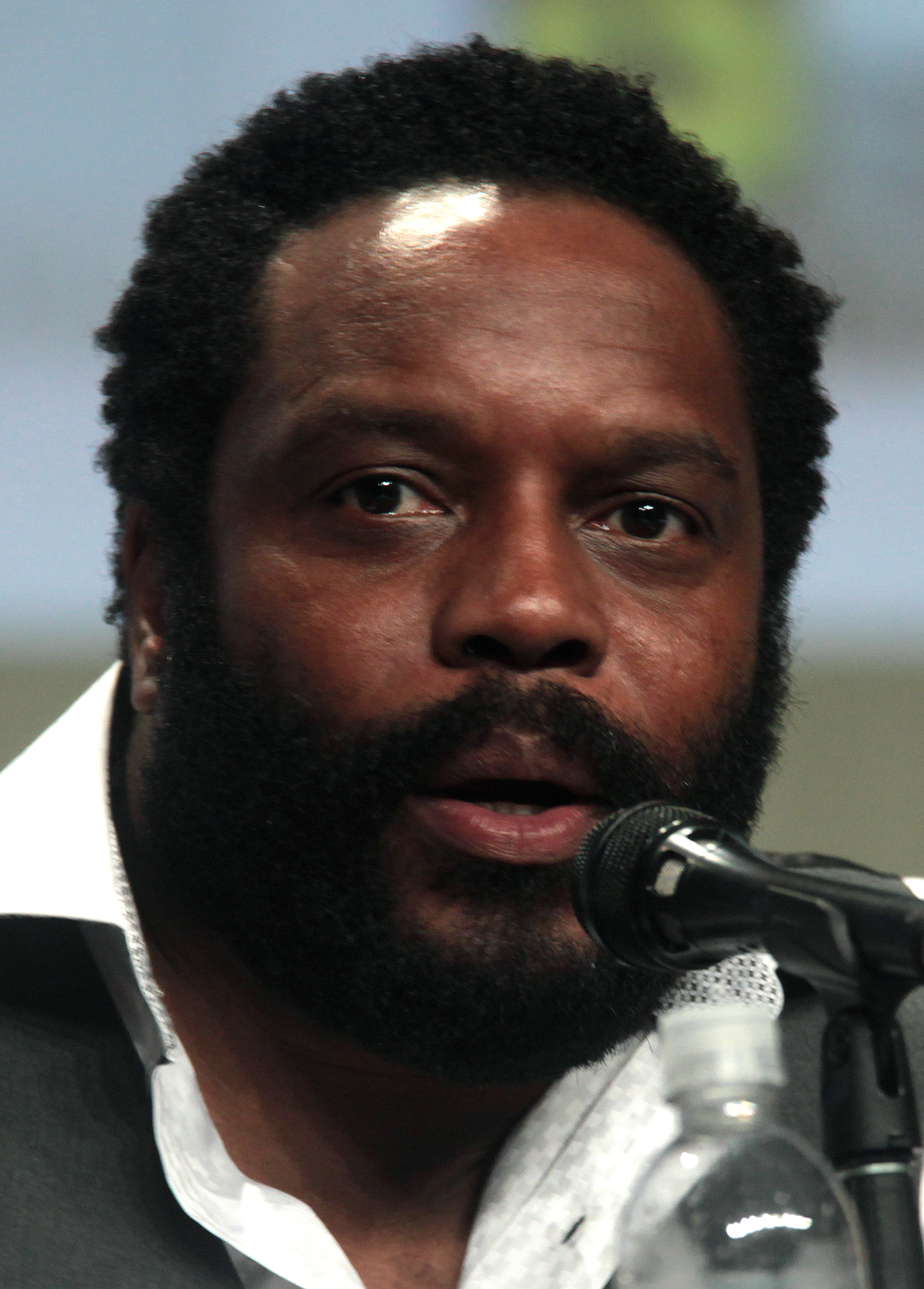
Chad L. Coleman (2014)
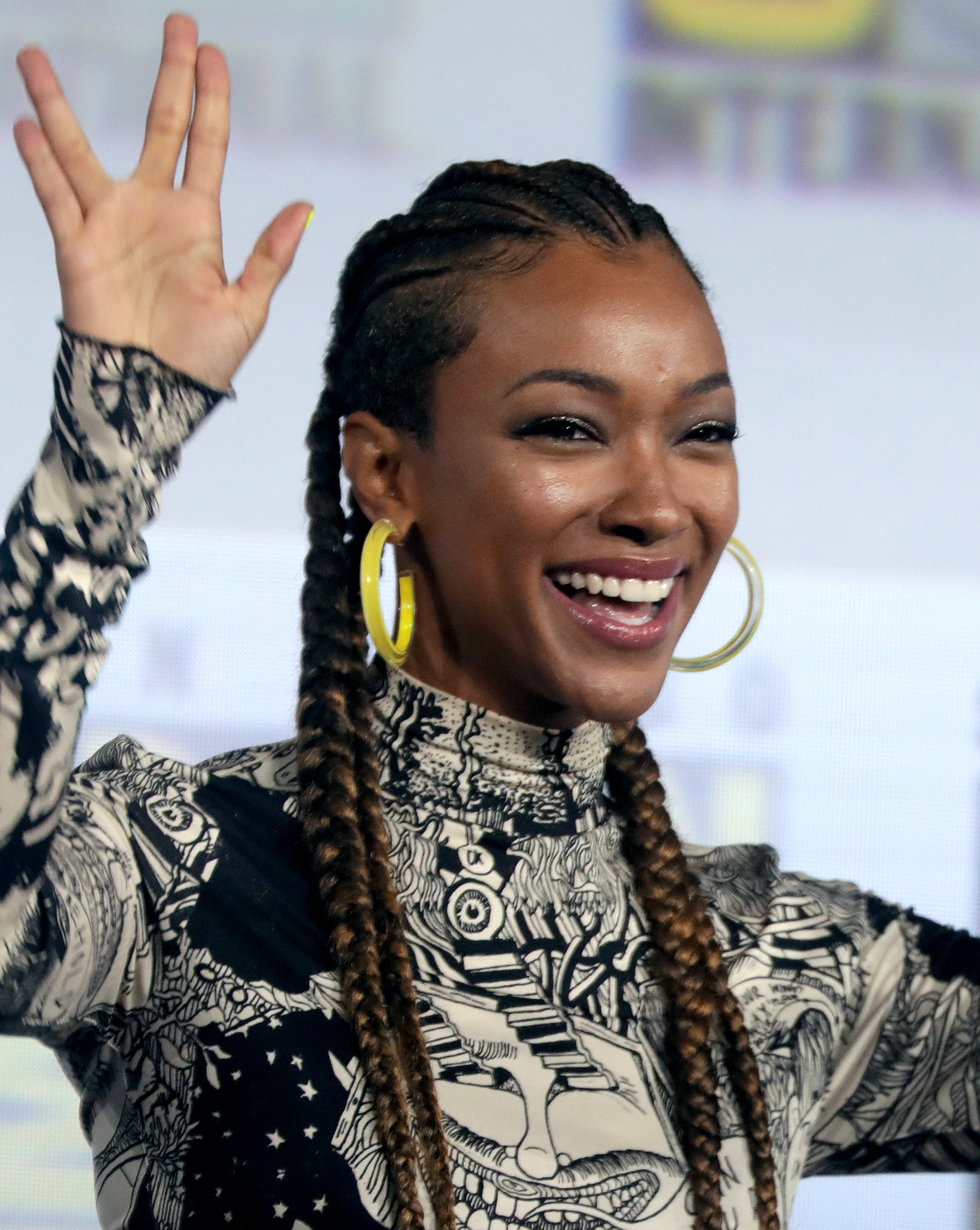
Sonequa Martin-Green (2019)
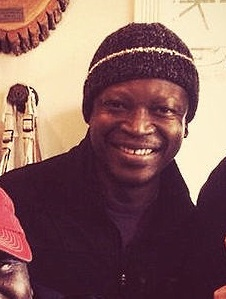
Lawrence Gilliard Jr. (2014)
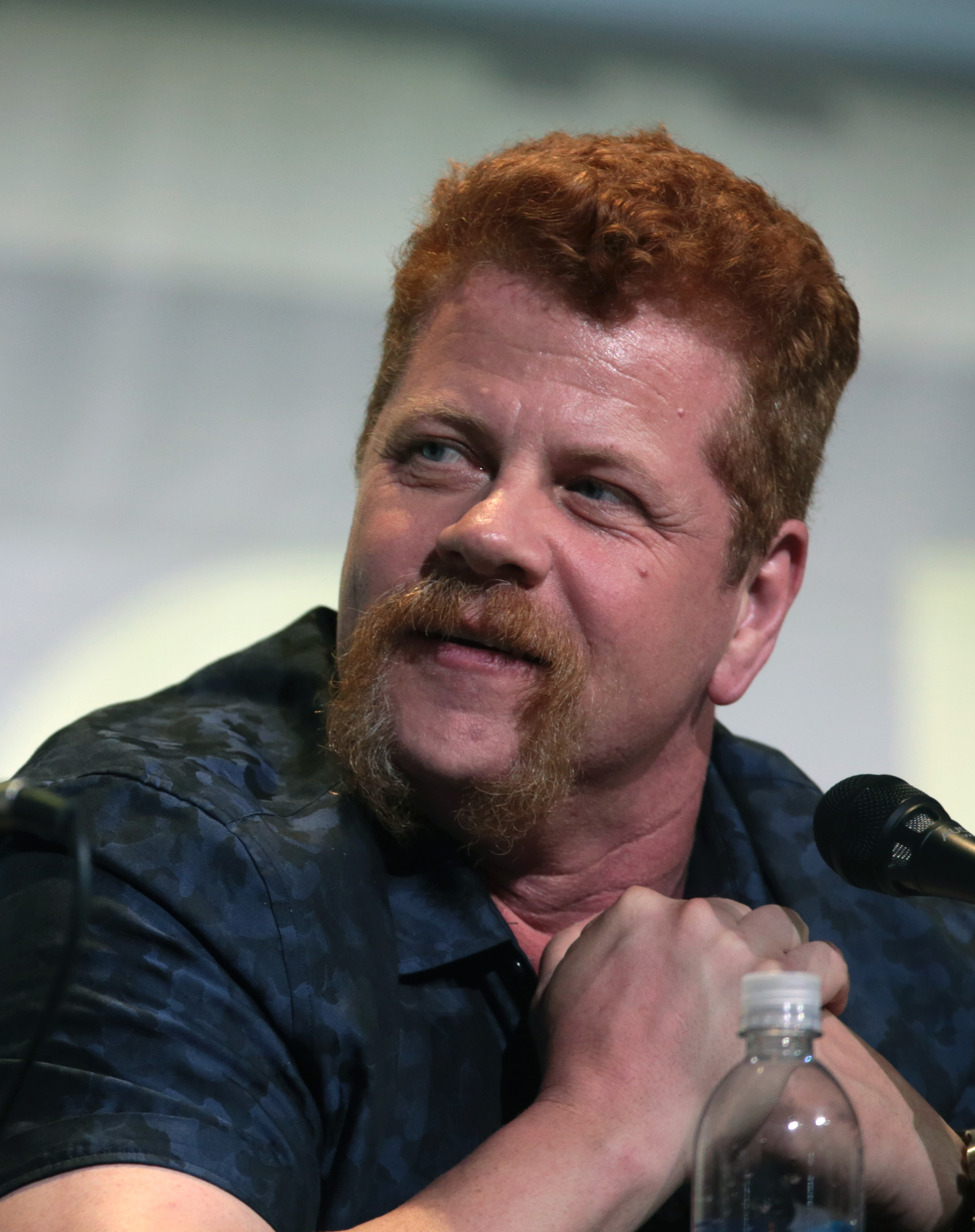
Michael Cudlitz (2016)
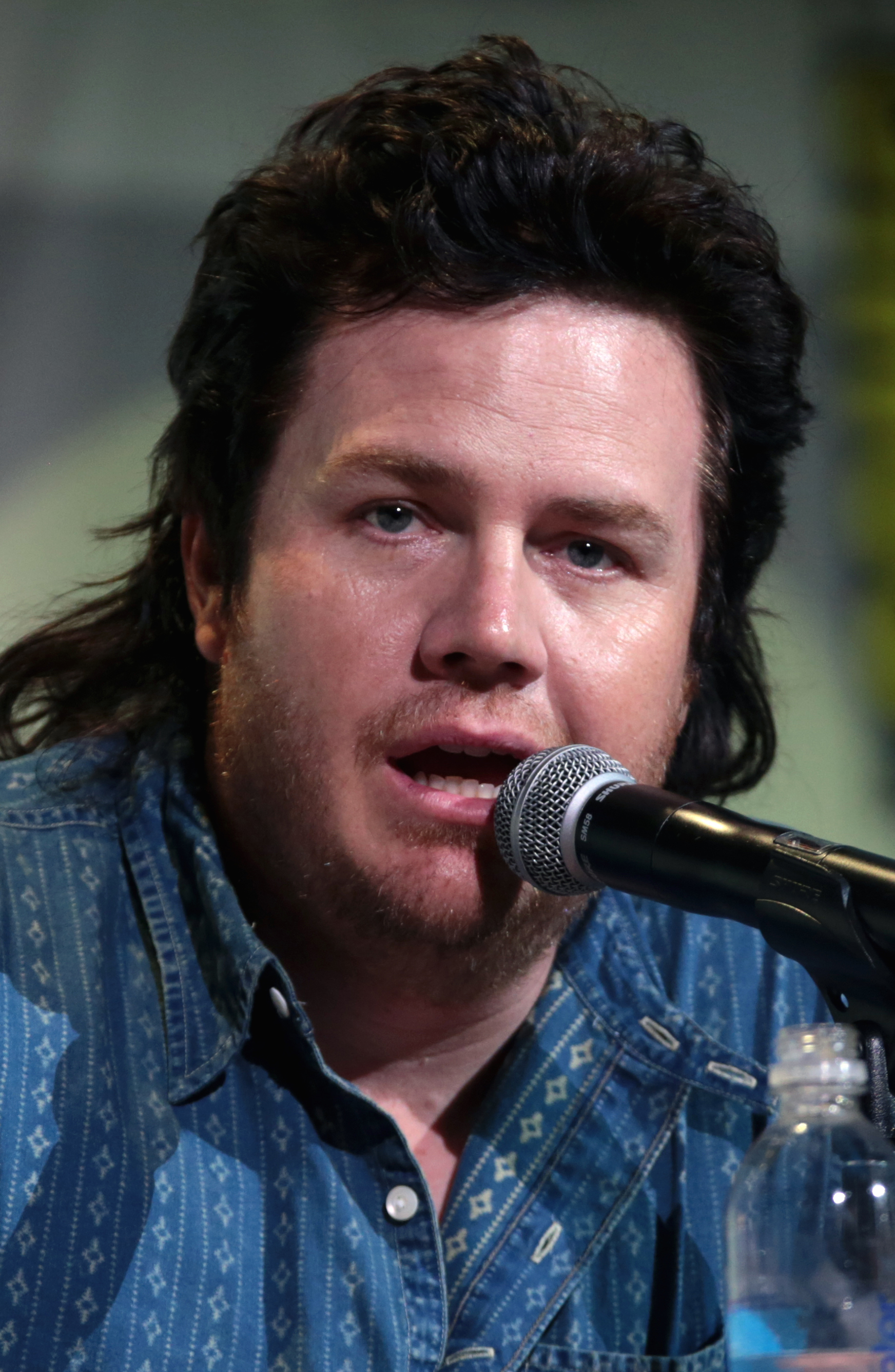
Josh McDermitt (2016)
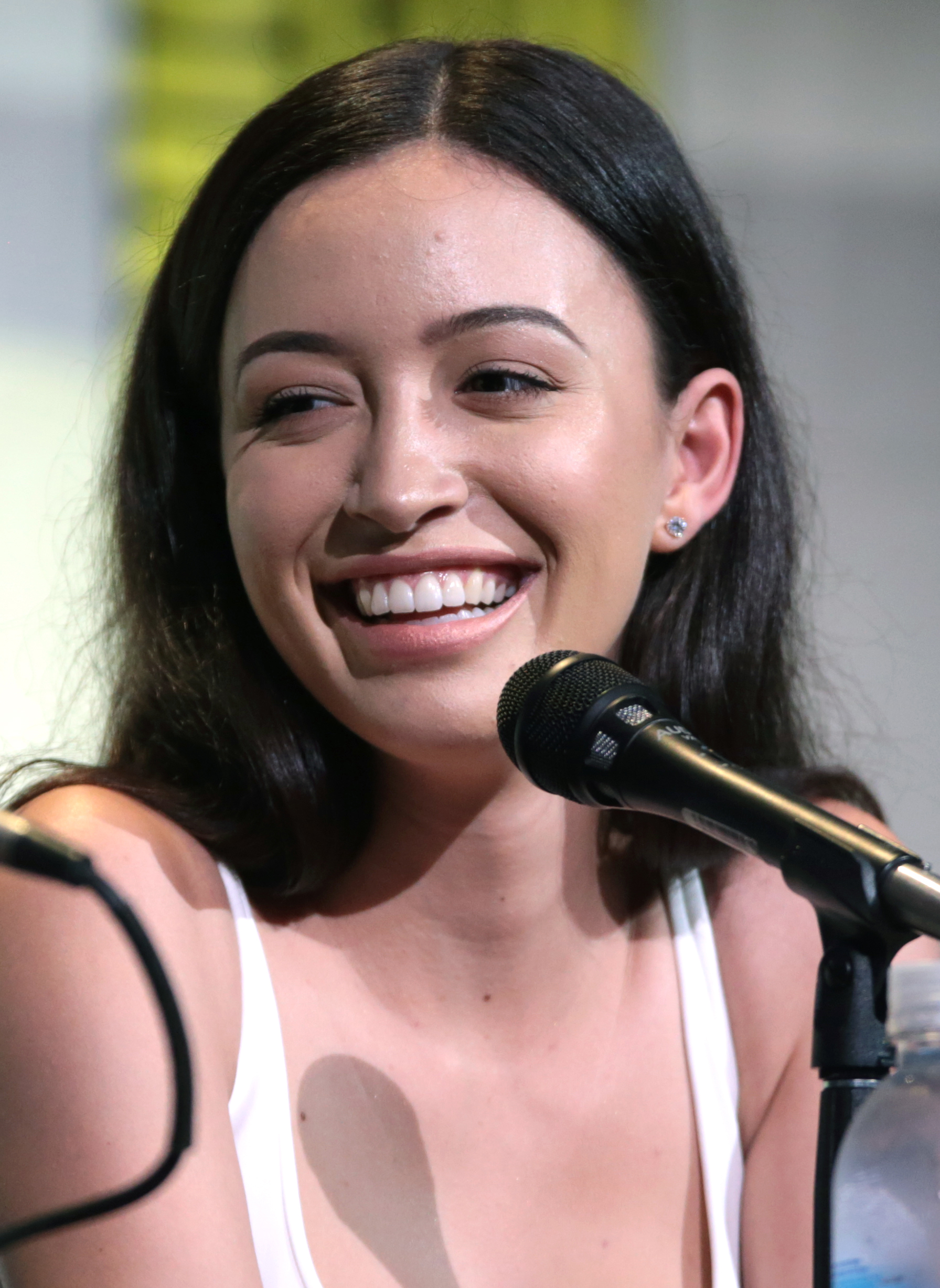
Christian Serratos (2016)
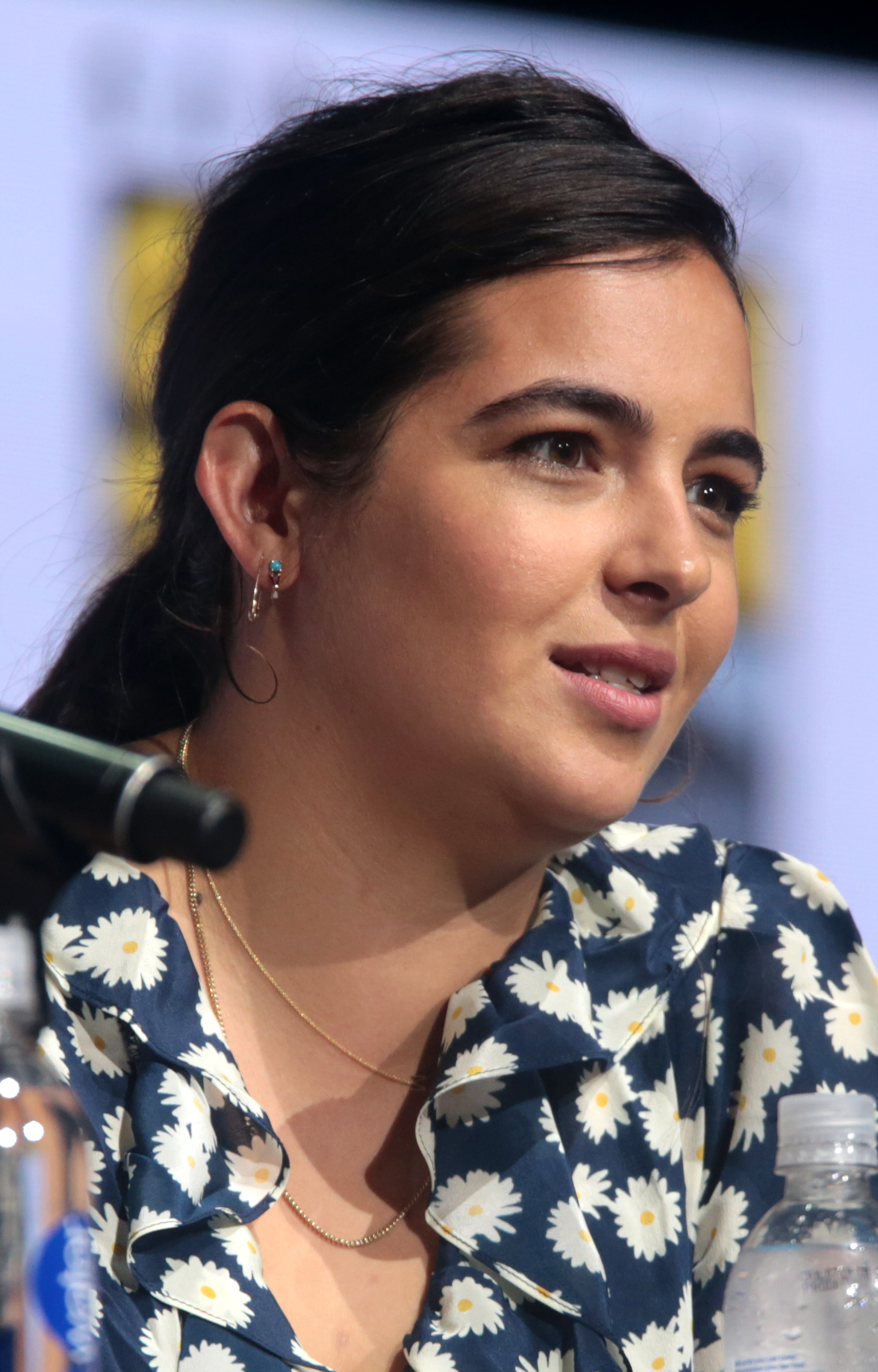
Alanna Masterson (2017)
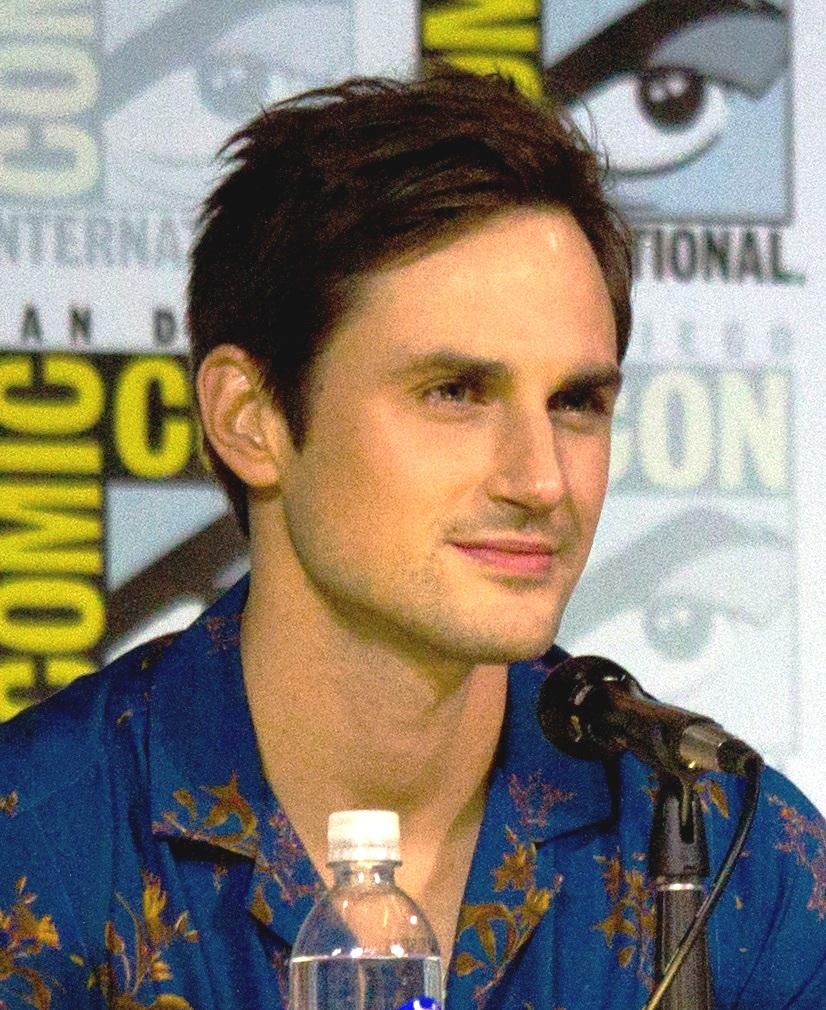
Andrew J. West (2017)
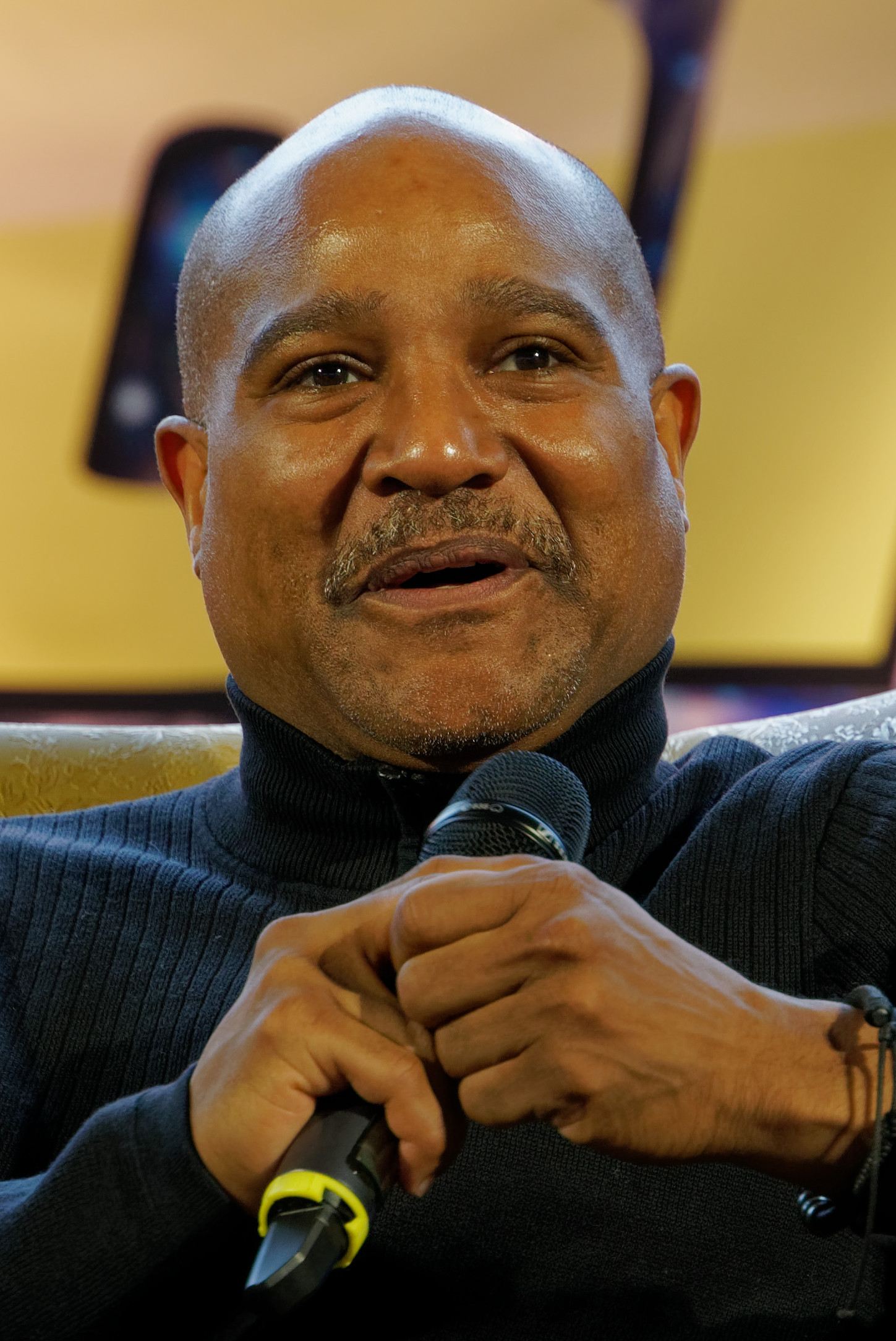
Seth Gilliam (2020)
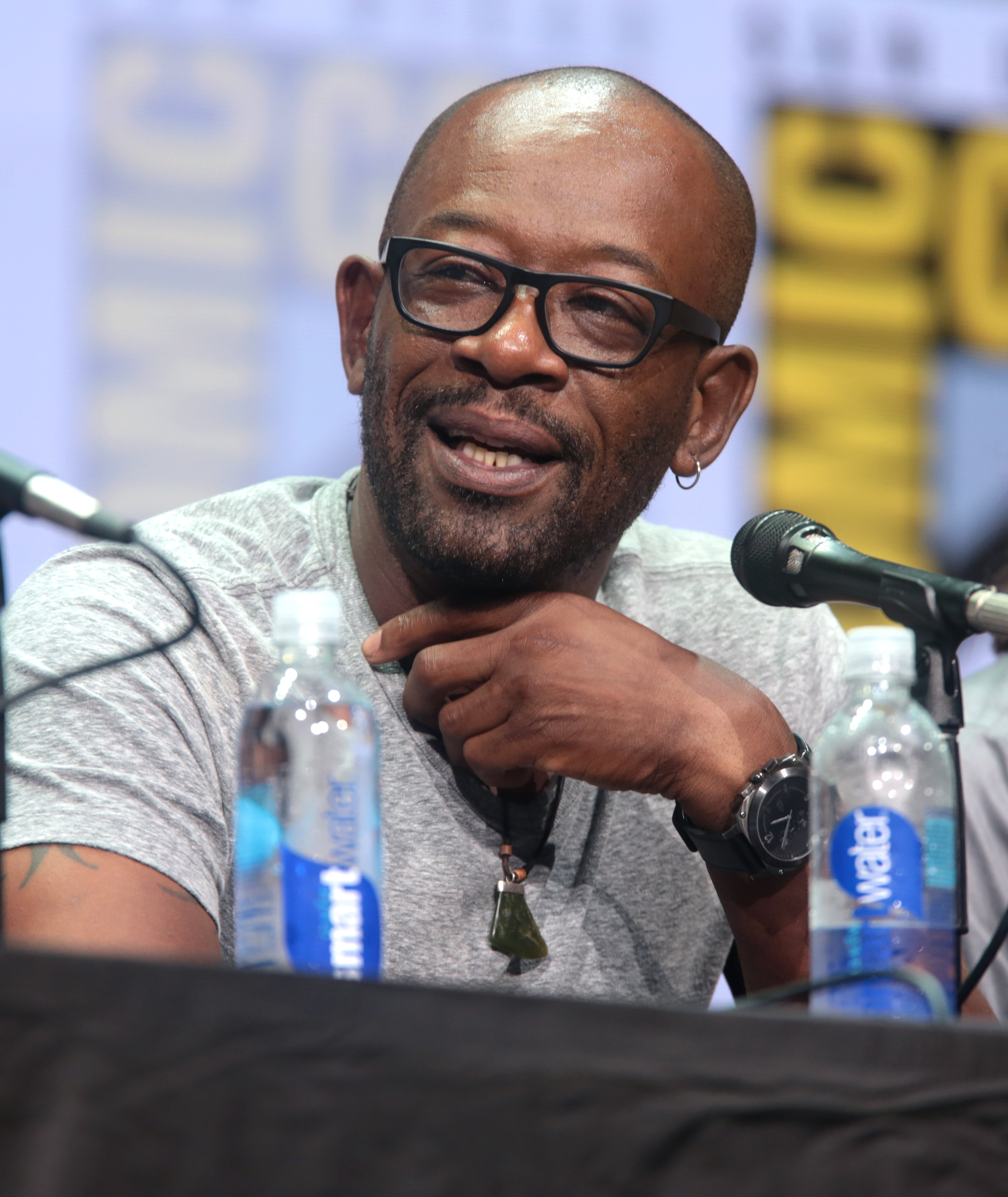
Lennie James (2017)
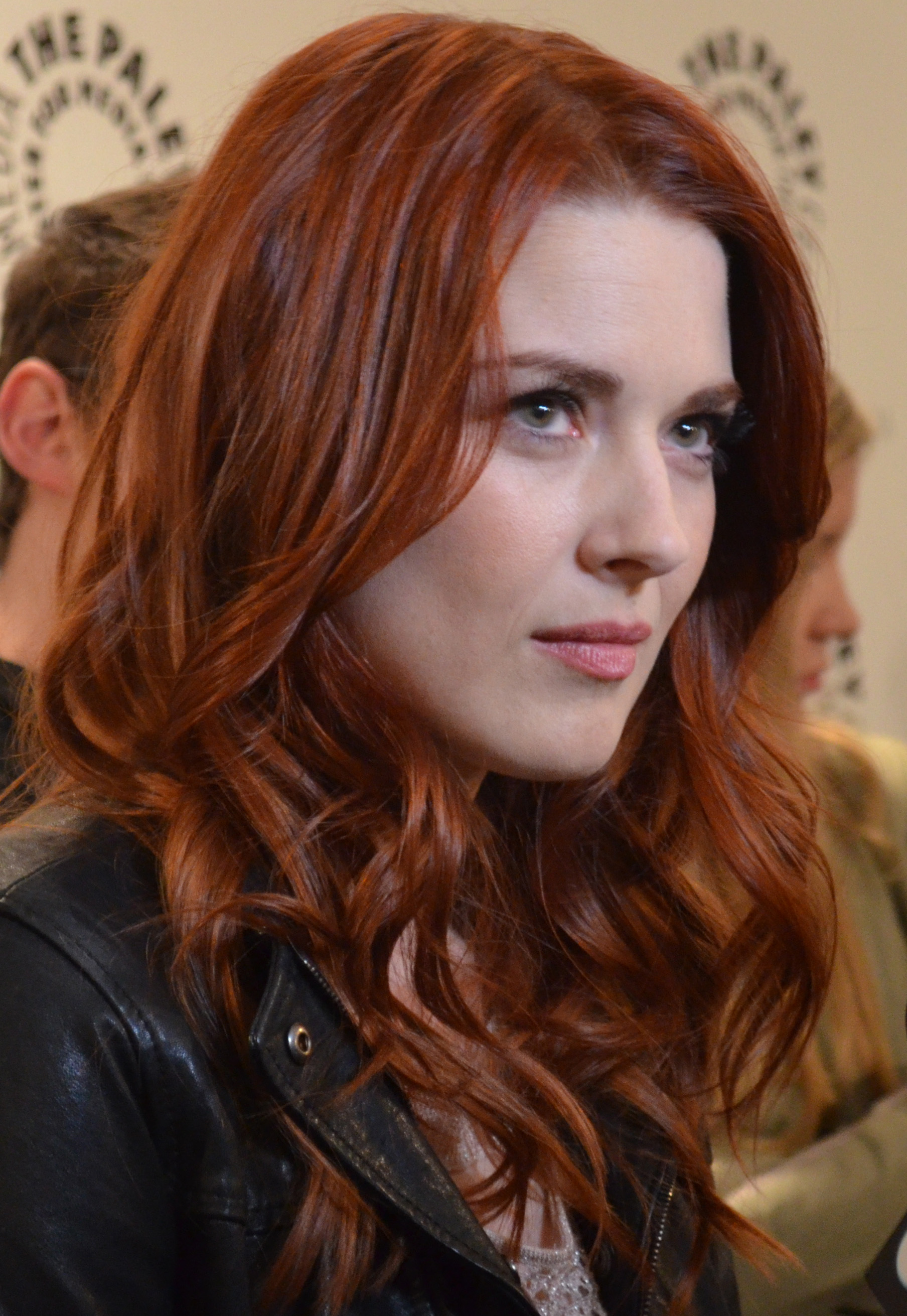
Alexandra Breckenridge (2012)
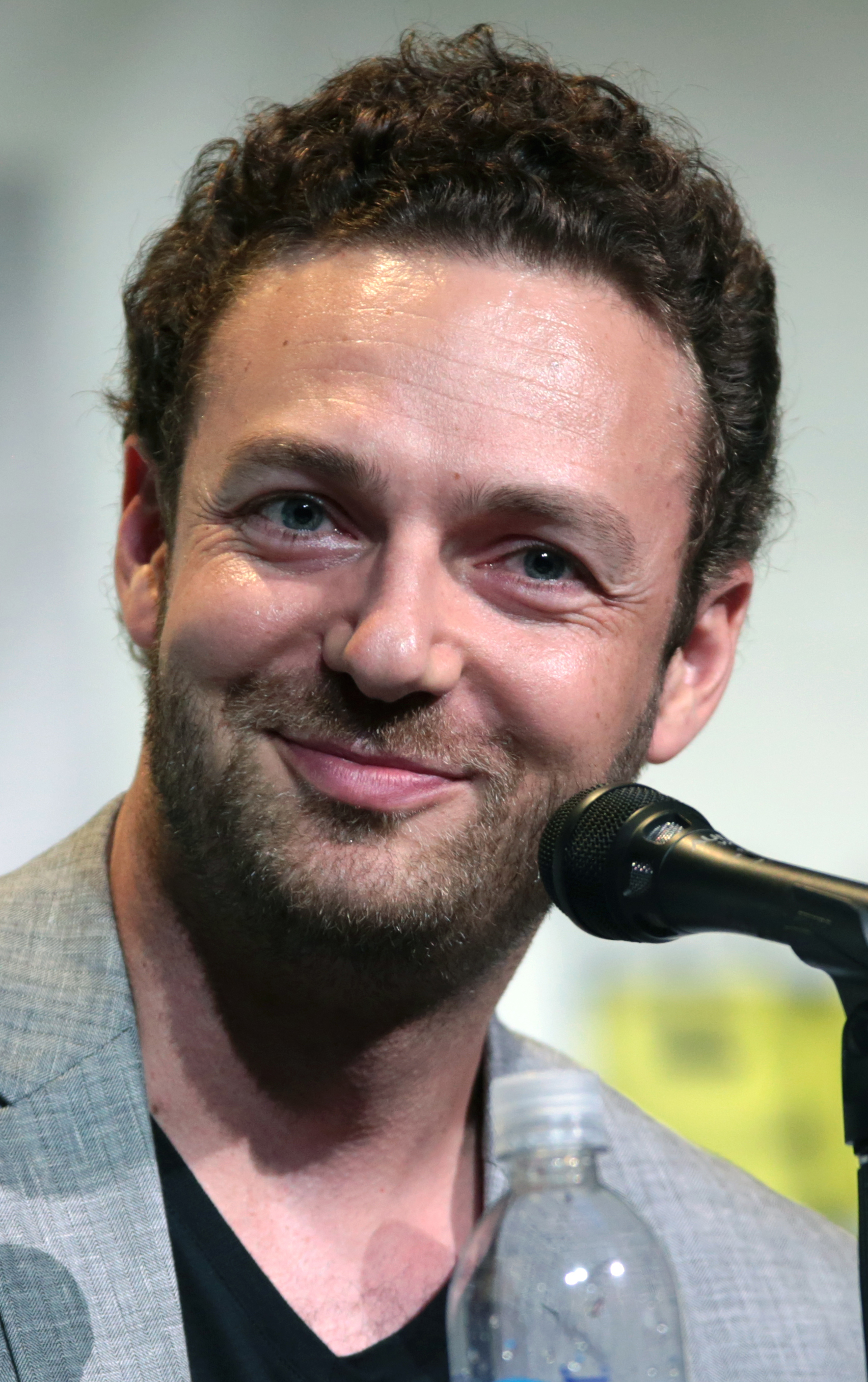
Ross Marquand (2016)
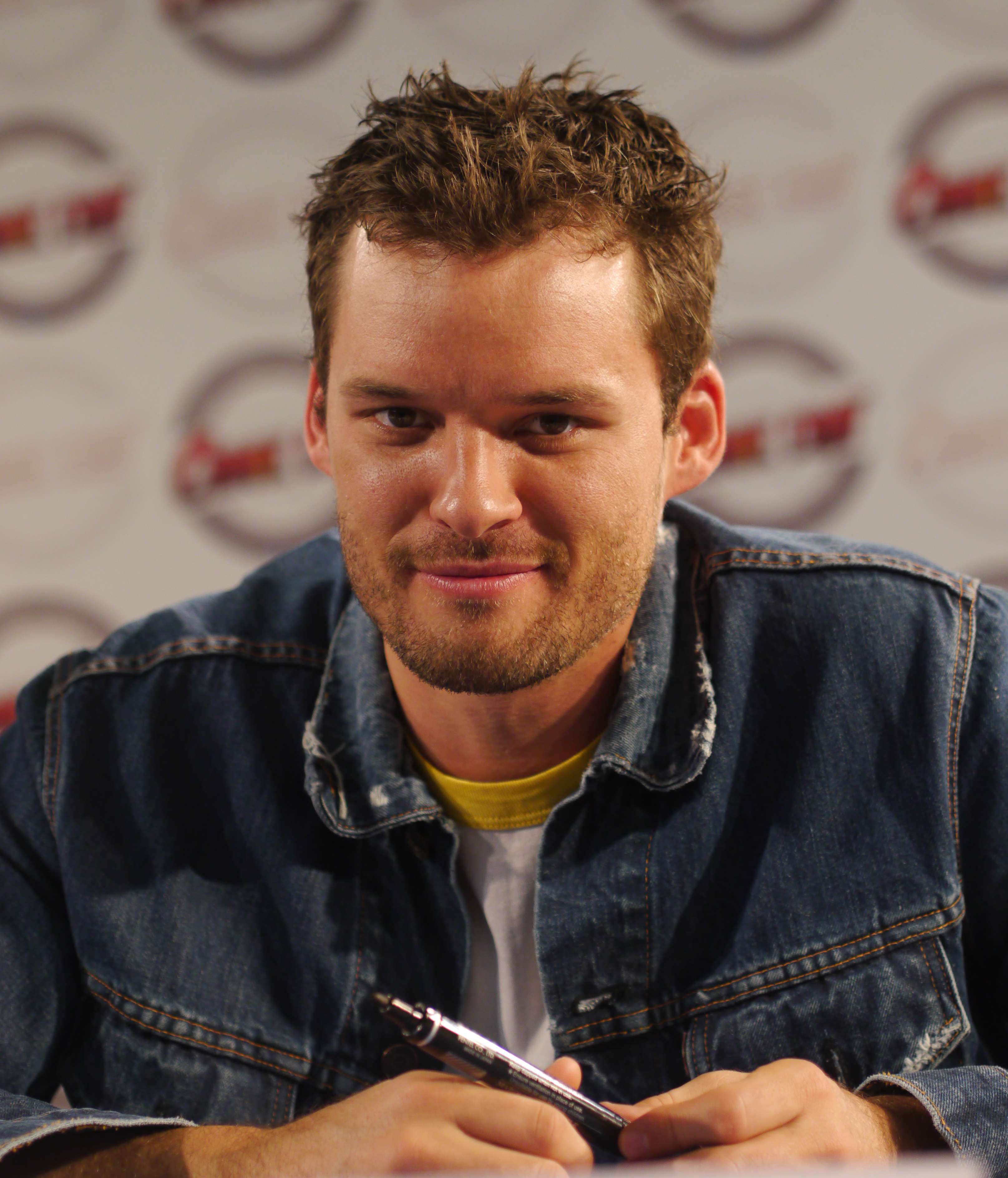
Austin Nichols (2012)
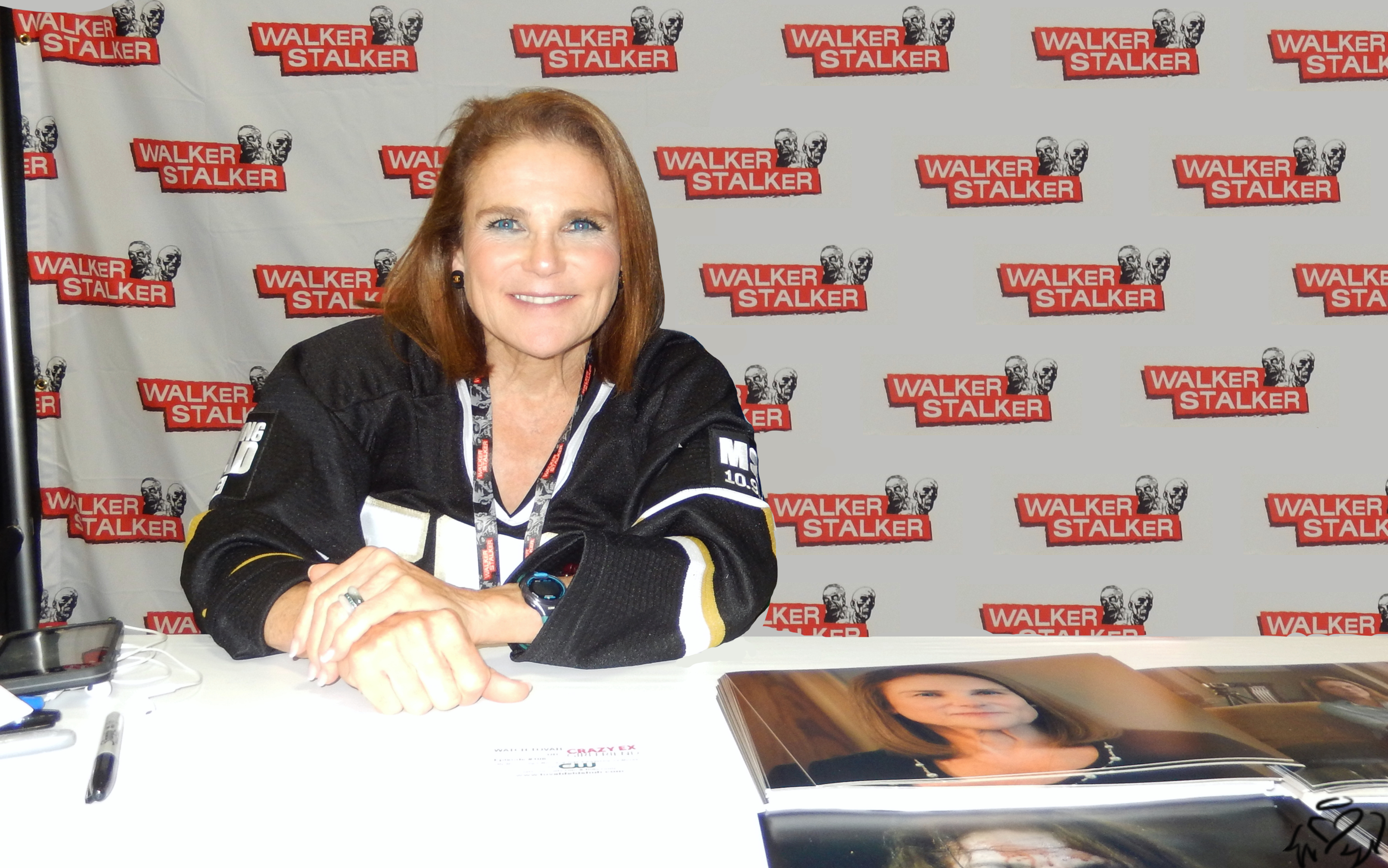
Tovah Feldshuh (2016)
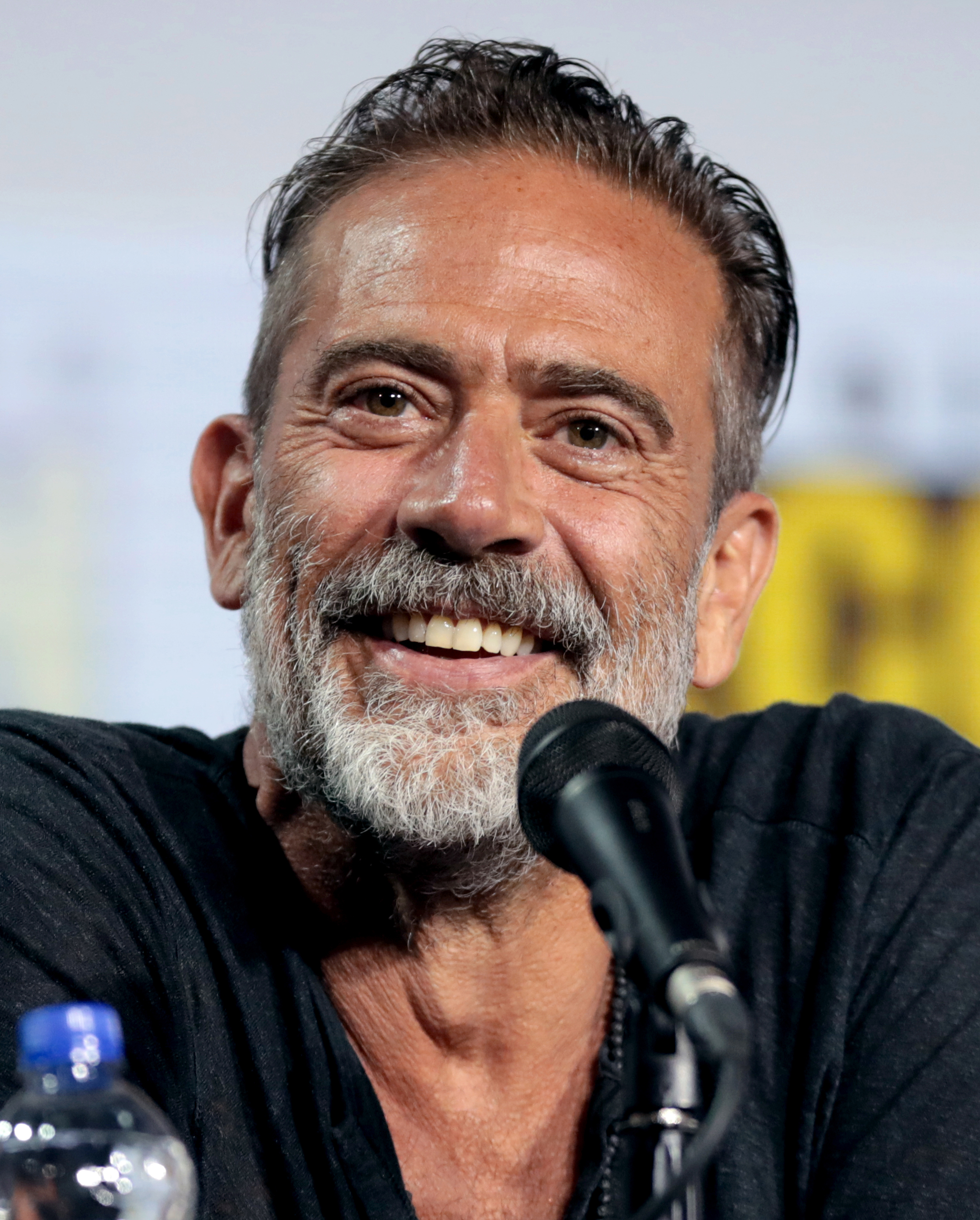
Jeffrey Dean Morgan (2019)
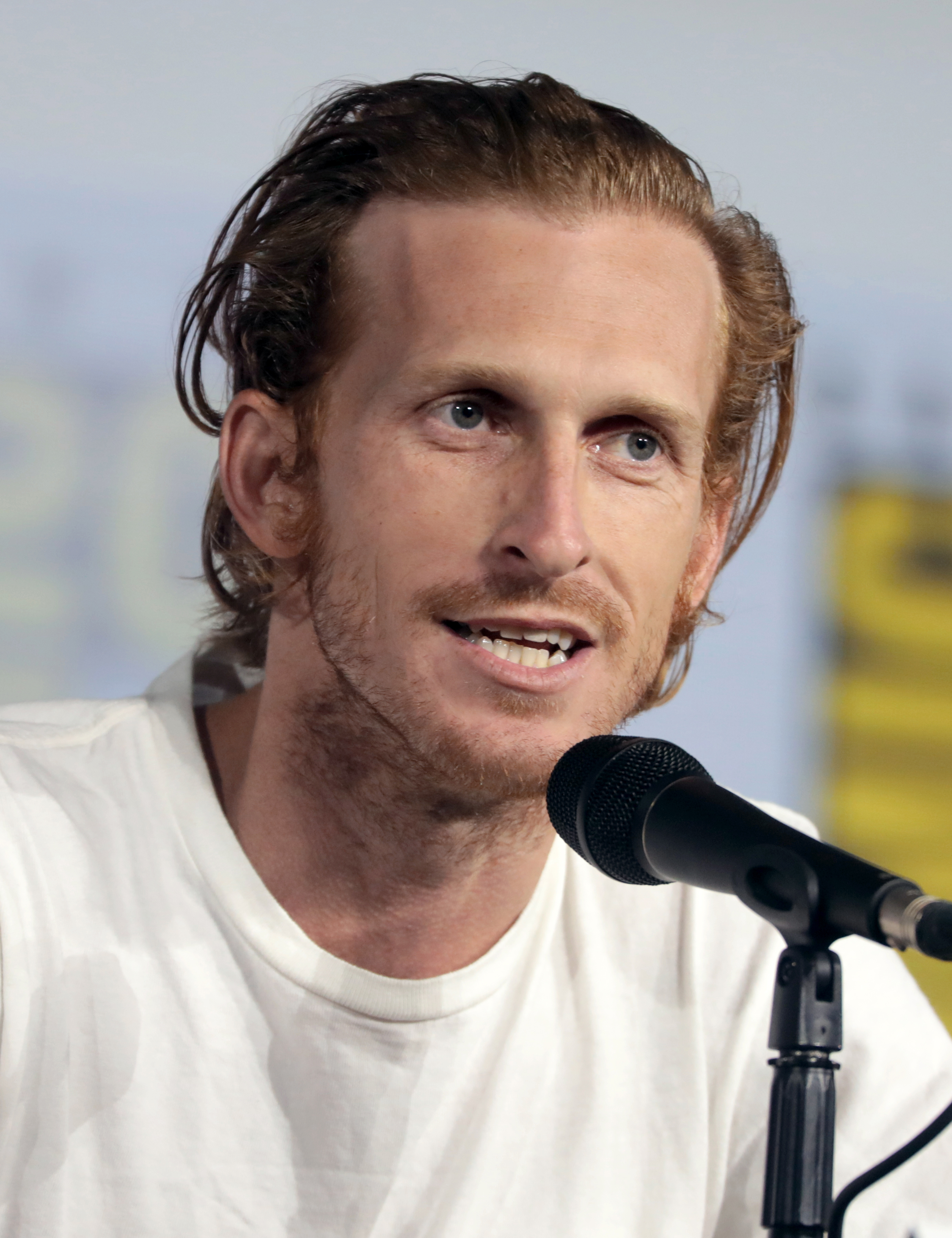
Austin Amelio (2019)
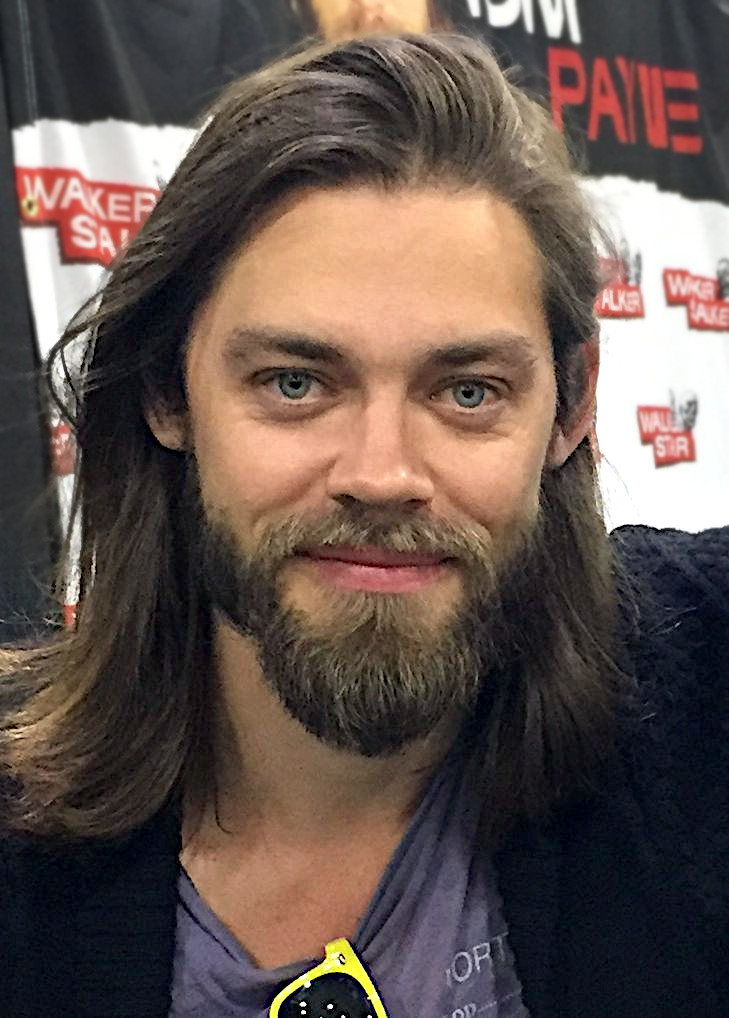
Tom Payne (2016)
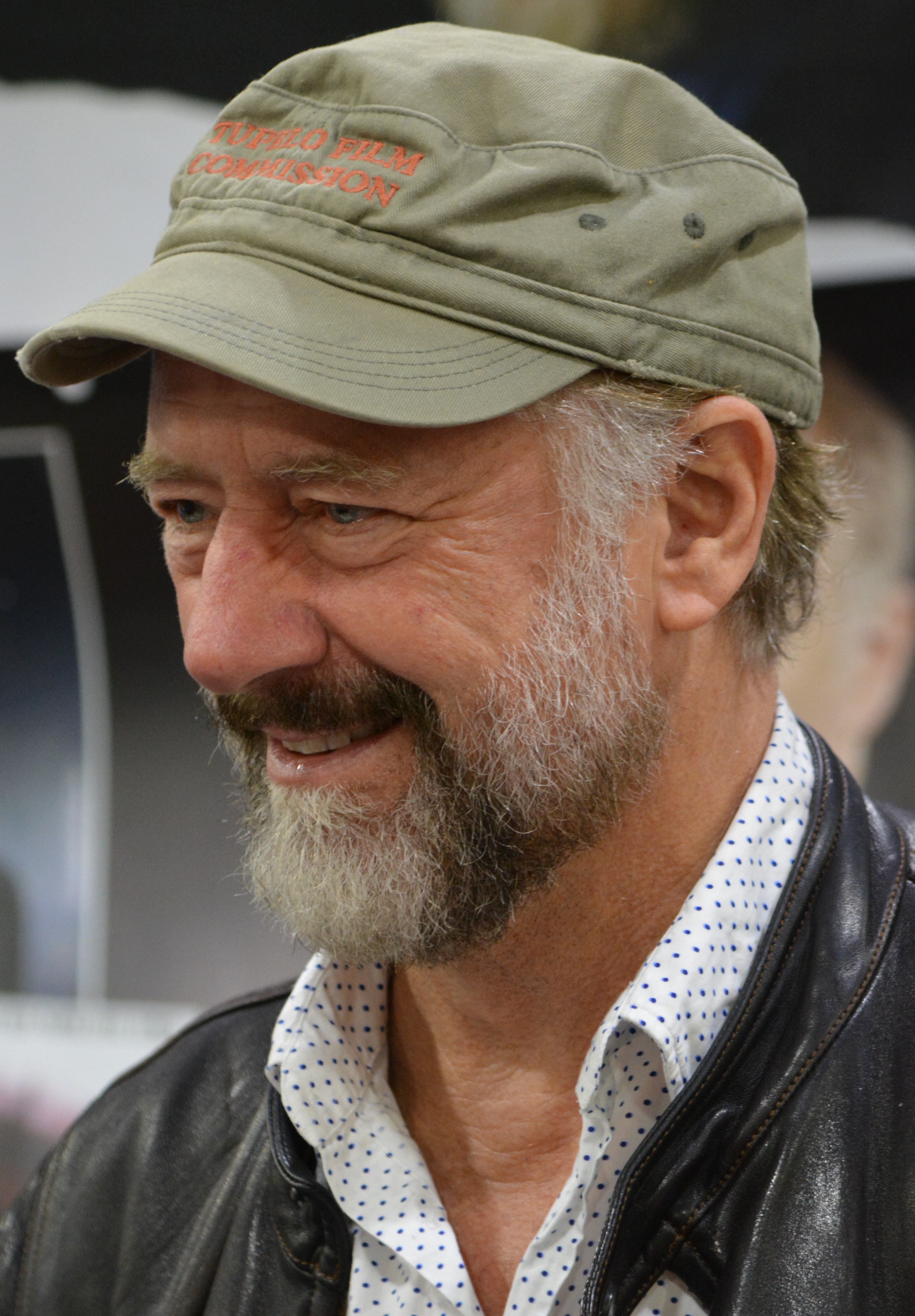
Xander Berkeley (2016)
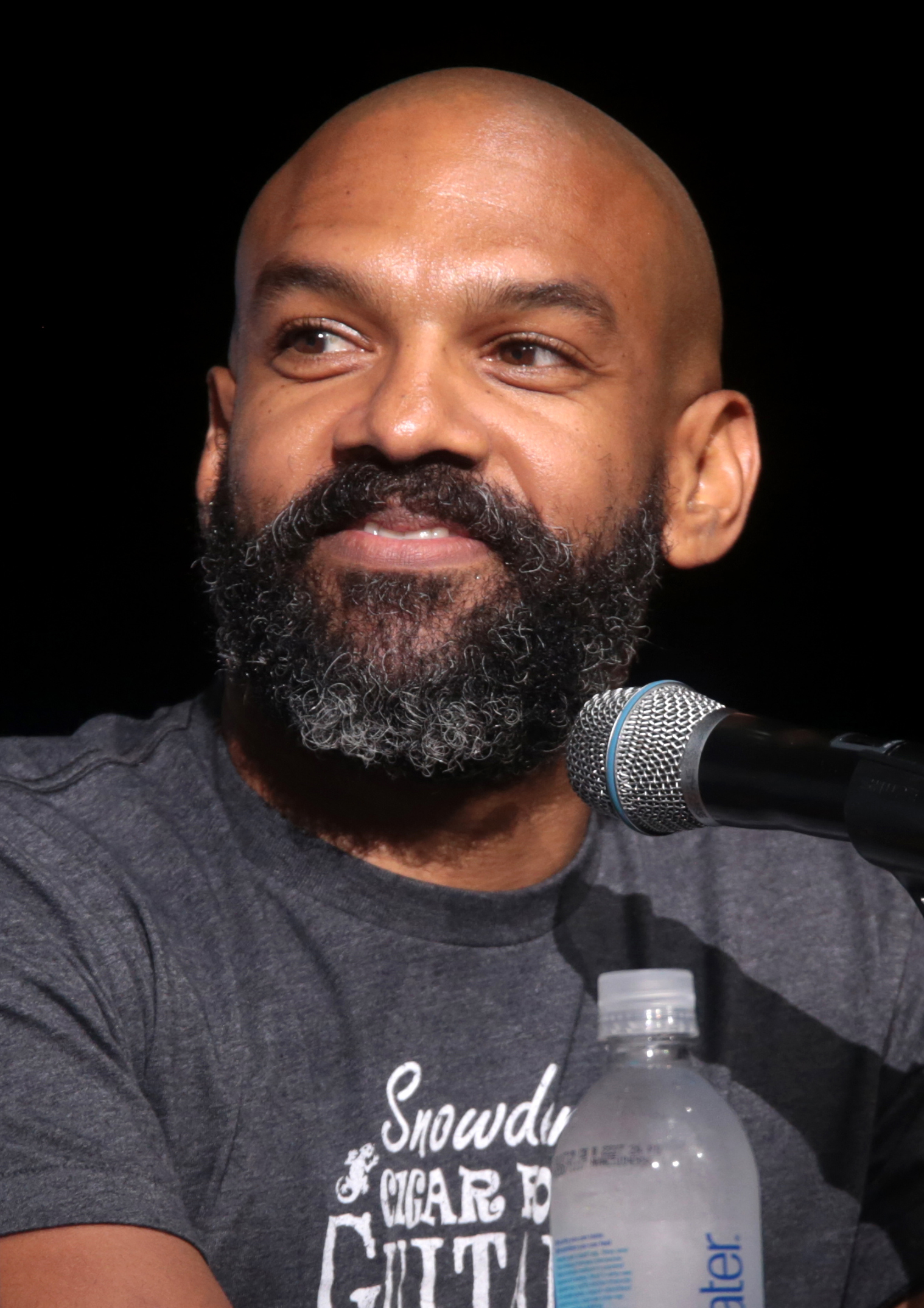
Khary Payton (2017)
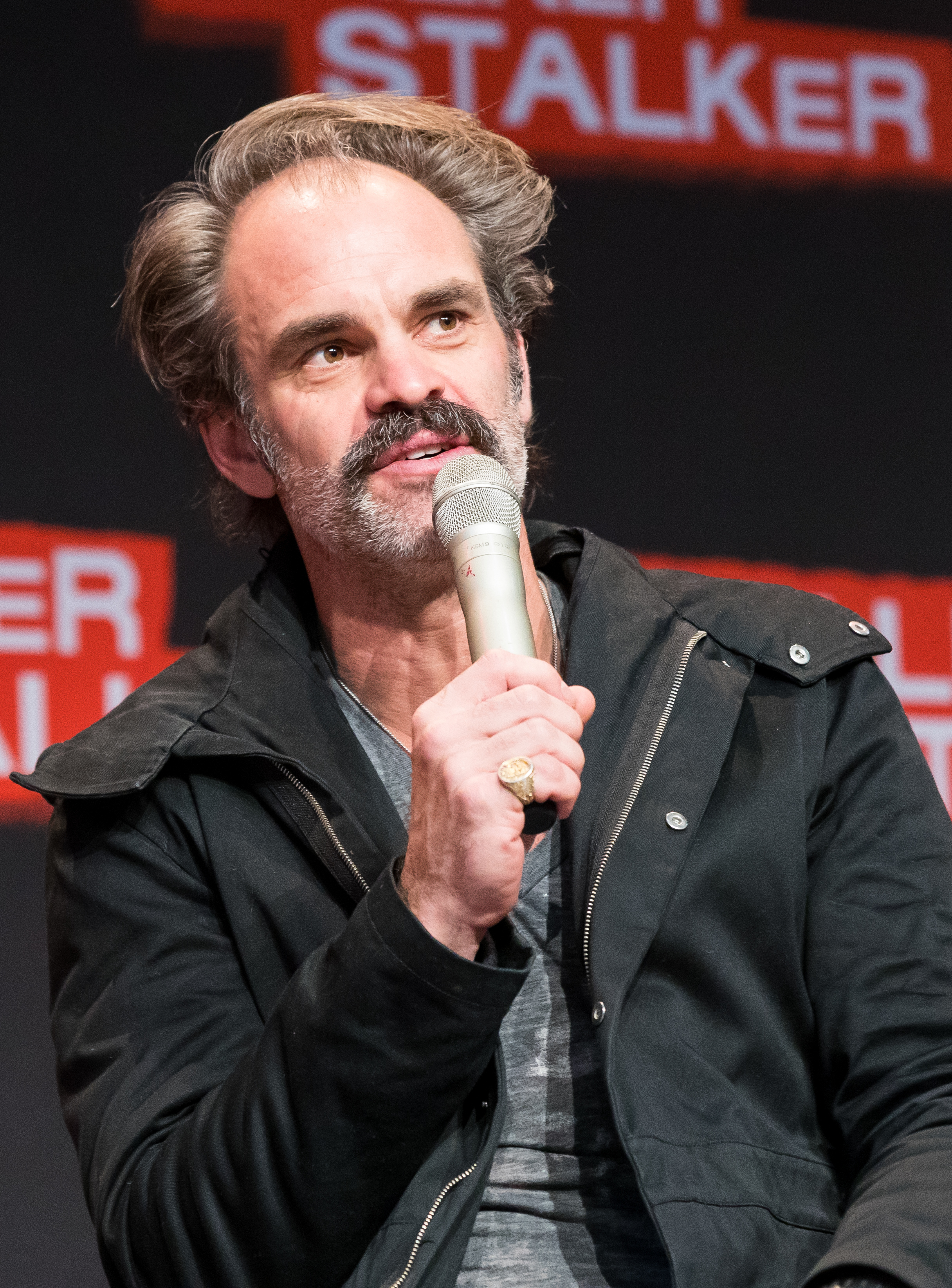
Steven Ogg (2018)
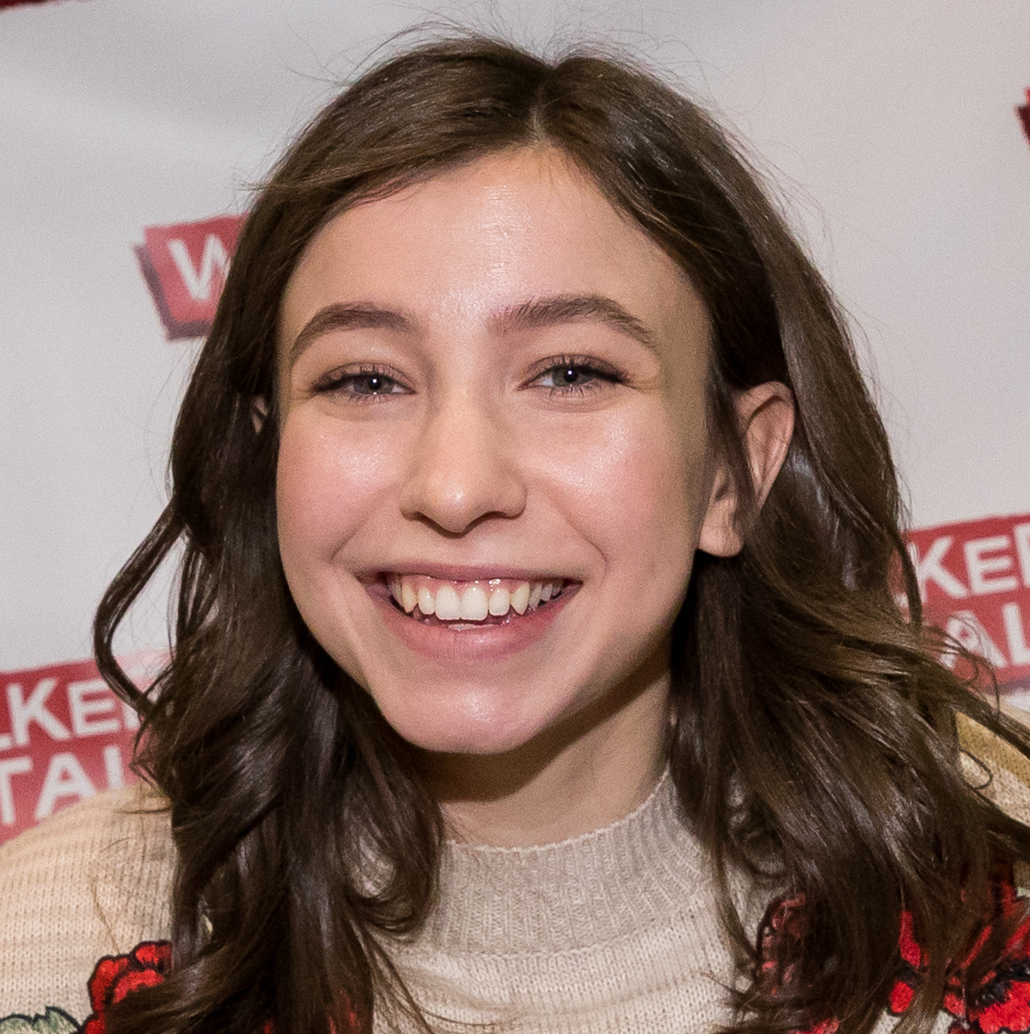
Katelyn Nacon (2018)
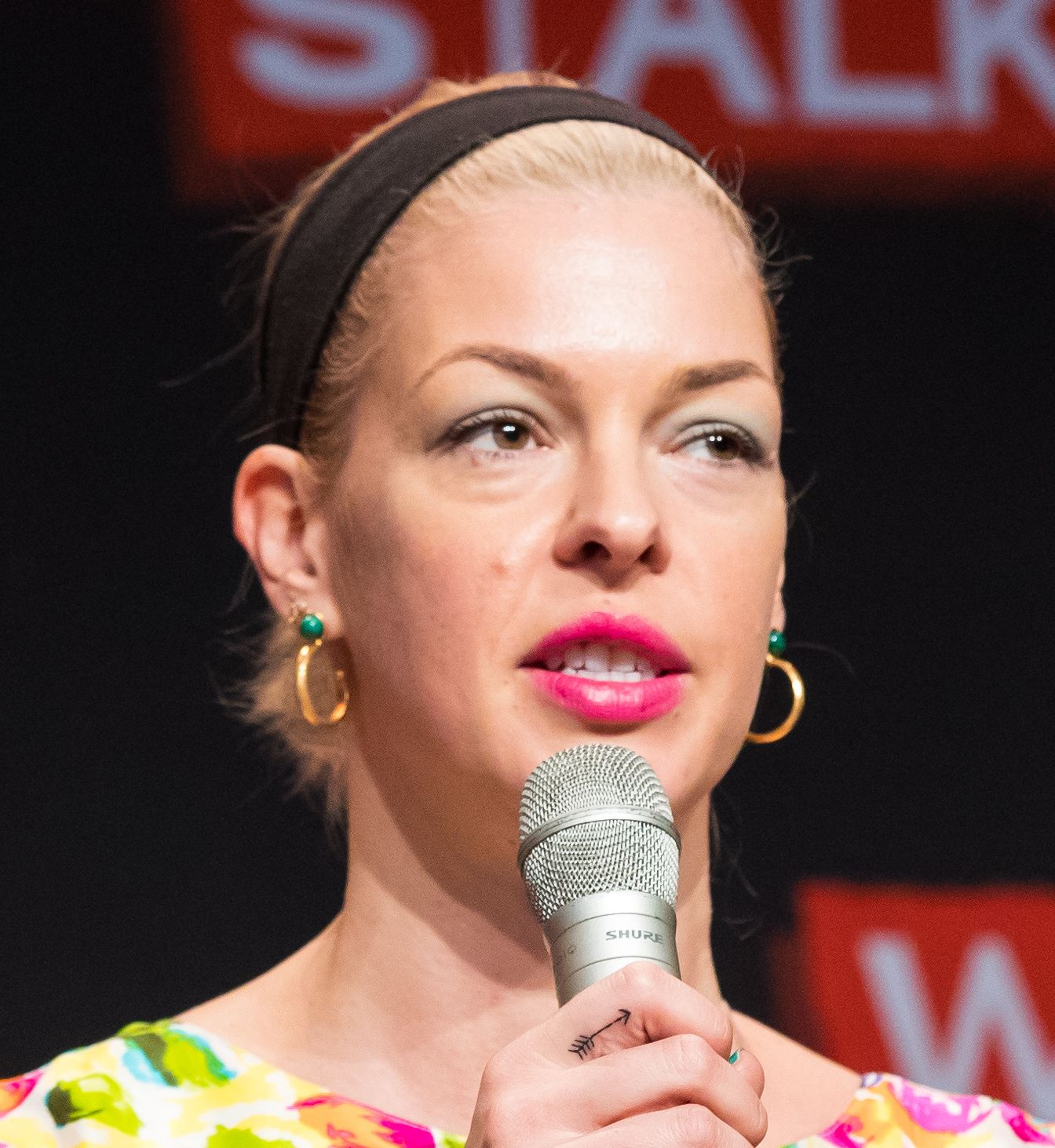
Pollyanna McIntosh (2018)
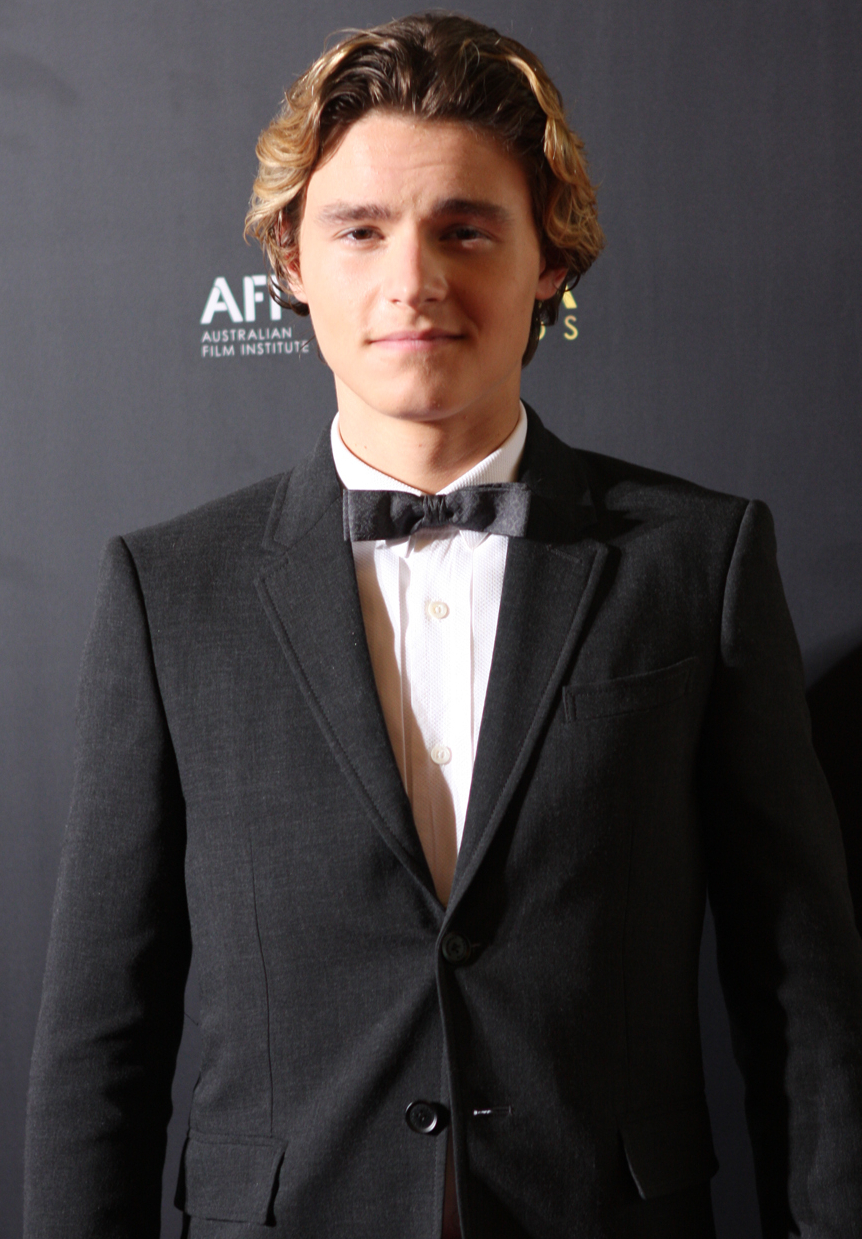
Callan McAuliffe (2012)
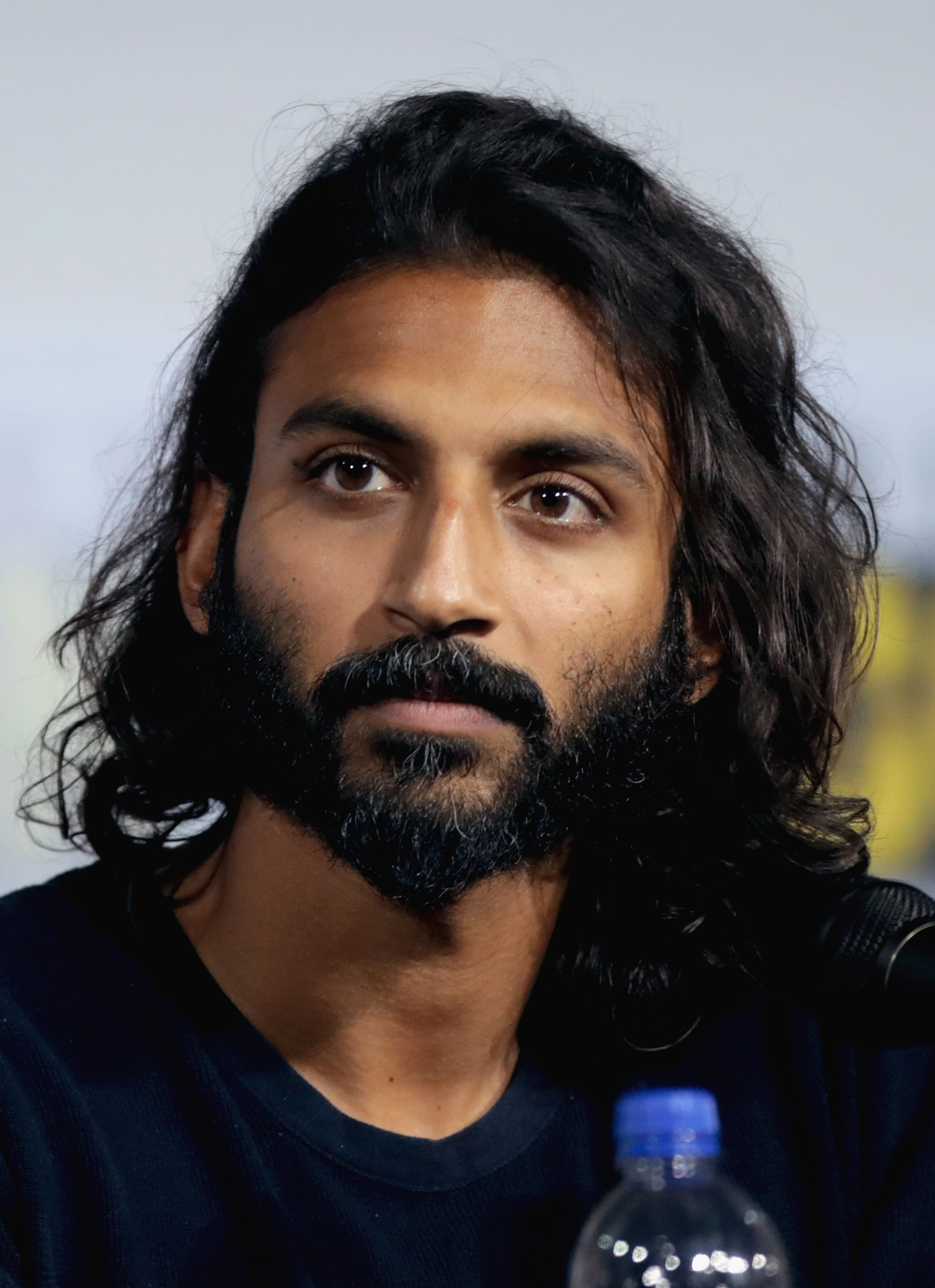
Avi Nash (2019)
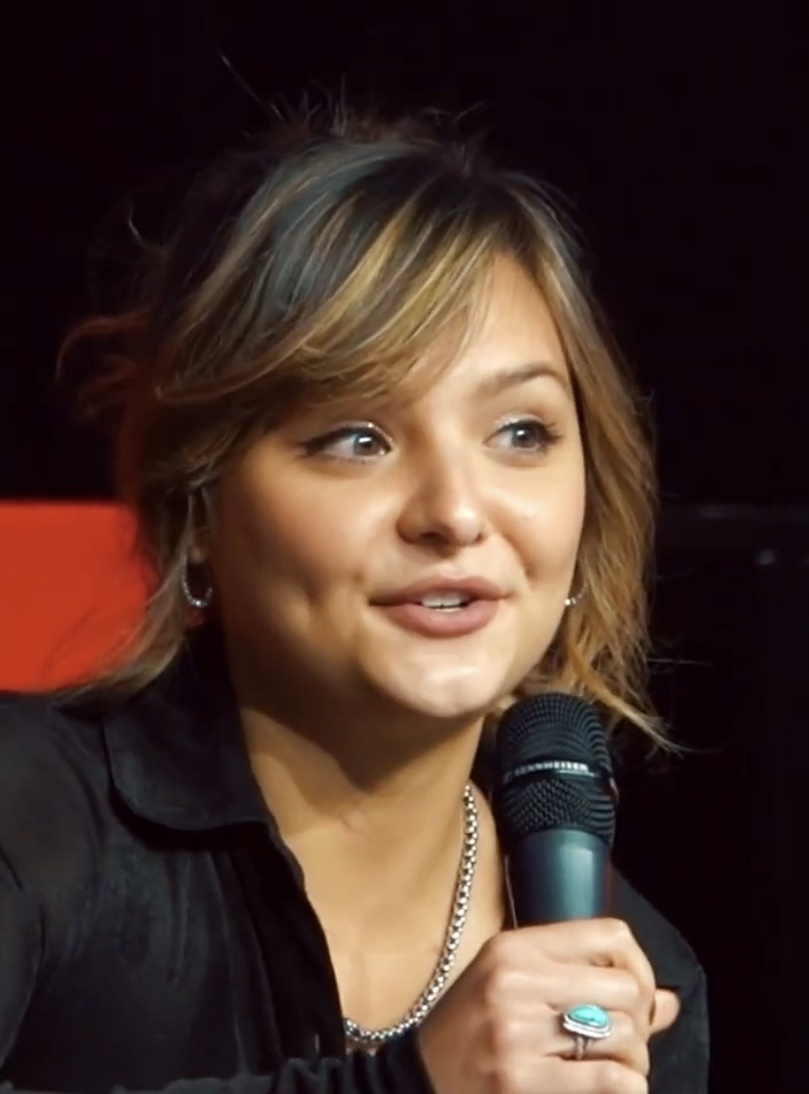
Cassady McClincy (2022)
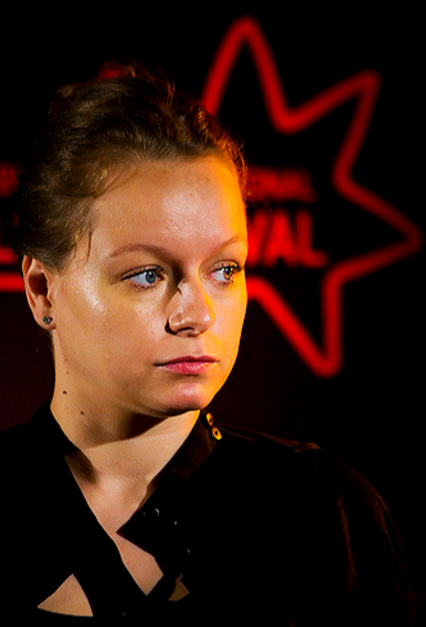
Samantha Morton (2008)
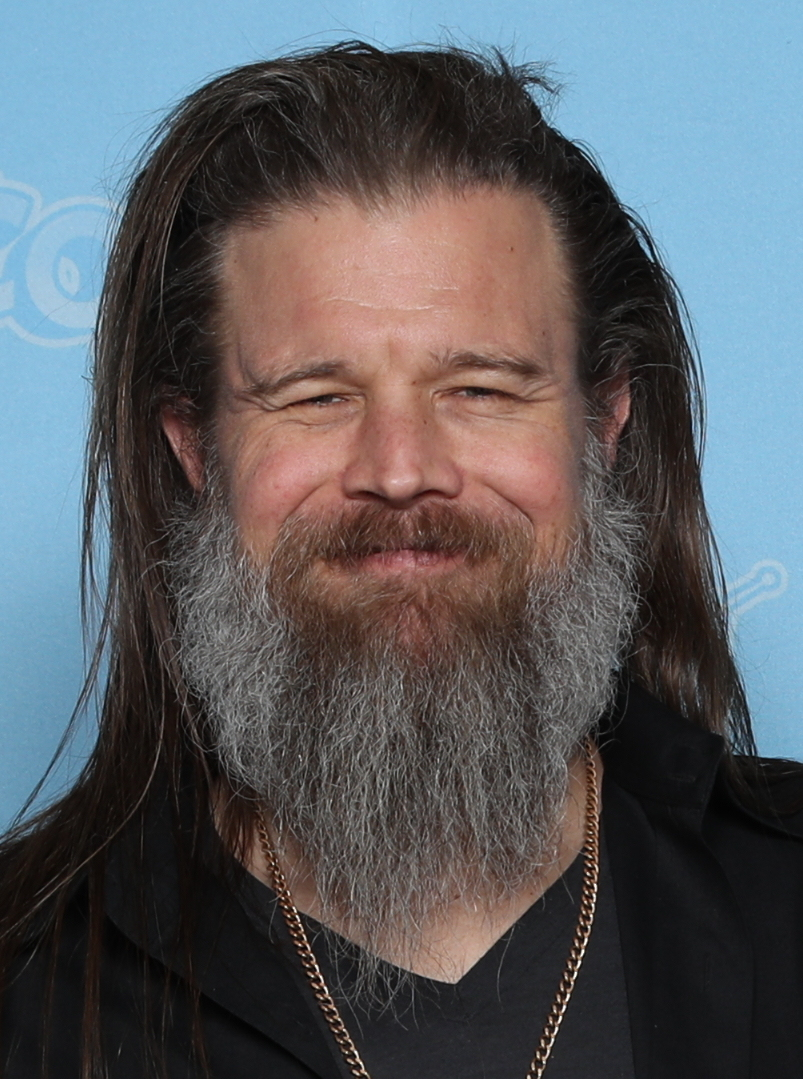
Ryan Hurst (2019)
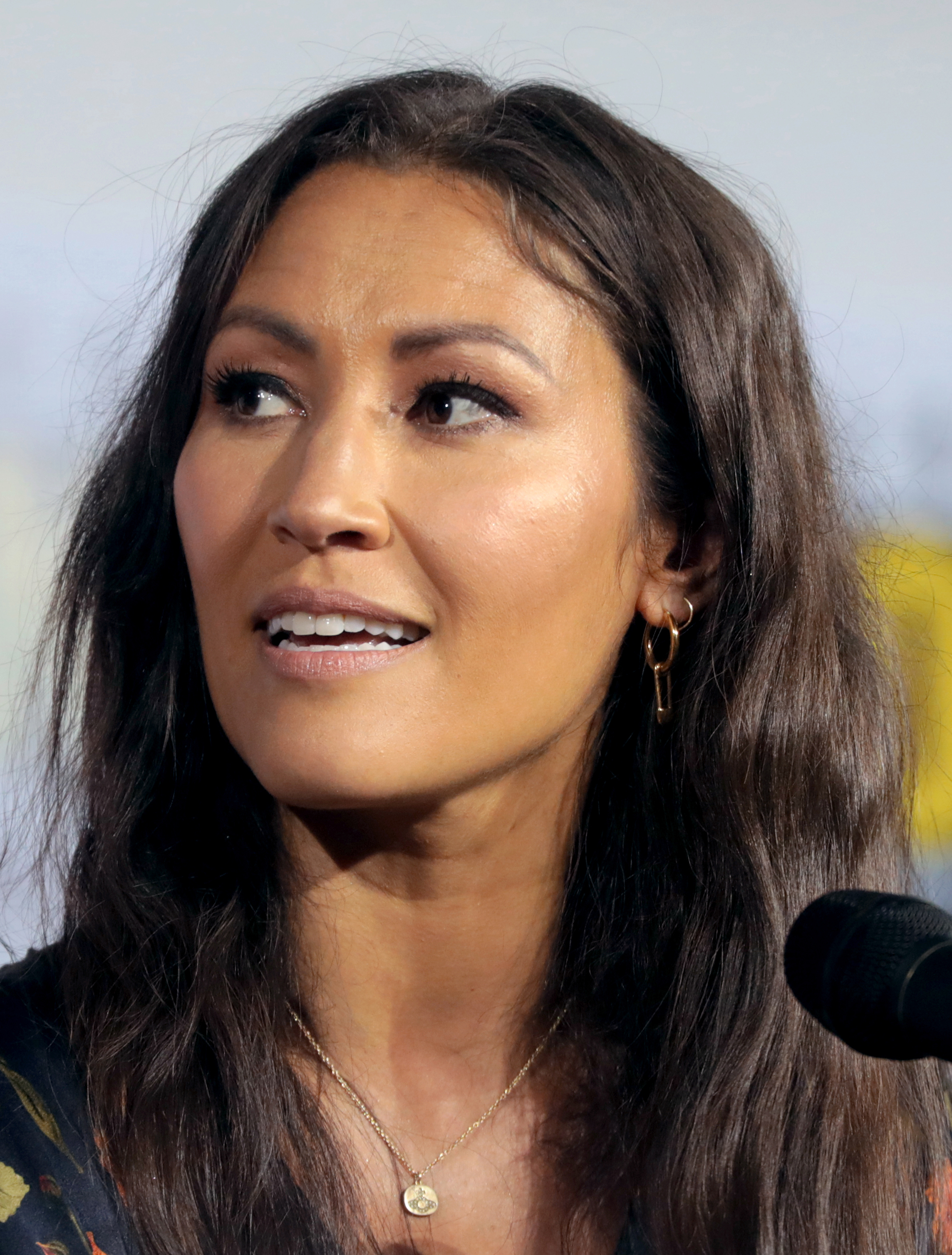
Eleanor Matsuura (2019)
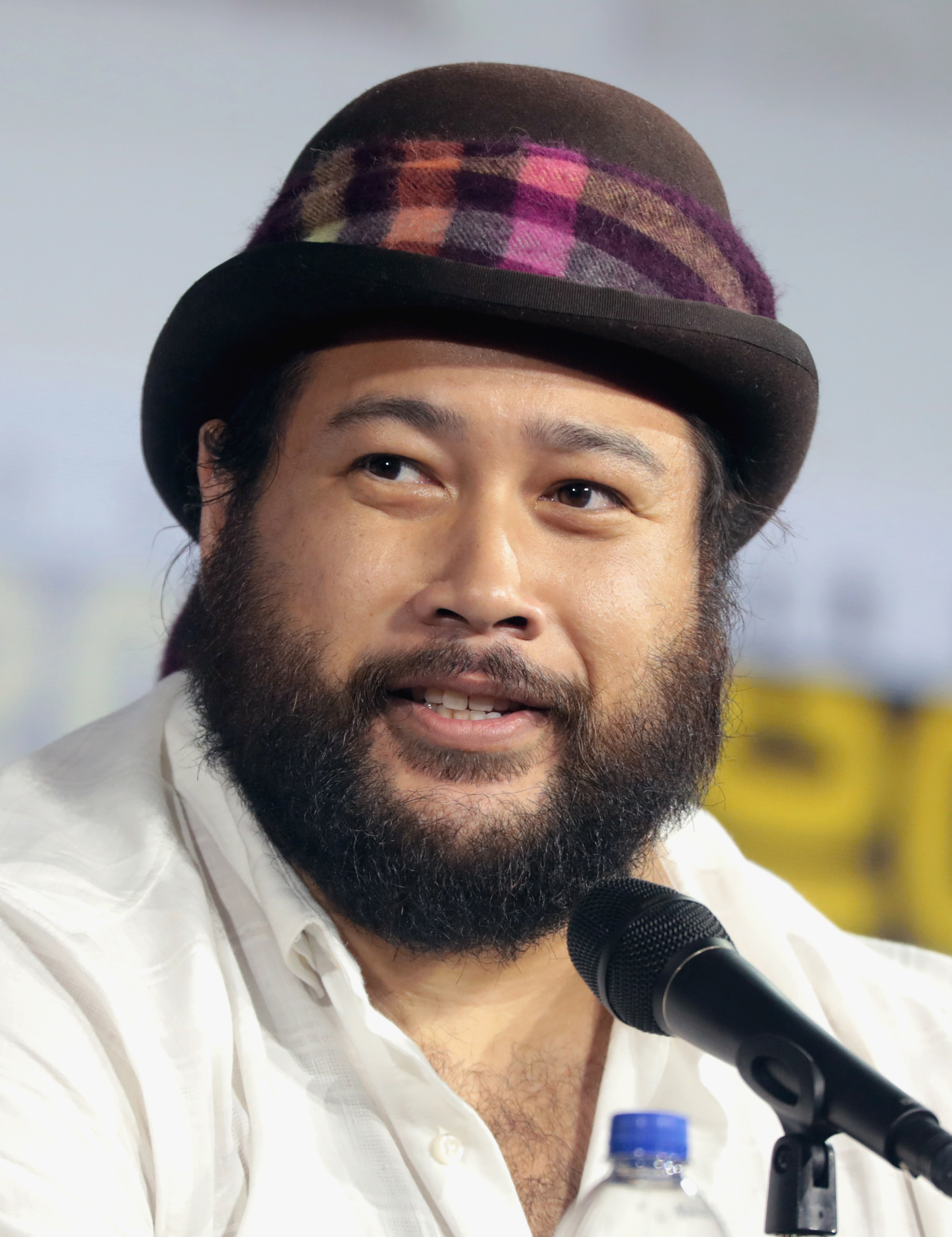
Cooper Andrews (2019)
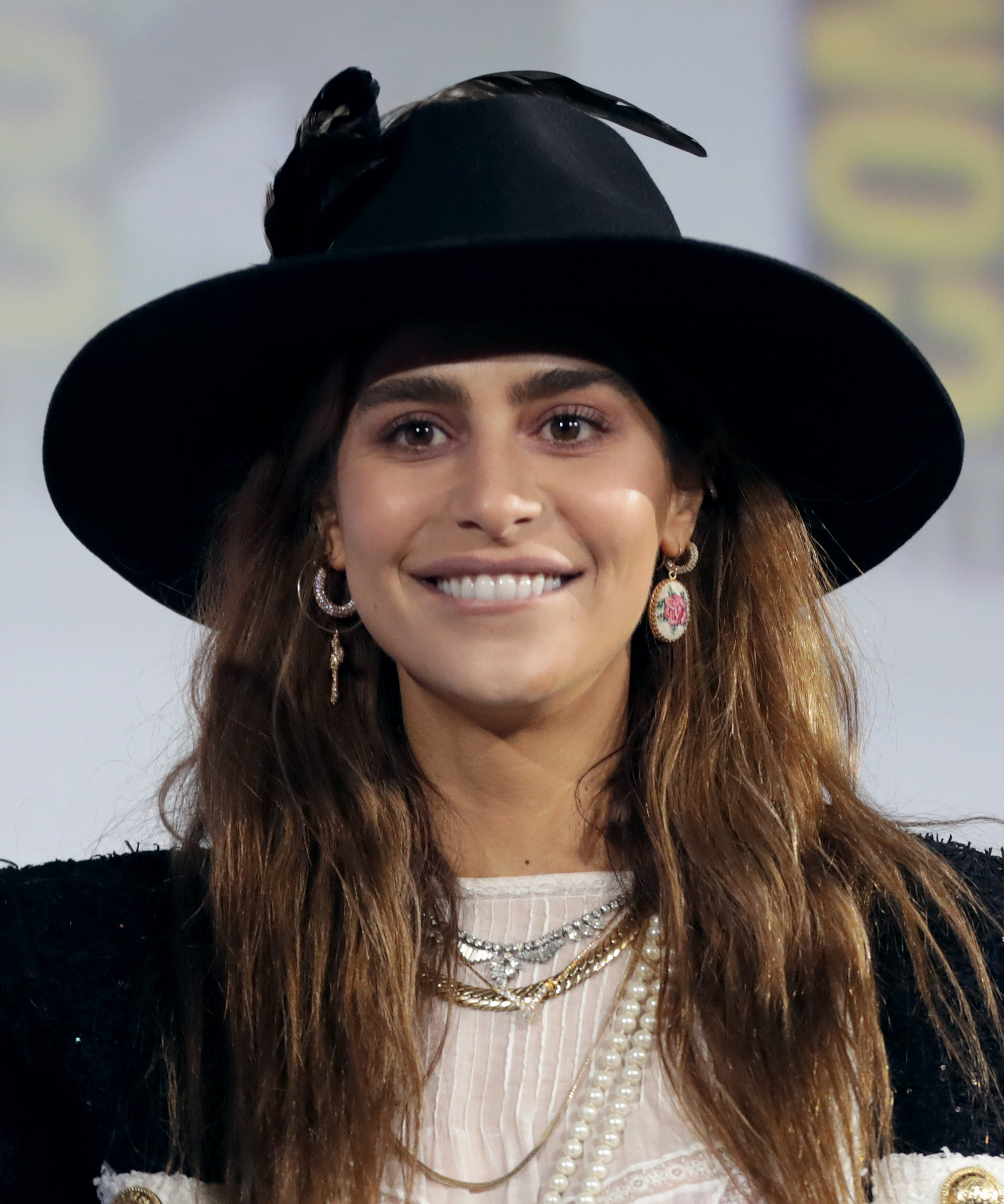
Nadia Hilker (2019)
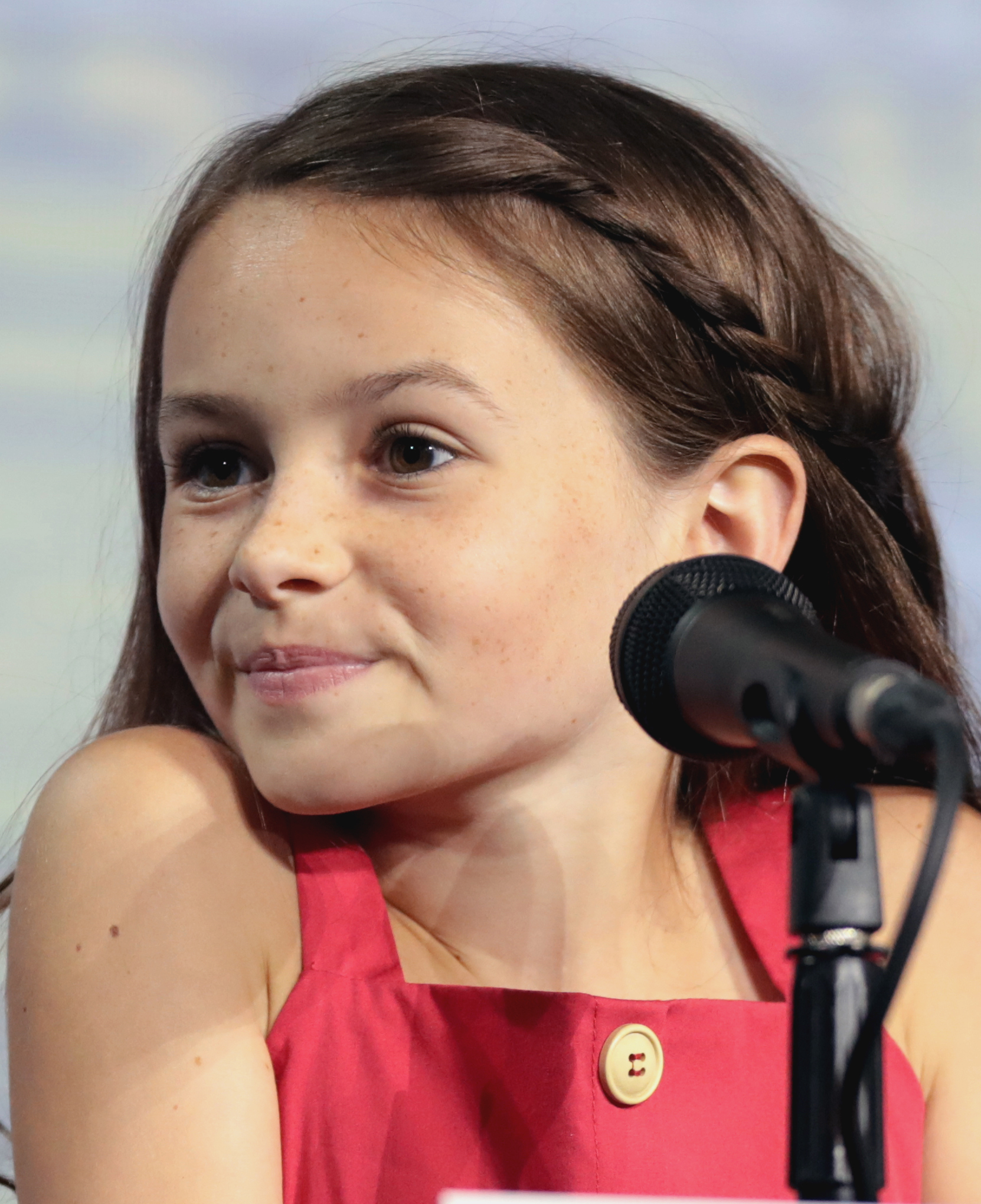
Cailey Fleming (2019)
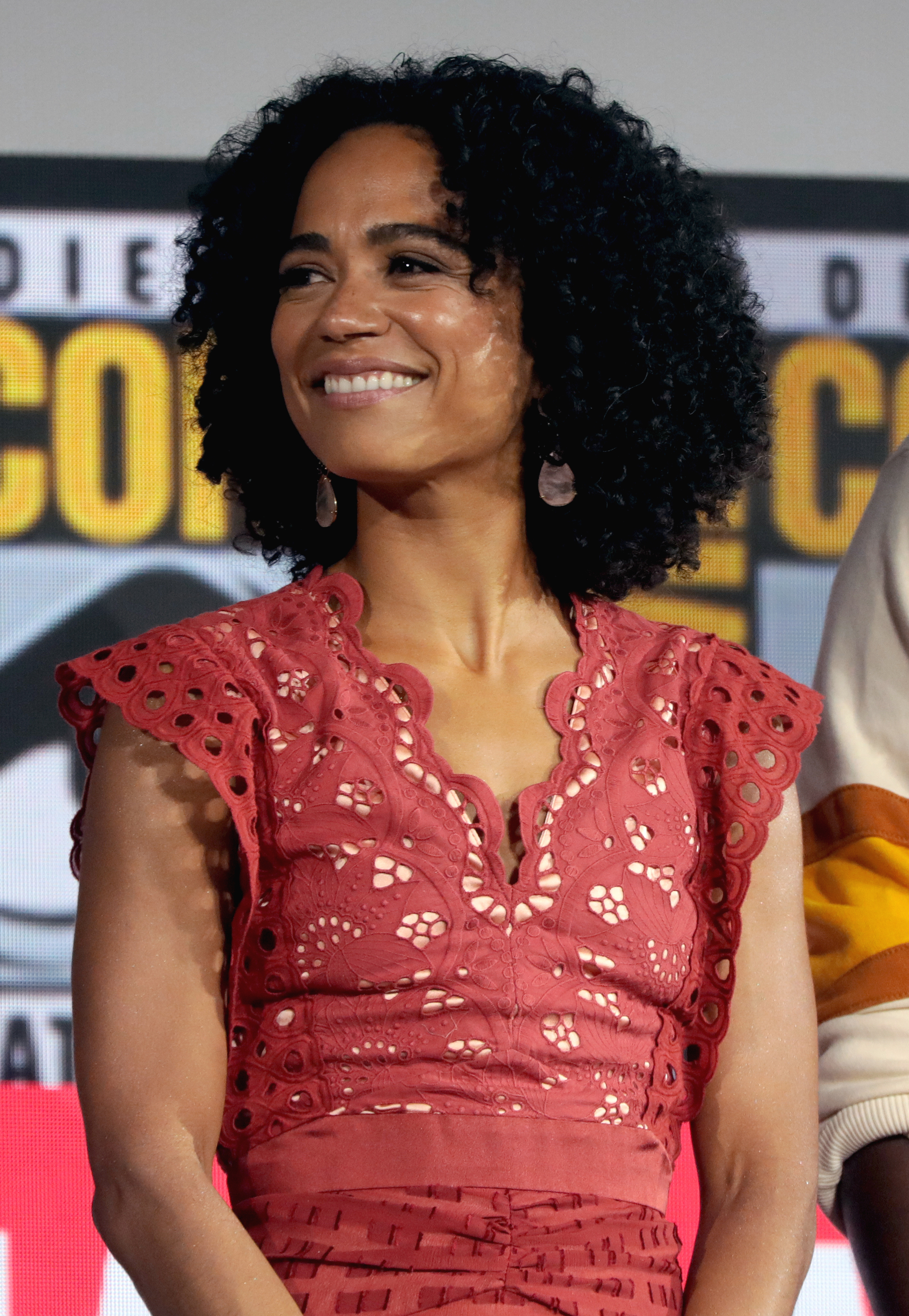
Lauren Ridloff (2019)
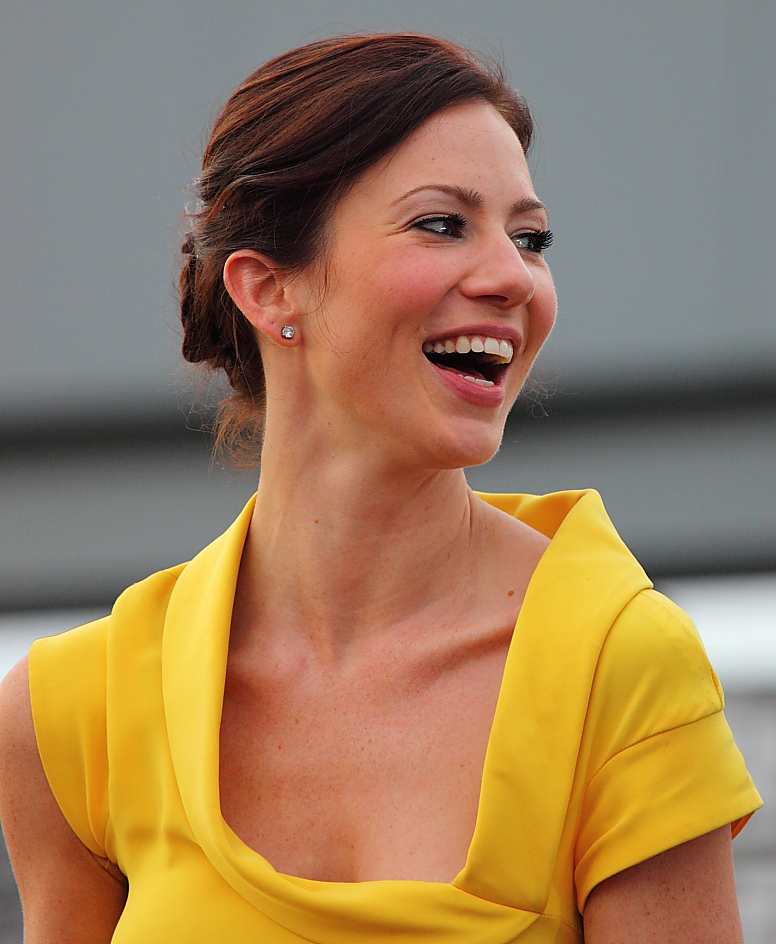
Lynn Collins (2009)
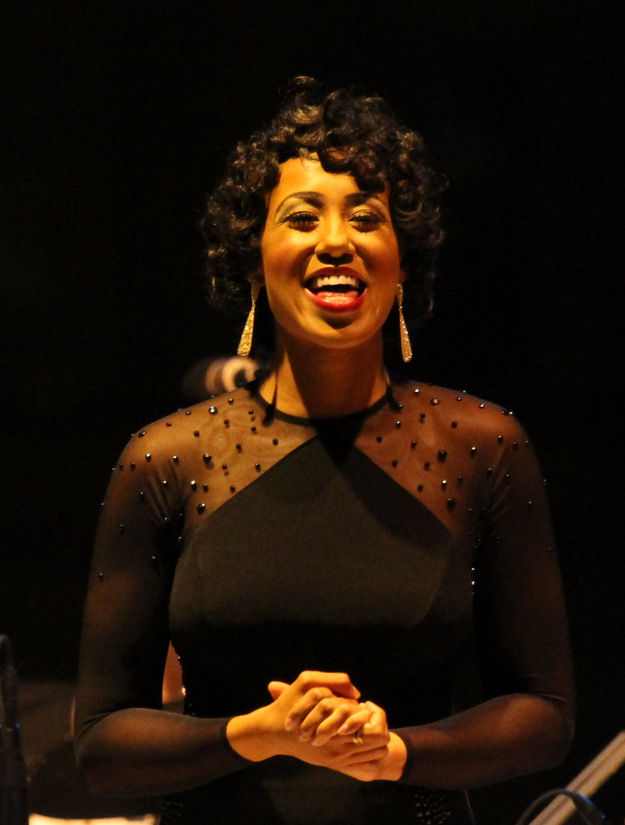
Margot Bingham (2014)

Die deutsche Synchronisation wurde bei der EuroSync GmbH in Berlin nach einem Dialogbuch und unter der Dialogregie von Hans-Jürgen Wolf und Dirk Bublies (ab Mitte der 7. Staffel ein Jahr zusammen, dann alleine) produziert.
Alle Folgenauftritte, die durchgestrichen sind, sind indirekte Auftritte, da diese nur Archivmaterialien sind, die in einer Form von Rückblenden, Traum, Stimme oder Halluzination verwendet werden. Diese indirekten Auftritte werden mit gelistet, weil Chad L. Coleman und Emily Kinney in 5.13 erscheinen und im Intro aufgeführt werden, obwohl ihre „Auftritte“ nur Archiv sind, deshalb werden diese als „Auftritt“ gezählt.
Hinweis: einige Darsteller werden nicht im Intro aufgeführt, sondern werden unter „Also Starring“ gelistet, wurden aber als Hauptdarsteller bestätigt. Manchmal wurden auch welche während einer Staffel erst zum Intro hinzugefügt.
| Rollenname                  | Schauspieler                 | Hauptrolle (Episoden)  | Nebenrolle (Episoden) | Nebenrolle (indirekte Auftritte - Archiv/Requisit) | Synchronsprecher                                                                        |
| --------------------------- | ---------------------------- | ---------------------- | --- | -------------------------------------------------- | --------------------------------------------------------------------------------------- |
| Rick Grimes                 | Andrew Lincoln               | 1.01–9.05              | 11.24 | 10.13, 10.22, 11.17–11.19, 11.21–11.22             | Viktor Neumann                                                                          |
| Shane Walsh                 | Jon Bernthal                 | 1.01–2.12              | 3.08, 9.05 | 11.17, 11.24                                       | Tobias Kluckert                                                                         |
| Lori Grimes                 | Sarah Wayne Callies          | 1.01–3.16              | | 7.01, 9.05, 11.21, 11.24                           | Antje von der Ahe                                                                       |
| Dale Horvath                | Jeffrey DeMunn               | 1.01–2.11              | | 9.05, 11.24                                        | Dieter B. Gerlach                                                                       |
| Glenn Rhee                  | Steven Yeun                  | 1.01–6.03, 6.07–7.01   | | 10.13, 11.17–11.18                                 | Jesco Wirthgen                                                                          |
| Carl Grimes                 | Chandler Riggs               | 1.01–8.09, 8.15        | | 10.13 11.17–11.19, 11.21–11.22, 11.24              | David Kunze (S01–S02), Darko Sagara Medina (S03–S06), Sebastian Fitzner (S07–S08)       |
| Carl Grimes                 | Unbekannt                    |                        | 8.16 |                                                    |                                                                                         |
| Andrea                      | Laurie Holden                | 1.02–3.16              | | 10.13, 11.24                                       | Christin Marquitan                                                                      |
| Daryl Dixon                 | Norman Reedus                | 2.01–11.24             | 1.03–1.06 |                                                    | Tommy Morgenstern                                                                       |
| Carol Peletier              | Melissa McBride              | 2.01–2.09, 2.11–11.24  | 1.03–1.06 |                                                    | Heike Schroetter                                                                        |
| Maggie Greene-Rhee          | Lauren Cohan                 | 3.01–9.05, 10.17–11.24 | 2.02–2.13, 10.16 | 10.13                                              | Nana Spier Ranja Bonalana (7.14–7.15, Erstsynchro) Sonja Spuhl (9.01–9.05, Erstsynchro) |
| Hershel Greene              | Scott Wilson                 | 3.01–4.09, 4.16        | 2.02–2.09, 2.11–2.13, 9.05 | 7.01, 11.18, 11.21, 11.12                          | Eberhard Mellies Otto Mellies (9.05)                                                    |
| Michonne                    | Danai Gurira                 | 3.01–10.13             | 11.24 | 10.22, 11.17–11.19, 11.21                          | Uschi Hugo (S03–S05), Diana Borgwardt (S06–S11)                                         |
| Michonne                    | Unbekannt                    |                        | 2.13 |                                                    |                                                                                         |
| Merle Dixon                 | Michael Rooker               | 3.03–3.15              | 1.02–1.03, 2.05 | 11.18                                              | Hans-Jürgen Wolf                                                                        |
| Philip „Der Governor“ Blake | David Morrissey              | 3.03–3.16, 4.05–4.09   | 5.09 | 11.17                                              | Udo Schenk                                                                              |
| Beth Greene                 | Emily Kinney                 | 4.01–5.09, 5.13        | 2.02, 2.04–3.02, 3.04–3.11, 3.13, 3.15–3.16                                                                                                | 9.05, 11.18, 11.21, 11.24                          | Julia Stoepel                                                                           |
| Tyreese Williams            | Chad L. Coleman              | 4.01–5.09, 5.13        | 3.08–3.09, 3.11, 3.14, 3.16 | 9.05, 11.24                                        | Michael Deffert                                                                         |
| Sasha Williams              | Sonequa Martin-Green         | 4.01–7.16              | 3.08–3.09, 3.11, 3.14, 3.16, 9.05 | 8.07, 10.13, 11.17, 11.21, 11.24                   | Irina von Bentheim                                                                      |
| Bob Stookey                 | Lawrence Gilliard Jr.        | 4.01–5.03              | 5.09 | 5.13, 5.15–5.16, 7.01, 11.24                       | Asad Schwarz                                                                            |
| Tara Chambler               | Alanna Masterson             | 5.01–9.15              | 4.06–4.08, 4.10–4.11, 4.15–4.16 | 11.17–11.19, 11.21, 11.24                          | Anja Stadlober, Nurcan Özdemir (8.06), Lea Faßbender (9.01)                             |
| Abraham Ford                | Michael Cudlitz              | 5.01–7.01              | 4.10–4.11, 4.15–4.16, 7.16 | 10.13, 11.17, 11.19, 11.21–11.22, 11.24            | Michael Iwannek                                                                         |
| Eugene Porter               | Josh McDermitt               | 5.01–11.24             | 4.10–4.11, 4.15–4.16 |                                                    | Bernhard Völger Stefan Gossler (11.01–11.03, Erstsynchro)                               |
| Rosita Espinosa             | Christian Serratos           | 5.01–11.24             | 4.10–4.11, 4.15–4.16 |                                                    | Maximiliane Häcke(4.11), Wicki Kalaitzi (4.15–4.16), Nadine Heidenreich (5.01–11.24)    |
| Gareth                      | Andrew J. West               | 5.01–5.03              | 4.16 | 5.09                                               | Niclas Lutz                                                                             |
| Gabriel Stokes              | Seth Gilliam                 | 5.02–11.24             | |                                                    | Robin Kahnmeyer                                                                         |
| Morgan Jones                | Lennie James                 | 6.01–8.16              | 1.01, 3.12, 5.01, 5.08, 5.16 | 9.05, 11.24                                        | Engelbert von Nordhausen                                                                |
| Aaron                       | Ross Marquand                | 6.01–11.24             | 5.10–5.16 |                                                    | Marius Clarén                                                                           |
| Jessie Anderson             | Alexandra Breckenridge       | 6.01–6.09              | 5.12–5.16 |                                                    | Esra Vural                                                                              |
| Deanna Monroe               | Tovah Feldshuh               | 6.01–6.08, 6.10        | 5.12–5.16 | 7.01, 11.24                                        | Viola Sauer                                                                             |
| Spencer Monroe              | Austin Nichols               | 6.01–7.08              | 5.13, 5.15–5.16 | 11.24                                              | Michael Bauer                                                                           |
| Dwight                      | Austin Amelio                | 7.01–8.16              | 6.06, 6.14–6.16 | 10.13, 11.24                                       | Christoph Banken, Robert Glatzeder (8.15)                                               |
| Negan Smith                 | Jeffrey Dean Morgan          | 7.01–11.24             | 6.16 |                                                    | Charles Rettinghaus                                                                     |
| Paul „Jesus“ Rovia          | Tom Payne                    | 7.05–9.11              | 6.10–6.12 | 11.24                                              | Jaron Löwenberg                                                                         |
| Gregory                     | Xander Berkeley              | 7.05–9.01              | 6.11 |                                                    | Klaus-Dieter Klebsch                                                                    |
| Enid                        | Katelyn Nacon                | 8.01–9.15              | 5.12, 5.15, 6.01–6.02, 6.07–6.10, 6.15–7.01, 7.04–7.05, 7.08–7.09, 7.14–7.16                                                               | 10.01, 10.04, 10.07, 11.18, 11.24                  | Paulina-Sara Ociepka (5.12–7.09), Jodie Blank (7.14–10.04), Jamie Lee Blank (8.10)      |
| Enid                        | Unbekannt                    |                        | 10.07 |                                                    |                                                                                         |
| Simon                       | Steven Ogg                   | 8.01–8.15              | 6.16–7.01, 7.05, 7.09, 7.14, 7.16 | 10.13, 11.19                                       | Gerald Paradies (6.16), Dieter Memel (7.01–8.15)                                        |
| Ezekiel Sutton              | Khary Payton                 | 8.01–11.24             | 7.02, 7.09–7.10, 7.13, 7.16 |                                                    | Stefan Bräuler (7.02–7.10), Dirk Bublies (7.13–11.24)                                   |
| Anne „Jadis“                | Pollyanna McIntosh           | 8.06–9.05              | 7.10, 7.12, 7.16 | 11.24                                              | Victoria Sturm                                                                          |
| Siddiq                      | Avi Nash                     | 9.01–10.08, 10.13      | 8.01, 8.06, 8.08–8.09, 8.11, 8.13, 8.15–8.16                                                                                               | 11.18, 11.24                                       | Jeffrey Wipprecht                                                                       |
| Alden                       | Callan McAuliffe             | 9.01–11.09             | 8.02–8.03, 8.06, 8.08, 8.11, 8.13–8.14, 8.16                                                                                               | 11.24                                              | Florian Hoffmann                                                                        |
| „Alpha“                     | Samantha Morton              | 9.09–10.14             | | 10.16, 11.17                                       | Maria Jany                                                                              |
| Jerry                       | Cooper Andrews               | 10.01–11.24            | 7.02, 7.09–7.10, 7.13, 7.16–8.04, 8.06, 8.08–8.09, 8.11–9.06, 9.11, 9.13, 9.15–9.16                                                        |                                                    | Joachim Kaps                                                                            |
| Judith Grimes               | Cailey Fleming               | 10.01–11.24            | 9.05–9.06, 9.09, 9.12, 9.14–9.16 |                                                    | Noa Sarah Hadad                                                                         |
| Judith Grimes               | Adelaide & Eliza Cornwell    |                        | 3.04–3.08, 3.10–3.11, 3.15–3.16 |                                                    |                                                                                         |
| Judith Grimes               | Loudyn & Leighton Case       |                        | 3.09 |                                                    |                                                                                         |
| Judith Grimes               | Anniston & Tinsley Price     |                        | 4.01–4.03, 4.08, 4.10 |                                                    |                                                                                         |
| Judith Grimes               | Eleora & Elisea DiFranco     |                        | 4.14 |                                                    |                                                                                         |
| Judith Grimes               | Sophia & Delia Oeland        |                        | 4.16 |                                                    |                                                                                         |
| Judith Grimes               | Charlotte & Clara Ward       |                        | 5.01–5.03, 5.07–5.13, 5.15–5.16 |                                                    |                                                                                         |
| Judith Grimes               | Chloe & Sophia Garcia-Frizzi |                        | 6.01–6.02, 6.07–6.11, 6.15, 7.01, 7.04, 7.07–7.08, 7.12, 7.16–8.01, 8.08–8.09, 8.11–8.12, 8.14–8.15, 9.01, 9.03–9.05, 9.14–9.15            |                                                    | Angelina Yarkova                                                                        |
| Judith Grimes               | Kinsley Isla Dillon          |                        | 8.01, 8.09 |                                                    |                                                                                         |
| Yumiko Okumura              | Eleanor Matsuura             | 10.01–11.24            | 9.05–9.11, 9.13, 9.15–9.16 |                                                    | Jennifer Bischof                                                                        |
| Magna                       | Nadia Hilker                 | 10.01–11.24            | 9.05–9.11, 9.13, 9.15–9.16 |                                                    | Sophie Lechtenbrink (9.05–10.22), Anne Düe (11.01–11.24)                                |
| Connie                      | Lauren Ridloff               | 10.01–11.24            | 9.05–9.08, 9.10–9.15 |                                                    | Darstellerin verständigt sich per Gebärdensprache oder Schrift.                         |
| Lydia                       | Cassady McClincy             | 10.01–11.24            | 9.09–9.16 |                                                    | Andrea Cleven                                                                           |
| Lydia                       | Scarlett Blum                |                        | 9.10 |                                                    | Emilia Bublies                                                                          |
| Lydia                       | Havana Blum                  |                        | 10.02 |                                                    | Naomi Hadad                                                                             |
| „Beta“                      | Ryan Hurst                   | 10.02–10.16            | 9.12–9.13, 9.15–9.16 | 11.17                                              | Marco Kröger                                                                            |
| Juanita „Princess“ Sanchez  | Paola Lázaro                 | 11.01–11.24            | 10.14–10.16, 10.20 |                                                    | Laura Landauer                                                                          |
| Michael Mercer              | Michael James Shaw           | 11.01–11.24            | |                                                    | Sven Fechner                                                                            |
| Leah Shaw                   | Lynn Collins                 | 11.04–11.16            | 10.18 | 11.17                                              | Marion Elskis                                                                           |
| Maxxine „Max“ Mercer        | Margot Bingham               | 11.05–11.24            | 9.16, 10.06, 10.11 |                                                    | Anita Hopt (9.16–10.11), Heide Ihlenfeld (seit 11.05)                                   |
| Lance Hornsby               | Josh Hamilton                | 11.05–11.24            | |                                                    | Klaus-Peter Grap                                                                        |
| Pamela Milton               | Laila Robins                 | 11.10–11.24            | |                                                    | Sabine Falkenberg                                                                       |
| Kelly                       | Angel Theory                 | 11.17–11.24            | 9.05–9.08, 9.10–9.11, 9.13, 9.15, 10.01, 10.04–10.05, 10.08–10.09, 10.11–10.12, 10.15–10.17, 11.01, 11.03, 11.06, 11.08–11.11, 11.15–11.16 |                                                    | Marie Hinze                                                                             |

Anmerkungen
1. 1 2 3  Der Darsteller erscheint selbst nicht, aber der Charakter wird als Requisit in einer Form als Leiche verwendet.
2. ↑  Die Darstellerin erscheint selbst nicht, aber der Charakter wird als Requisit in einer Form als Leiche verwendet, und für ihren Auftritt wird auch teilweise Archivmaterial verwendet.

## Produktion

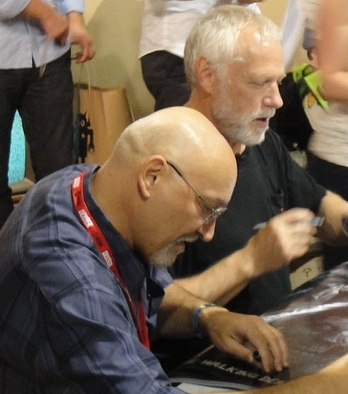
Frank Darabont (vorn) und Drew Struzan signieren ein Limited-Edition-Poster der Serie The Walking Dead (2010)

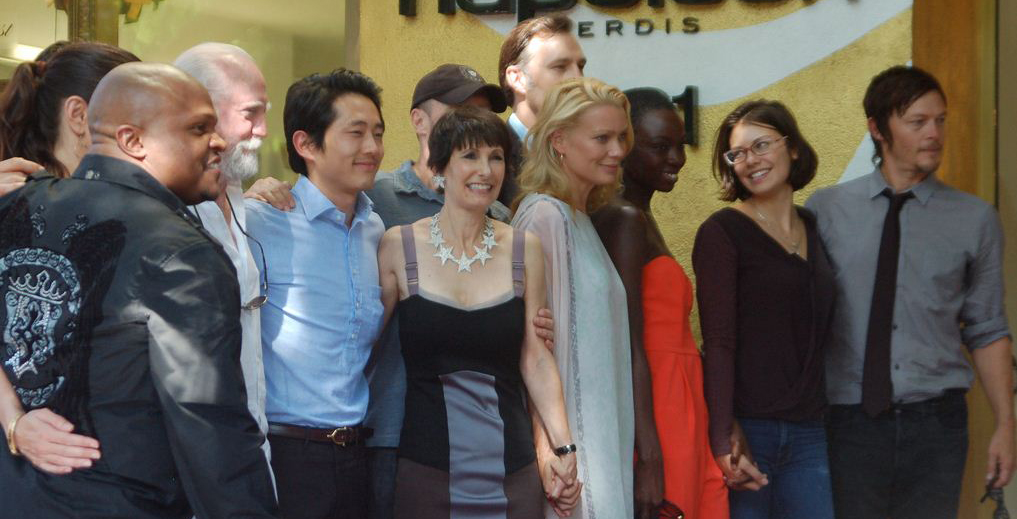
Gale Anne Hurd – mit Sternen-Halskette – inmitten des The Walking Dead-Casts (2012)

Am 20. Januar 2010 kündigte AMC offiziell an, eine Pilotfolge der Comicadaption in Auftrag gegeben zu haben. Frank Darabont und Gale Anne Hurd wurden als Executive Producer vorgestellt. Darabont schrieb auch das Drehbuch und führte Regie. Die komplette Serie wurde vorab bestellt, nur basierend auf der Qualität des Comics, der Drehbücher und Darabonts Beteiligung. Die Dreharbeiten zum Pilotfilm begannen am 15. Mai 2010 in Atlanta, Georgia und dauerten 15 Tage, nachdem AMC insgesamt sechs Folgen für die erste Staffel beauftragte. Die Dreharbeiten zu den restlichen Folgen, bei denen Darabont die Rolle des Showrunners einnahm, begannen am 2. Juni. Der Make-up-Designer Gregory Nicotero war für die Masken und Spezialeffekte der Serie zuständig. Am 17. Juli gab Darabont bekannt, wer die sechs Episoden der ersten Staffel schreiben und drehen werde. Darabont arbeitete am Drehbuch für die ersten drei Folgen und führte Regie beim Piloten. Michelle MacLaren führte bei der zweiten Folge Regie. Charles H. Eglee – der ebenfalls als Executive Producer arbeitete – und Jack LoGiudice schrieben zusammen mit Darabont das Drehbuch zur dritten Folge, die von Gwyneth Horder-Payton gefilmt wurde. Die vierte Episode wurde von Robert Kirkman – dem Erschaffer des Comics – geschrieben, während Johan Renck Regie führte. Das Drehbuch zur fünften Folge wurde von Glen Mazzara geschrieben und Ernest R. Dickerson führte Regie. Die sechste und letzte Episode wurde von Adam Fierro geschrieben und von Guy Ferland gedreht. Die Serie wurde komplett mit 16-mm-Film gedreht. Der Produzent Gregory Melton arbeitete als Set Director und an den CGI-Effekten.
Der Verkauf der internationalen Ausstrahlungsrechte wurde am 14. Juni bekannt gegeben. Für Deutschland sicherte sich FOX Channel die Rechte an der Serie. Auf der Cologne Conference am 30. September 2010 wurde anstatt der zuerst angekündigten ersten Episode nur ein zehnminütiger Trailer gezeigt.
Am 31. August erklärte Darabont, dass The Walking Dead um eine zweite Staffel verlängert worden sei, mit einem Produktionsstart im Februar 2011. AMC gab jedoch an, dass dies noch nicht der Fall sei. Die Produzentin Gale Anne Hurd sagte später, dass alle zukünftigen Staffeln 13 Episoden umfassen werden. Darabont war es ein Anliegen in der zweiten Staffel die bei den Fans des Comics sehr beliebte Figur der Michonne einzuführen und mehr von der Umwelt des zweiten Buches zu zeigen.
Am 8. November gab AMC – nach nur zwei ausgestrahlten Episoden – die Verlängerung für eine zweite Staffel mit 13 Folgen bekannt, dessen Produktion am 1. Juli 2011 begann. Am 13. Juli 2011 wurde während der Premiere der vierten Staffel von Breaking Bad eine Vorschau der zweiten Staffel gezeigt. Im Juli 2011 trat Frank Darabont als Showrunner von The Walking Dead zurück und wurde von Glen Mazzara ersetzt.
Aufgrund der gestiegenen Quoten während der zweiten Staffel gab AMC nach zwei ausgestrahlten Episoden die Produktion einer dritten Staffel mit insgesamt 16 Episoden bekannt.
Im Dezember 2012 wurde die Serie auf Grund der sehr hohen Einschaltquoten von über 10 Millionen Zuschauern um eine vierte Staffel verlängert – welche aus 16 Episoden besteht –;. die Ausstrahlung begann im Oktober 2013. Gleichzeitig wurde bekannt, dass der Showrunner Glen Mazzara die Serie wegen künstlerischer Differenzen verließ. An seine Stelle als Showrunner trat Scott Gimple. Ende Oktober 2013 wurde die Serie um eine fünfte Staffel verlängert. Einen Tag vor Beginn der Ausstrahlung dieser gab AMC die Bestellung einer sechsten Staffel bekannt.
Am 12. Juli 2017 stürzte der Stuntman John Bernecker am Set im US-Bundesstaat Georgia bei einer Kampfszene aus mehr als 6 m (20 Fuß) in die Tiefe und starb später an seinen schweren Kopfverletzungen.
Im Oktober 2017 wurde die Serie um eine neunte Staffel verlängert, die zwischen dem 7. Oktober 2018 und 31. März 2019 in den Vereinigten Staaten und jeweils einen Tag später in Deutschland ausgestrahlt wurde.
Mitte Januar 2018 wurde bekannt, dass Scott Gimple als Showrunner zurücktritt und Angela Kang ab der neunten Staffel seinen Posten übernimmt.
Am 4. Februar 2019 wurde bekannt, dass AMC die Serie um eine zehnte Staffel verlängert, deren Ausstrahlung ab dem 6. bzw. 7. Oktober 2019 in Deutschland stattfand. Eine 11. Staffel wurde bestellt, die gleichzeitig das Serienfinale darstellte. Weiterhin bekamen die Figuren Daryl (Norman Reedus) und Carol (Melissa McBride) sowie Negan (Jeffrey Dean Morgan) und Maggie (Lauren Cohan) jeweils ein eigenes Spin-Off.

### Klagen gegen AMC
Im August 2017 verklagten die Produzenten Robert Kirkman, Gale Anne Hurd, Glen Mazzara, David Alpert und mitproduzierende Firmen den Medienkonzern AMC Networks, die AMC Studios, den ausstrahlenden Sender AMC und andere beteiligte Firmen. Hintergrund der Klage ist, dass AMC die Gewinne aus der Serie im Konzern nach ihrer Sicht so verteilt, dass die Produzenten ungerecht beteiligt würden. Konkret sagen sie in ihrer Klage, dass der Sender AMC zu geringe Lizenzgebühren an die ebenfalls zum Konzern gehörende Produktionsfirma AMC Studios zahlt. In ihrer Klage vergleichen sie die Höhe der Lizenzzahlungen mit denen, die der Sender AMC an externe Produktionsfirmen zahlt, z. B. bei den Serien Mad Men oder Breaking Bad, die höhere Lizenzgebühren bekamen bei weniger Gewinn für den Sender.
In einer inhaltlich ähnlichen seit Jahren laufenden Klage gegen AMC durch Frank Darabont, dem bereits 2011 nach der ersten Staffel abgesetzten Showrunner der Serie, wird von einem Klagewert von 30 Millionen US-Dollar pro Episode gesprochen und weiterem Geld für die unbezahlte Arbeit, die die Produktion der zweiten Staffel vorbereitete. Insgesamt fordert er 280 Millionen US-Dollar Entschädigung. Sollte die Klage der anderen Produzenten in ähnlicher Höhe Erfolg haben, wird von einem Klagewert von knapp einer Milliarde US-Dollar spekuliert.

## Ausstrahlung

### Vereinigte Staaten
Die ersten Szenen der Pilotfolge wurden am 23. Juli 2010 bei der Comic-Con in San Diego gezeigt. Die erste Folge wurde am 31. Oktober 2010 bei AMC ausgestrahlt. Knapp zwei Wochen vor der Erstausstrahlung bei AMC wurde die Pilotepisode im Internet geleakt. Die Pilotfolge sahen auf AMC 5,3 Millionen Zuschauer, welches die zum damaligen Zeitpunkt höchste Einschaltquote aller Zeiten für den Sender war. Inklusive Wiederholungen sahen 8,1 Millionen Menschen die Folge am ersten Tag. Das Staffelfinale sahen sechs Millionen Menschen, vier Millionen davon in der werberelevanten Zielgruppe der 18–49-Jährigen. Diese Folge erreichte damit die höchsten Einschaltquoten der gesamten ersten Staffel.
Die aus 13 Episoden bestehende zweite Staffel strahlte AMC vom 16. Oktober 2011 bis zum 18. März 2012 in zwei Teilen von sieben bzw. sechs Episoden aus. Die erste Episode der zweiten Staffel wurde bei der ersten Ausstrahlung von 7,3 Millionen Zuschauern gesehen, wodurch The Walking Dead den Status der meistgesehenen Serie in der Geschichte des amerikanischen Kabelfernsehens (cable) erlangte. Ebenfalls erreichte sie mit 4,8 und 4,2 Millionen Zuschauern einen neuen Rekord in den relevanten Zielgruppen 18 bis 49 und 25 bis 54 Jahre. Inklusive zweier Wiederholungen sahen elf Millionen Menschen die Episode. Die erste Folge nach der Winterpause stellte mit 4,4 Millionen Zuschauer in der werberelevanten Zielgruppe und 8,1 Millionen Gesamtzuschauern einen neuen Serienrekord dar, welcher vom Staffelfinale mit knapp 9 Millionen Zuschauern nochmals überboten wurde.
Vom 14. Oktober 2012 bis zum 14. März 2013 zeigte AMC die 16 Episoden umfassende dritte Staffel. Die Staffelpremiere überbot mit insgesamt 10,9 Millionen Zuschauern, davon 7,3 Millionen in der werberelevanten Zielgruppe, die Premiere der zweiten Staffel um über 50 Prozent und wurde in der Zielgruppe zur meistgesehenen Sendung der Herbstsaison. Die Premiere der vierten Staffel erfolgte am 13. Oktober 2013 und setzte mit über 16 Millionen Zuschauern, 10,4 Millionen davon in der werberelevanten Zielgruppe, einen weiteren Serienrekord. Die Episode zählt neben den Liveübertragungen der NFL-Spiele zu den zuschauerstärksten Sendungen in der Season 2013–2014. Das Staffelfinale wurde am 30. März 2014 gezeigt.
Die Ausstrahlung der fünften Staffel startete am 12. Oktober 2014 und lief bis 29. März 2015. Wie bereits bei den vorherigen Staffeln erreichte die Staffelpremiere mit über 17 Millionen Zuschauer, davon 11 Millionen aus der werberelevanten Zielgruppe, einen neuen Reichweitenrekord.
Die sechste Staffel wurde vom 11. Oktober 2015 bis 3. April 2016 gesendet. Die Erstausstrahlung der siebten Staffel begann am 23. Oktober 2016 und endete am 3. April 2017.
Staffel acht wurde zwischen dem 22. Oktober 2017 und 15. April 2018 erstausgestrahlt. Erstmals erreichte das Staffelfinale nicht die höchste Reichweite der Staffel. Generell verringerten sich die Einschaltquoten im Vergleich zur vorherigen Staffel deutlich.
Die neunte Staffel wurde ab dem 7. Oktober 2018 und das Staffelfinale am 31. März 2019 ausgestrahlt. Die Zuschauerzahlen halbierten sich überwiegend im Vergleich zur achten Staffel.
Staffel zehn wurde ab dem 6. Oktober 2019 ausgestrahlt – aufgrund der COVID-19-Pandemie wurde das Staffelfinale erst am 5. Oktober 2020 ausgestrahlt. Zusätzlich wurden 6 Bonus-Episoden ausgestrahlt, sodass die letzte Folge der Staffel erst am 4. April 2021 gezeigt wurde. Die meistgesehene Episode erreichte nur noch rund 4 Mio. Zuschauer.
Die elfte und letzte Staffel wurde – in drei Teile aufgespalten – vom 22. August 2021 bis zum 20. November 2022 ausgestrahlt.

### Deutschsprachiger Raum

#### Deutschland
In Deutschland wurde die erste Staffel ab dem 5. November 2010 auf FOX im Zweikanalton ausgestrahlt. Die zweite Staffel startete fünf Tage nach der US-Premiere am 21. Oktober 2011 und wurde wie in den USA zweigeteilt bis zum 23. März 2012 auf dem deutschen Bezahlsender FOX gezeigt. Die dritte Staffel startete ebenfalls zeitnah zur US-Premiere im Herbst 2012 auf FOX. Die vierte Staffel wurde abermals kurz nach der US-Premiere (13. Oktober) am 18. Oktober 2013 bei FOX ausgestrahlt. Die Ausstrahlung der fünften Staffel startete nur einen Tag nach der US-Ausstrahlung, am 13. Oktober 2014, auf FOX. Die Ausstrahlung der sechsten Staffel erfolgte vom 12. Oktober 2015 bis 4. April 2016 erneut auf FOX. Die siebte Staffel lief vom 24. Oktober 2016 bis zum 3. April 2017 auf FOX. Die Ausstrahlung der achten Staffel auf FOX begann am 23. Oktober 2017 und endete am 26. April 2018. Staffel neun wurde ebenfalls zwischen dem 8. Oktober 2018 und 1. April 2019 auf FOX erstausgestrahlt. Die zehnte Staffel startete am 7. Oktober 2019 erneut bei FOX und endete, nicht zuletzt aufgrund der Covid-19-Pandemie und den zusätzlichen Bonus-Episoden erst am 5. April 2021.
Die elfte und letzte Staffel sollte ab dem 23. August 2021 erneut auf FOX ausgestrahlt werden. Am 6. Juli 2021 gab Disney, der Konzern hinter FOX, jedoch bekannt, den TV-Sender am 30. September 2021 einzustellen. Die deutschsprachige Erstausstrahlung fand daher, jeweils rund eine Stunde nach US-Ausstrahlung, ab dem 23. August 2021 deutscher Zeit auf dem Pay-TV-Sender ProSieben Fun statt. Anschließend wurden die Folgen der letzten Staffel beim Streamingdienst Disney+ veröffentlicht.
Die Erstausstrahlung der ersten Staffel der Serie im deutschen Free-TV fand vom 11. bis zum 13. Mai 2012 als Wochenendevent auf RTL II statt. Auch die deutsche Free-TV-Ausstrahlung der zweiten Staffel fand bei RTL II als Eventprogrammierung zwischen dem 1. und dem 4. November 2012 statt. Die dritte Staffel zeigte der Sender wieder in einer Eventprogrammierung vom 31. Oktober bis zum 3. November 2013, ebenso wie Staffel 4, die vom 27. Oktober bis 2. November 2014 jeweils mit zwei bzw. drei Folgen pro Tag gesendet wurde. Die fünfte Staffel wurde vom 31. Oktober bis 9. November 2015 wiederum auf RTL II gesendet. Dabei wurden die ersten 3 Folgen nacheinander, danach bis zur 14. Folge jeweils 2 Folgen hintereinander ausgestrahlt. Die letzten drei Folgen wurden einzeln gezeigt.
RTL II verwendet für die Ausstrahlung der Folgen vereinzelt andere Namen als die vom Verleih vorgesehenen. So gibt RTL II Folge 11 aus Staffel 4 den Titel Beansprucht, während die Folge vom Verleih Besetzt und im Originaltitel Claimed benannt wurde. Andere deutsche Titel weichen stärker vom Original ab, so der Titel von Folge 5 derselben Staffel: Die Krankheit zum Tode (Original: Internment, dt. Internierung).

#### Schweiz
In der Schweiz begann die frei empfangbare Ausstrahlung am 7. Januar 2012 auf 3 Plus. Dort wurden allerdings zunächst nur die ersten 4 Folgen der ersten Staffel gesendet. Vom 29. Oktober bis zum 2. November 2012 zeigte der Sender 4 Plus die zweite Staffel, ehe er am 9. und 16. November 2012 die letzten beiden Episoden der ersten Staffel ausstrahlte.

### International
Die internationalen Erstausstrahlungsrechte der gesamten Serie besitzt Fox International Channels (FIC). FIC veröffentlichte die Serie eine Woche nach der US-Premiere in 120 Staaten und 33 Sprachen.

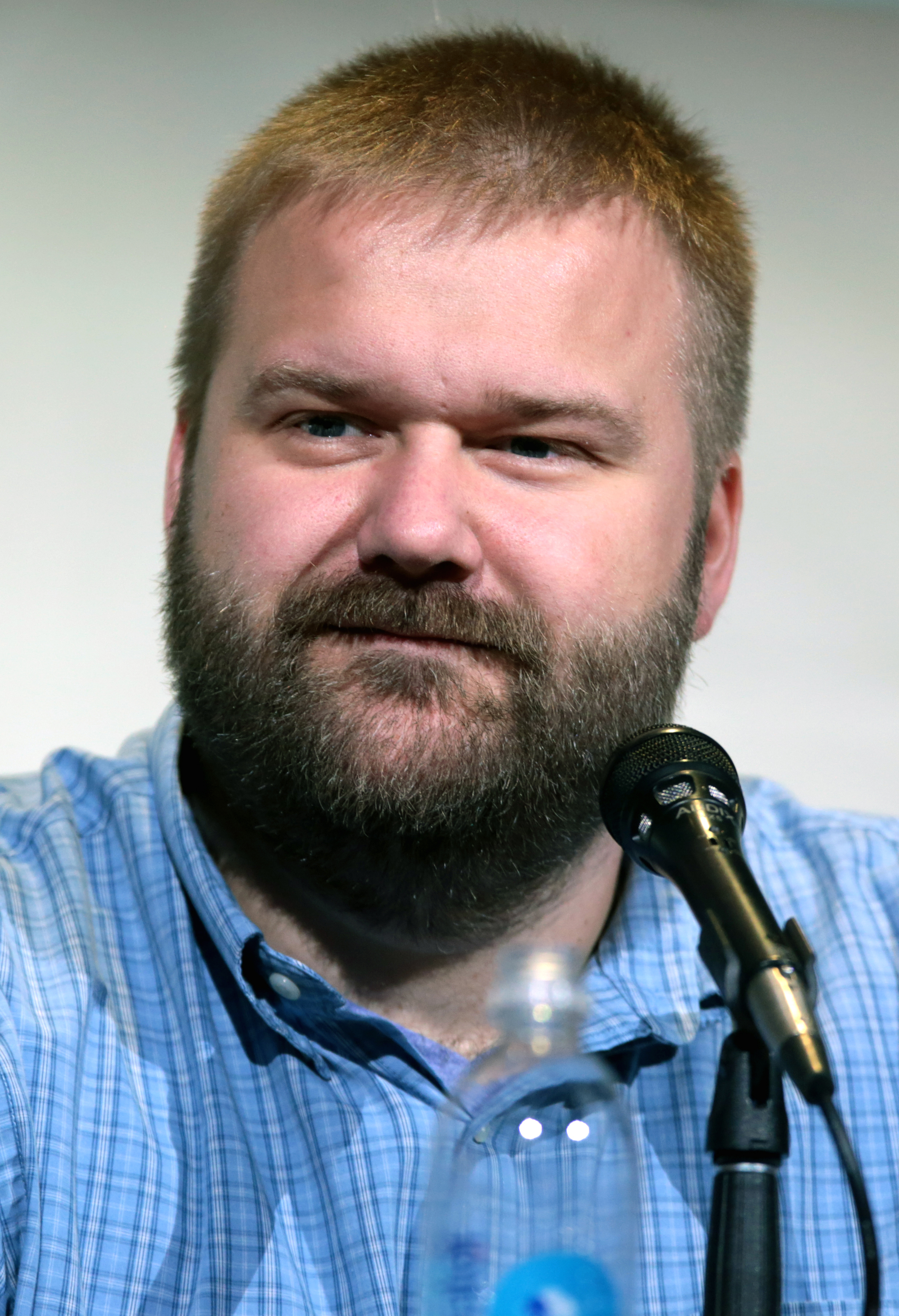
Robert Kirkman bei der Comic-Con 2016

## Marketing
Kurz vor Beginn der Comic-Con wurde ein animierter Comic (motion comic) der ersten Ausgabe des Comics auf der AMC-Website veröffentlicht, der von Phil LaMarr gesprochen wurde. Ebenfalls wurde ein Making-of, hauptsächlich über die erste Folge, sowie eine Reihe Hintergrundvideos und Interviews bereitgestellt. In der Dokumentation erklären der Erfinder des Comics und Executive Producer der Serie Robert Kirkman sowie der Zeichner Charlie Adlard, wie nah die Fernsehserie an der Comicvorlage sei und wie viel Ähnlichkeit die Schauspieler mit den Zeichnungen hätten.
AMC führte die Marketingkampagne Spread the Dead durch, bei der Teilnehmer möglichst viele Menschen auf die Serie aufmerksam machen mussten, um Preise zu gewinnen.
Eine Woche vor Ausstrahlung ließ der Sender AMC in Zusammenarbeit mit Fox International Channels, die die Rechte an der internationalen Ausstrahlung besitzen, zu Werbezwecken weltweit in 26 Städten, darunter auch München, Menschen als Zombies verkleiden und schminken, damit diese eine Zombie-Invasion nachahmen.
Anlässlich des Deutschlandstarts der 9. Staffel entstand die Social-Media-Kampagne Zombiegate für Fox Channel, die das Geschehen auf die Baustelle des Berliner Großflughafens verlegte.

## Rezeption

### Kritiken
Nancy deWolf Smith vom Wall Street Journal schrieb, die Pilotepisode sei so gut, „dass sie sogar einen Zombiehasser wie mich süchtig macht“. Sie lobte, dass die Serie sehr realistisch und zugleich auch filmisch wirkt. Heather Havrilesky von Salon.com fügte The Walking Dead zu ihrer Liste der neun neuen Fernsehserien 2010 hinzu, die man nicht verpassen darf und gab ihr mit einem „A“ die Höchstbewertung. Die erste und dritte Staffel der Serie haben bei Metacritic einen Metascore von 82 %, basierend auf 25 bzw. 19 Rezensionen.

“The television adaptation is surprisingly scary and remarkably good, a show that visually echoes the stylized comic-book aesthetic of the original and combines elegant suspense with gratifyingly crude and gruesome slasher-film gore.”

„Die Fernsehadaptation ist überraschend gruselig und bemerkenswert gut, eine Serie, die optisch die stilisierte Comicbuchästhetik des Originals wiedergibt und elegant Spannung mit erfreulich derbem und grausigem Slasher-Film-Gore kombiniert.“

Dead is beautifully shot, but what it’s shooting are former humans with rotting skin and bleating agonized groans. And like the comics, there’s great, grim humor.

„Dead ist schön gefilmt, doch was gefilmt wird, sind ehemalige Menschen mit verfaulter Haut und blökendem, gequältem Stöhnen. Und wie in den Comics gibt es tollen, düsteren Humor.“

“Writer and director Frank Darabont (‚The Shawshank Redemption,‘ ‚The Green Mile‘) seamlessly stitches together grand American traditions including the western, the separated-family drama and, of course, the post-apocalypse tale, creating the first zombie epic, with sprawling storylines, archetypal characters and imagery to rival ‚Gone With the Wind‘.”

„Der Autor und Regisseur Frank Darabont (Die Verurteilten, The Green Mile) verbindet große amerikanische Traditionen, inklusive des Western, des Dramas getrennter Familienmitglieder und natürlich der post-apokalyptischen Geschichte. Er erschafft damit das erste Zombieepos mit ausgedehnten Handlungssträngen, archetypischen Figuren und Bilderwelten, die mit Vom Winde verweht wetteifern.“

„Die Serie beinhaltet klassische Western- und gruppenpsychologische Elemente. Sie ist Familiendrama, Lovestory, Endzeitmärchen und Horrorthriller in einem.“

### Auszeichnungen und Nominierungen
American Film Institute
- 2011: TV-Serie des Jahres
- 2013: TV-Serie des Jahres

American Cinema Editors Award
- 2011: Bester Schnitt bei einer einstündigen TV-Serie – Hunter Via
- 2012: Nominierung in der Kategorie Bester Schnitt bei einer einstündigen TV-Serie – Hunter Via

American Society of Composers, Authors and Publishers
- 2013: Beste Musik – Bear McCreary

Black Reel Award
- 2017: Nominierung in der Kategorie Beste Nebendarstellerin in einer Dramaserie – Danai Gurira

Bram Stoker Award
- 2011: Bram Stoker Award – Nominierung in der Kategorie Bestes Drehbuch – Scott Gimple
- 2012: Bram Stoker Award – Nominierung in der Kategorie Bestes Drehbuch – Scott Gimple
- 2013: Bram Stoker Award – Bestes Drehbuch – Scott Gimple
- 2014: Bram Stoker Award – Nominierung in der Kategorie Bestes Drehbuch – Scott Gimple

Casting Society of America
- 2011: Artios Awards – Nominierung in der Kategorie Bestes Casting im Bereich Fernsehen

Critics’ Choice Television Award
- 2011: Nominierung in der Kategorie Beste Regie – Frank Darabont
- 2011: Nominierung in der Kategorie Beste Serie – Drama
- 2013: Nominierung in der Kategorie Bester Hauptdarsteller in einer Dramaserie – Andrew Lincoln
- 2014: Nominierung in der Kategorie Beste Nebendarstellerin in einer Dramaserie – Melissa McBride
- 2015: Auszeichnung in der Kategorie Most Bingeworthy Show
- Jan. 2016: Nominierung in der Kategorie Most Bingeworthy Show
- Dez. 2016: Bester Gastdarsteller in einer Dramaserie – Jeffrey Dean Morgan

Directors Guild of America Award
- 2011: Nominierung in der Kategorie Beste Regie – Frank Darabont

Emmyverleihung
- 2011: Nominierung in der Kategorie Beste visuelle Effekte
- 2011: Nominierung in der Kategorie Bester Tonschnitt
- 2011: Emmy – Bestes Make-up
- 2012: Nominierung in der Kategorie Beste visuelle Effekte
- 2012: Nominierung in der Kategorie Bester Tonschnitt
- 2012: Emmy – Bestes Make-up
- 2013: Nominierung in der Kategorie Bestes Make-up
- 2014: Nominierung in der Kategorie Beste visuelle Effekte
- 2014: Nominierung in der Kategorie Bester Tonschnitt
- 2015: Nominierung in der Kategorie Bester Tonschnitt
- 2015: Nominierung in der Kategorie Bestes Make-up
- 2015: Nominierung in der Kategorie Beste visuelle Effekte
- 2015: Nominierung in der Kategorie Beste Stuntkoordination
- 2016: Nominierung in der Kategorie Bestes Make-up
- 2016: Nominierung in der Kategorie Beste visuelle Effekte
- 2017: Nominierung in der Kategorie Bestes Make-up

Golden Globe Award
- 2011: Nominierung in der Kategorie Beste Serie – Drama

MTV Movie & TV Awards
- 2017: Bester Bösewicht – Jeffrey Dean Morgan
- 2017: Nominierung als Bester Schauspieler in einer Show – Jeffrey Dean Morgan

NAACP Image Award
- 2016: Nominierung in der Kategorie Beste Serien-Nebendarstellerin – Drama – Danai Gurira

National Television Awards
- 2015: Nominierung in der Kategorie Drama – Andrew Lincoln

Nickelodeon Kids’ Choice Awards
- 2018: Nominierung in der Kategorie Lieblings-TV-Schauspieler – Andrew Lincoln

People’s Choice Award
- 2012: Nominierung in der Kategorie Favorite Sci-Fi/Fantasy Show
- 2013: Nominierung in der Kategorie Favorite Cable TV Drama
- 2013: Nominierung in der Kategorie Favorite Sci-Fi/Fantasy TV Show
- 2014: Favorite Cable TV Drama
- 2014: Favorite TV Anti-Hero – Andrew Lincoln
- 2014: Nominierung in der Kategorie Favorite Sci-Fi/Fantasy TV Show
- 2015: Nominierung in der Kategorie Favorite TV Show
- 2015: Nominierung in der Kategorie Favorite Cable TV Sci-Fi/Fantasy TV Show
- 2015: Nominierung in der Kategorie Favorite TV Character We Miss Most – Scott Wilson
- 2016: Nominierung in der Kategorie Favorite TV Show
- 2016: Nominierung in der Kategorie Favorite Cable TV Sci-Fi/Fantasy TV Show
- 2017: Nominierung in der Kategorie Favorite TV Show
- 2017: Favorite Cable TV Sci-Fi/Fantasy TV Show

Satellite Award
- 2011: Nominierung in der Kategorie Beste Genre-Serie
- 2012: Beste Genre-Serie
- 2012: Bestes Ensemble in einer Fernsehserie
- 2013: Nominierung in der Kategorie Beste Genre-Serie
- 2014: Nominierung in der Kategorie Beste Genre-Serie
- 2015: Beste Genre-Serie
- 2016: Nominierung in der Kategorie Beste Genre-Serie

Saturn Award
- 2011: Beste Fernsehpräsentation
- 2011: Nominierung in der Kategorie Bester TV-Hauptdarsteller – Andrew Lincoln
- 2011: Nominierung in der Kategorie Beste TV-Hauptdarstellerin – Sarah Wayne Callies
- 2011: Nominierung in der Kategorie Bester TV-Nebendarsteller – Steven Yeun
- 2011: Nominierung in der Kategorie Beste TV-Nebendarstellerin – Laurie Holden
- 2011: Nominierung in der Kategorie Bester TV-Gastdarsteller – Noah Emmerich
- 2012: Beste Fernsehpräsentation
- 2012: Nominierung in der Kategorie Bester TV-Nebendarsteller – Norman Reedus
- 2013: Beste Syndication-/Kabel-Fernsehserie
- 2013: Beste TV-Nebendarstellerin – Laurie Holden
- 2013: Nominierung in der Kategorie Bester TV-Hauptdarsteller – Andrew Lincoln
- 2013: Nominierung in der Kategorie Bester TV-Nebendarsteller – David Morrissey
- 2014: Beste Syndication-/Kabel-Fernsehserie
- 2014: Beste TV-Nebendarstellerin – Melissa McBride
- 2014: Bester TV-Nachwuchsschauspieler – Chandler Riggs
- 2014: Nominierung in der Kategorie Bester TV-Gastdarsteller – David Morrissey
- 2015: Beste Syndication-/Kabel-Fernsehserie
- 2015: Bester TV-Hauptdarsteller – Andrew Lincoln
- 2015: Beste TV-Nebendarstellerin – Melissa McBride
- 2015: Nominierung in der Kategorie Bester TV-Nebendarsteller – Norman Reedus
- 2015: Nominierung in der Kategorie Beste TV-Nebendarstellerin – Emily Kinney
- 2015: Nominierung in der Kategorie Bester TV-Gastdarsteller – Andrew J. West
- 2015: Nominierung in der Kategorie Bester TV-Nachwuchsschauspieler – Chandler Riggs
- 2016: Beste Horrorserie
- 2016: Beste TV-Nebendarstellerin – Danai Gurira
- 2016: Bester TV-Nachwuchsschauspieler – Chandler Riggs
- 2016: Nominierung in der Kategorie Bester TV-Hauptdarsteller – Andrew Lincoln
- 2016: Nominierung in der Kategorie Beste TV-Nebendarstellerin – Melissa McBride
- 2016: Nominierung in der Kategorie Beste TV-Nebendarstellerin – Tovah Feldshuh
- 2016: Nominierung in der Kategorie Bester TV-Gastdarsteller – John Carroll Lynch
- 2017: Beste Horrorserie
- 2017: Bester TV-Hauptdarsteller – Andrew Lincoln
- 2017: Bester TV-Gastdarsteller – Jeffrey Dean Morgan
- 2017: Nominierung in der Kategorie Bester TV-Nebendarsteller – Norman Reedus
- 2017: Nominierung in der Kategorie Beste TV-Nebendarstellerin – Melissa McBride
- 2017: Nominierung in der Kategorie Beste TV-Nebendarstellerin – Danai Gurira
- 2017: Nominierung in der Kategorie Bester TV-Nachwuchsschauspieler – Chandler Riggs
- 2018: Beste Horrorserie
- 2018: Bester TV-Nachwuchsschauspieler – Chandler Riggs
- 2018: Nominierung in der Kategorie Bester TV-Hauptdarsteller – Andrew Lincoln
- 2018: Nominierung in der Kategorie Bester TV-Nebendarsteller – Khary Payton
- 2018: Nominierung in der Kategorie Beste TV-Nebendarstellerin – Melissa McBride
- 2018: Nominierung in der Kategorie Beste TV-Nebendarstellerin – Danai Gurira
- 2018: Nominierung in der Kategorie Bester TV-Gastdarsteller – Jeffrey Dean Morgan

Scream Award
- 2011: Nominierung in der Kategorie Beste Fernsehserie
- 2011: Nominierung in der Kategorie Beste Hauptdarstellerin – Sarah Wayne Callies
- 2011: Nominierung in der Kategorie Bester Hauptdarsteller – Andrew Lincoln
- 2011: Nominierung in der Kategorie Beste Nebendarstellerin – Laurie Holden
- 2011: Nominierung in der Kategorie Bester Nebendarsteller – Jon Bernthal

Screen Actors Guild Award
- 2013: Nominierung in der Kategorie Bestes Stuntensemble in einer Fernsehserie
- 2014: Nominierung in der Kategorie Bestes Stuntensemble in einer Fernsehserie
- 2015: Nominierung in der Kategorie Bestes Stuntensemble in einer Fernsehserie
- 2016: Nominierung in der Kategorie Bestes Stuntensemble in einer Fernsehserie
- 2017: Nominierung in der Kategorie Bestes Stuntensemble in einer Fernsehserie
- 2018: Nominierung in der Kategorie Bestes Stuntensemble in einer Fernsehserie

Teen Choice Award
- 2011: Nominierung in der Kategorie Choice TV Actor: Fantasy/Sci-Fi – Andrew Lincoln
- 2016: Nominierung in der Kategorie Choice TV Breakout Show

Visual Effects Society Award
- 2011: Nominierung in der Kategorie Beste Visuelle Effekte

Young Hollywood Award
- 2014: Nominierung in der Kategorie TV Show

Young Artist Award
- 2012: Nominierung in der Kategorie Bester Hauptdarsteller in einer Fernsehserie – Chandler Riggs
- 2012: Nominierung in der Kategorie Beste Nebendarstellerin in einer Fernsehserie – Madison Leisle
- 2013: Nominierung in der Kategorie Bester Hauptdarsteller in einer Fernsehserie – Chandler Riggs
- 2014: Bester Hauptdarsteller in einer Fernsehserie – Chandler Riggs
- 2016: Nominierung in der Kategorie Beste wiederkehrende Schauspielerin in einer Fernsehserie – Katelyn Nacon
- 2016: Nominierung in der Kategorie Bester wiederkehrende Schauspieler in einer Fernsehserie – Major Dodson
- 2017: Nominierung in der Kategorie Beste wiederkehrende Schauspielerin in einer Fernsehserie – Katelyn Nacon

Writers Guild of America Award
- 2011: Nominierung in der Kategorie Drama Series

## Merchandise
Im Februar 2012 wurde die Online-RPG-Version von The Walking Dead auf Gaia Online veröffentlicht. JAKKS Pacific veröffentlichte im Rahmen des Toy Fair 2012 ihre Computerspielreihe Deluxe TV Game und ihre S.L.U.G.-Zombies-line-Spielfiguren zur AMC-Serie.

## DVD- und Blu-ray-Veröffentlichung
Vereinigte Staaten
- Staffel 1 erschien am 8. März 2011 (ungeschnitten).[84]
- Staffel 2 erschien am 28. August 2012 (ungeschnitten).[85]
- Staffel 3 erschien am 27. August 2013 (ungeschnitten).[86]
- Staffel 4 erschien am 26. August 2014 (ungeschnitten).
- Staffel 5 erschien am 25. August 2015 (ungeschnitten).
- Staffel 6 erschien am 23. August 2016 (ungeschnitten).

Deutschland
In Deutschland erschien die erste Staffel – trotz der FSK-18-Freigabe – nur in einer leicht geschnittenen Fassung auf DVD. Die Episoden 2 bis 5 sind von diesen Zensuren betroffen. Die deutsche Version ist somit identisch zur Europa-Fassung. Die US-Version war damals als einzige Version ungeschnitten auf DVD veröffentlicht worden. Die zweite Staffel wurde hingegen komplett unzensiert vertrieben: Jedoch fehlen einige Szenen in zwei Folgen, die nur im Fernsehen zu sehen sind und auch nicht auf der US-DVD/-Blu-ray enthalten sind. Am 4. März 2013 gab die Freiwillige Selbstkontrolle der Filmwirtschaft (FSK) in ihrer Online-Datenbank bekannt, dass die vierte und fünfte Folge der ersten Staffel neu geprüft wurden. Am 6. März folgte der Eintrag über die Neuprüfung der zweiten und dritten Folge der ersten Staffel. Diese erhielten ungekürzt eine Freigabe ab 18 Jahren. Am 31. Mai 2013 erschien eine Special-Uncut-Version auf DVD und Blu-ray, welche die Episoden 2 bis 5 in ungekürzter Fassung enthält. Außerdem erschien eine Special Edition zur dritten Staffel. Darin enthalten ist ein Modell des Aquariums des Governors.
- Staffel 1 erschien am 28. Oktober 2011 (geschnitten).[90]
  - Staffel 1 Special-Uncut-Version erschien am 31. Mai 2013 (ungeschnitten).[91]
- Staffel 2 erschien am 5. November 2012 (ungeschnitten).[92]
- Staffel 3 erschien am 11. November 2013 (ungeschnitten).[93]
- Staffel 4 erschien am 3. November 2014 (ungeschnitten).[94]
- Staffel 5 erschien am 16. November 2015 (ungeschnitten).[95]
- Staffel 6 erschien am 19. Dezember 2016 (ungeschnitten).[96]
- Staffel 7 erschien am 9. November 2017 (ungeschnitten).
- Staffel 8 erschien am 8. November 2018 (ungeschnitten).
- Staffel 9 erschien am 7. November 2019 (ungeschnitten).
- Staffel 10 erschien am 9. Dezember 2021 (ungeschnitten).
- Staffel 11 erschien am 31. August 2023 (ungeschnitten).

Vereinigtes Königreich
- Die erste Staffel von The Walking Dead wurde ab 15 Jahren freigegeben.
- Staffel 2 und 3 wurden ab 18 Jahren freigegeben.

## Ableger und Parodien
Talking Dead
AMC zeigte seit der zweiten Staffel 2011 im Anschluss an The Walking Dead die Spin-off-Talkshow Talking Dead, die von Comedian Chris Hardwick moderiert und in dieser über Geschehnisse der Serie diskutiert wurde.
Fear the Walking Dead
2013 kündigte AMC an, dass eine Spin-off-Serie von The Walking Dead unter der Leitung von Robert Kirkman, Gale Anne Hurd und Dave Alpert in Entwicklung sei. Diese ist nicht an die Comics gebunden. Zeitlich gesehen spielt die Serie vor den Ereignissen der Mutterserie, schloss jedoch später zu dieser auf. Als Handlungsort dient Los Angeles.
Die sechsteilige erste Staffel wurde ab dem 23. August 2015 in den USA ausgestrahlt und ab dem 24. August 2015 in Deutschland über den Video-on-Demand-Anbieter Amazon Instant Video veröffentlicht.
The Walking Dead: World Beyond
Im April 2019 bestätigte AMC ein weiteres Spin-off von The Walking Dead, das 2020 mit den ersten zehn Episoden startete. Darin stehen vorrangig Jugendliche im Mittelpunkt der Geschichte, die bislang innerhalb von Mauern geschützt aufwuchsen und sich nun der Welt außerhalb stellen. Die Leitung übernahmen Matthew Negrete und Scott M. Gimple, die auch die Hauptmarke mit verantworten.
The Walking Deceased – Die Nacht der lebenden Idioten
2015 erschien die Parodie The Walking Deceased – Die Nacht der lebenden Idioten des US-Regisseurs Scott Dow in Anlehnung an die ersten The Walking Dead-Staffeln.
The Walking Dead: Dead City
2023 kündigte der Sender AMC den Start der neue Spin-off-Serie von The Walking Dead an. Die erste Staffel der Serie mit sechs Folgen wurde zwischen Juni und Juli 2023 in den Vereinigten Staaten ausgestrahlt; die Handlung dreht sich um die Figuren Maggie Rhee und Negan Smith.